# Sofia
Sofia (AFI: ˈsɔfja; in bulgaro София?, Sofija, AFI: [ˈsɔfija]) è la capitale e la più grande città della Bulgaria. È il principale centro amministrativo, industriale, culturale e dei trasporti del Paese, di cui costituisce un distretto a sé stante. Con una popolazione di 1 286 965 abitanti al 2024, è anche la città più estesa e densamente popolata della Bulgaria.
Affonda le sue radici nell'epoca dei Traci, che la chiamarono Serdica. Passò poi sotto il dominio romano, bizantino, bulgaro e ottomano, che influenzarono profondamente il suo carattere architettonico, prima di affermarsi come capitale del neonato Principato di Bulgaria nel 1878. Restò capitale del Regno di Bulgaria, della Repubblica Popolare di Bulgaria e dell'attuale Repubblica di Bulgaria.
È situata nella parte occidentale del Paese, nel Bacino di Sofia, che è circondato da numerose montagne fra cui il monte Vitoša. La città occupa una posizione centrale nella Penisola balcanica, con diverse strade principali che la collegano alle altre regioni della penisola: attraverso il monte Vacarel con la Tracia e Istanbul, attraverso il Passo di Dragoman con Belgrado e l'Europa centrale, lungo la valle dello Struma verso la Grecia e la Macedonia del Nord, attraverso alcuni passi nei Monti Balcani con la Bulgaria settentrionale e la Romania. Il fiume Iskăr passa a est della città ed essa viene attraversata da molti dei suoi piccoli affluenti.
Oggi Sofia è il principale centro amministrativo, industriale, dei trasporti, culturale e d'istruzione del Paese dove si concentra 1/6 della produzione industriale della Bulgaria. Qui si trovano anche l'Accademia bulgara delle scienze, le sedi centrali della Televisione Nazionale Bulgara, della Radio Nazionale Bulgara, dell'Agenzia Telegrafica Bulgara, molte università, teatri, cinema, la Galleria Nazionale d'Arte, musei archeologici, storici, di scienze naturali e altri ancora. I monumenti archeologici visibili di epoca romana sono conservati in vari luoghi del centro della città. Sofia conta 21 università, tra cui l'Università di Sofia, fondata nel 1889. Inoltre è sede di una diocesi ortodossa bulgara e di una diocesi cattolica. Tra le principali attrazioni troviamo la Chiesa di Bojana (inserita nel Patrimonio dell'umanità dell'UNESCO nel 1979), la chiesa di San Giorgio, la basilica di Santa Sofia e la cattedrale di San Aleksandr Nevskij.

## Etimologia
Il nome più antico dell'attuale città di Sofia risulta essere Serdonpolis (Σερδῶν πόλις), un nome grecizzato la cui variante latina sarebbe civitas Serdensium, ossia "la città dei Serdi". La prima menzione della città infatti proviene da un'iscrizione ateniese del I secolo a.C., che attestava: Astu ton Serdon, cioè città dei Serdi.
Secondo Cassio Dione, secondo documenti del II secolo d.C., i Serdi probabilmente abitarono la zona già nel I secolo a.C. Tuttavia, molti autori si sono posti delle domande su di loro: "Questo etnonimo [Serdi] è ancora un fantasma." (Aleksandǎr Fol). Anche il legame "Serdica - Serdi" ha sollevato delle domande: "Allora, chi battezzò chi? Gli abitanti della città o la città - i suoi abitanti?" (Hristo Gencev). Esistono inoltre diverse ipotesi sull'etimologia del nome "Serdi". Vaclav Tomašek lo fa derivare dalla parola indoeuropea çardh ("stabile", "testardo"), mentre Stefan Mladenov e Gavril Kacarov lo fanno derivare dalla stessa radice, ma nella forma çardhas ("gregge"), collegandolo al sostentamento della regione. Radu Vulpe invece, lo fa derivare dalla radice serd ("cuore", "mezzo"), che è anche associato al successivo nome slavo di Sredec.
L'imperatore Traiano (nato Marco Ulpio Traiano) diede ufficialmente alla città il suo nome, chiamandola Ulpia Serdica, in seguito spesso abbreviato in Serdica (in greco antico: Σερδικη?). Il nome fu spesso scritto e pronunciato Sardichì (in greco antico: Σαρδικη?). Nelle fonti narrative di lingua greca fu quasi sempre usata la forma Σαρδικη, mentre nelle iscrizioni rupestri locali, anche in greco, predominò la forma Σαρδικη, e nelle fonti latine, con poche eccezioni, che furono spesso traduzioni dal greco, fu usata la forma Serdica. Entrambe le forme, Serdonpolis e Ulpia Serdica, si trovano sulle monete coniate nella città in epoca romana.
Il nome Serdica continuò ad essere utilizzato anche dopo l'annessione della città al Primo Impero bulgaro all'inizio del IX secolo, ad esempio nell'iscrizione di Hambarlii (un'iscrizione proto-bulgara dell'813 scritta in greco e scoperta nei pressi del villaggio di Malomirovo). Il nome fu successivamente sostituito dalla forma slava Sredec (in lingua slava ecclesiastica antica Срѣдьць, Срѣдець, Стрѣдьць), il cui primo utilizzo è attestato in due testi apocalittici in antico bulgaro della seconda metà dell'XI secolo, ma si presume che possa aver avuto origine già nell'VIII-IX secolo. Sredec potrebbe essere visto come un'interpretazione bulgara altomedievale del nome Sardica/Serdica, riflettendo allo stesso tempo il significato di "mezzo", a causa della posizione centrale della città nel bacino di Sofia, così come potrebbe significare una città mediocentrale della popolazione circostante.
Nelle fonti in lingua greca dopo la seconda metà del X secolo, per la città viene utilizzato anche il nome Triaditsa, più raramente nella forma Tralitsa (questa variante fu trasformata nel libro arabo di Muhammad al-Idrisi in Atralissa). Secondo l'opinione prevalente si tratta di una trascrizione greca di Стрѣдьць, con la "с" iniziale eliminata poiché interpretata come la preposizione indipendente 'ς. Secondo un'altra ipotesi, sostenuta da autori come Vasil Gyuzelev e Vesselina Vačkova, il nome deriverebbe dalla Santissima Trinità (in greco Αγία Τριάδα), associata alla basilica di Santa Sofia.
Nelle cronache occidentali delle crociate dei secoli XI-XII, la città fu chiamata con varie trascrizioni di Sredec e Triaditsa/Tralitsa - Sternits, Stralits, Stralicium. Nelle cronache ungheresi del XII-XIV secolo vennero usati i nomi Scereduci e Scarbicium.
Il nome Sofia fu registrato per la prima volta nella copia del Vangelo di Sredec del 1329, ma come nome della basilica di Santa Sofia, chiamata "Metropolia di Sredec". L'origine è nella parola greca sophía (σοφία, "saggezza"). I primi documenti in cui comparve questo nome furono la Carta di Vitoša - un crisobolla rilasciato in dono dallo zar Ivan Šišman al monastero di Dragalevci tra il 1371 e il 1382, la copia del Vangelo di Sredec già menzionato, un dialogo tra due venditori ragusani intorno al 1359 e gli appunti di un mercante ragusano del 1376. In quei documenti la città fu chiamata Sofia, ma, allo stesso tempo, la regione e gli abitanti della città vennero ancora chiamati "di Sredec" (in slavo ecclesiastico: срѣдечьскои), cosa che continuò fino al XX secolo. Nel corso del tempo "Sofia" si affermò come nome ampiamente utilizzato, anche ufficiale, della città, ma anche "Sredecs" e la nuova forma "Sardachia" continuarono ad essere usati come sinonimi. Gli Ottomani invece, iniziarono a favorire il nome Sofya (صوفيه).
Dopo la Liberazione della Bulgaria nel 1878, con decisione dell'amministrazione comunale, la città ripristinò il nome bulgaro Sredec, ma poco dopo, su insistenza del governo provvisorio russo, le fu restituito il nome Sofia. Nel 1879 ci fu una disputa sul nome, con i cittadini che crearono un comitato di figure eminenti che sostenevano il ripristino del nome storico Sredec. Questa idea fu sostenuta anche dall'Accademia bulgara delle scienze, la cui pubblicazione ufficiale tra il 1882 e il 1899 menzionò Sredec come luogo di pubblicazione. A poco a poco si arrivò a un compromesso, l'ufficializzazione di Sofia per le istituzioni nazionali, e Sredec per le istituzioni amministrative ed ecclesiastiche, prima che quest'ultimo venisse abbandonato nel corso degli anni.

## Stemma, motto e festa
Il motto della capitale è “Cresce, ma non invecchia” (in bulgaro „Расте, но не старее“?, Raste, no ne staree). Fu scritto nel 1911 sullo stemma di Sofia, creato nel 1900; nel 1928 lo stemma fu decorato con rami di alloro su entrambi i lati. Lo stemma comprende una corona muraria situata sopra lo scudo; i merli simboleggiano le montagne che circondano la città di Sofia. Lo scudo è diviso in quattro campi. Nel campo superiore a sinistra è raffigurata una testa femminile sormontata da una corona muraria con due torri merlate, simbolo della città (Ulpia Serdica) fin dall'antichità, nel campo superiore a destra la basilica di Santa Sofia, nel campo inferiore a sinistra il Monte Vitoša e nel campo inferiore a destra - un padiglione con la statua di Apollonius Medicus (Apollo Guaritore), personificazione delle terme minerali curative di Sofia. Al centro è posta l'immagine del "Leone bulgaro" - il legame tra l'antico stato bulgaro e la modernità.
La festa della città cade di 17 settembre, quando la Chiesa ortodossa bulgara commemora le sante martiri Sofia e le sue figlie Fede, Speranza e Amore. La data è stata fissata come Festa di Sofia con il decreto del Consiglio comunale del 25 marzo 1992.

## Geografia fisica

### Territorio
Lo sviluppo di Sofia come insediamento importante deve molto alla sua posizione al centro dei Balcani. La città si trova nella parte occidentale del Paese, nel Bacino di Sofia, tra i monti Vitoša a sud, i Monti Balcani a nord, il monte Ljulin a ovest e il resto del Bacino di Sofia a est. Sofia si trova ai piedi settentrionali di Vitoša.
Il centro storico della città si trova immediatamente a sud del centro del Bacino di Sofia, uno dei bacini sottobalcanici, situato tra i Monti Balcani occidentali (il Monte Murgaš, la Montagna di Sofia e la collina Tri Uši) a nord, e i monti Ljulin, Vitoša, Plana e Lozen, parti della catena montuosa di Srednogorije, a sud. La città moderna occupa una parte significativa del Bacino di Sofia, estendendosi prevalentemente verso sud-est e a sud-ovest del centro storico, raggiungendo le pendici di Vitoša, ma i suoi quartieri più nord-orientali - Seslavci e Kremikovci - si trovano sui pendii dei Monti Balcani.
Il territorio della città di Sofia ha una superficie di 492 km², e, oltre al territorio urbano, comprende anche i terreni agricoli e forestali limitrofi, tra cui una parte significativa del monte Vitoša. Confina con il territorio di 3 città (Bankja, Buhovo e Novi Iskăr) e 27 villaggi del Comune di Sofia (Bistrica, Železnica, Plana, Busmanci, Vladaja, Volujak, German, Gorni Bogrov, Dolni Bogrov, Dolni Pasarel, Ivanjane, Kazičene, Klisura, Kokaljane, Krivina, Kubratovo, Lozen, Lokorsko, Malo Bučino, Mirovjane, Mramor, Murčaevo, Negovan, Ogoja, Pančarevo, Čepinci e Jana), 5 villaggi del Comune di Pernik (Golemo Bučino, Divotino, Kladnica, Ljulin, Čuipetlovo), 2 villaggi del Comune di Božurište (Gurmazovo, Požarevo) e 1 villaggio del Comune di Svoge (Jablanica).
Cinque valichi portano alla città: l'Iskắrski, il Vladaiski, il Dragomanski, il Petrohanski e il Vitinja. Già nei tempi antichi, attraverso di loro passavano importanti strade che collegavano il Mare Adriatico e l'Europa centrale con il Mar Nero, il Mar Egeo e il Medio Oriente. La posizione geografica estremamente favorevole della città rappresenta un importante fattore per lo sviluppo del commercio, degli affari, dei trasporti, della logistica, nonché delle relazioni regionali, interregionali e internazionali e della cooperazione transfrontaliera. Da essa passano tre dei dieci corridoi di trasporto transeuropei. Si tratta del Corridoio Transeuropeo n. 4, che collega l’Europa occidentale e l'Europa centrale con il Mar Mediterraneo, il Mar Egeo e il Medio Oriente; il Corridoio n. 8 che collega il Mare Adriatico al Mar Nero; e il Corridoio n. 10 che collega l'Europa centrale con Istanbul e il Mediterraneo orientale.
Diversi fiumi e torrenti scorrono attraverso la capitale bulgara: l'Iskăr, i suoi affluenti Perlovska, Lesnovska e Blato, come anche il Vladajska e il Bojanska (affluenti del Perlovska), il Suhodolska (affluente del Vladajska) e il Kakač. Questi fiumi non sono profondi e anche l'Iskăr, che scorre nei quartieri orientali della città, in questo suo tratto non ha ancora una grande portata. Sofia inoltre è conosciuta fin dall'antichità per le sue numerose sorgenti termali (15 sorgenti con una portata d'acqua totale di 130 l/s). Negli ultimi 60 anni sono stati costruiti laghi e bacini artificiali.
Il lago di Pančarevo è una diga nel corso superiore del fiume Iskǎr, sul territorio del comune di Sofia. La bellezza della natura e la sua vicinanza a Sofia lo rendono una meta preferita per le gite e il relax degli abitanti di Sofia.
I laghi di Vraždebna sono un gruppo di 10 laghi situati vicino al quartiere di Vraždebna. 7 laghi si trovano a nord del quartiere, di cui 4 sono balastrieri, 2 sono piccoli e quasi asciutti, e uno, chiamato "Sedmicite" (777), è per la pesca sportiva. I restanti 3 laghi si trovano a sud della frazione Batarejata. Il più grande dei laghi è il Grande lago di Vraždebna (lago Petmogili, balastriera "Cinque colline") con una superficie di 96 ettari, e si è formato dopo l'alluvione del 2005 sul territorio di due balastrieri.
l lago di Družba è uno dei bacini artificiali più noti della città. Si trova nel microdistretto Družba 1, all’interno del complesso residenziale Družba, nel distretto di Iskǎr. L’area circostante è stata sistemata a parco paesaggistico, delimitato dal viale Iskǎrsko Šose e dalle vie Krǎstjo Pastuhov, Tirana e Kanala. Oggi il parco con il lago offre condizioni favorevoli per il relax, la ricreazione e l’intrattenimento.
La capitale bulgara si trova a 28 km da Pernik, a 60 km dal valico di frontiera di Kalotina, a 89 km dal valico di frontiera di Strezimirovci, a 102 km da Blagoevgrad, a 104 km da Kjustendil, a 113 km dal valico di frontiera di Oltomanci, a 114 km dal valico di frontiera di Gjueševo, a 150 km da Plovdiv, a 182 km dal valico di frontiera di Kulata-Promahon, a 234 km da Stara Zagora, a 309 km da Ruse, a 360 km da Burgas sull'Autostrada Trakija, e a 441 km da Varna. Dista a 245 km dalla capitale della Macedonia del Nord Skopje, a 294 km dalla seconda città più grande dell Grecia, Salonicco, a 333 km dalla capitale del Kosovo Pristina, a 383 km dalla capitale rumena Bucarest, a 397 km dalla capitale serba Belgrado, a 553 km da Istanbul, a 575 km dalla capitale del Montenegro Podgorica, a 606 km dalla capitale della Bosnia ed Erzegovina Sarajevo, a 787 km dalla capitale croata Zagabria, a 792 km dalla capitale greca Atene, a 1001 km dalla capitale turca Ankara e a 1420 km da Milano.
Sofia si trova a circa 560 metri sul livello del mare; è la seconda capitale più alta dell'Unione europea (dopo Madrid) e la terza capitale più alta d'Europa (dopo Andorra la Vella e Madrid). Le zone più alte della città sono i quartieri meridionali Bojana, Dragalevci e Simeonovo situati ai piedi del Vitoša. L'altitudine diminuisce gradualmente verso nord.

I terremoti del 1818 e del 1858 furono intensi e distruttivi. Il terremoto di Pernik del 2012 si verificò a ovest di Sofia, con una magnitudo del momento di 5,6 e un'intensità di VI (Forte) sulla Scala Mercalli.

### Clima
Sofia si trova nella zona climatica temperata ed ha un clima continentale umido con estati calde (Dfb nella classificazione dei climi di Köppen). La temperatura media annuale è di 10,6 °C. L'anno più caldo mai registrato è stato il 2023, con una temperatura media annuale di 12,1 °C. L'anno più freddo registrato è stato il 1893, con una temperatura media a gennaio di -10,4 °C e una temperatura media annuale di 8,2 °C.
Gli inverni in città sono freddi, lunghi e nevosi. Il tempo è instabile e dinamico; si osservano forti escursioni termiche dovute all'influenza della traiettoria dei cicloni mediterranei in formazione. Nelle giornate invernali più fredde, le temperature possono scendere fino a -15 °C o anche meno, soprattutto a gennaio. La nebbia è un fenomeno caratteristico all'inizio della stagione invernale. In media, Sofia riceve una nevicata totale di 98 cm e ha 58 giorni di manto nevoso. L'inverno più nevoso registrato è stato quello del 1939/1940, con una nevicata totale di 169 cm. L'altezza record della neve è stata di 57 cm (25 dicembre 2001).
Le estati in città sono generalmente abbastanza calde e soleggiate.  Sofia rimane solitamente leggermente più fresca rispetto ad altre parti della Bulgaria, grazie alla sua maggiore altitudine. Tuttavia, la città è soggetta anche a ondate di caldo, con temperature elevate che raggiungono o superano i 35 gradi nelle giornate più calde, soprattutto a luglio e agosto. La temperatura più alta registrata è stata di 40,2 °C (5 luglio 2000). Il mese più caldo registrato è stato luglio 2012, con una temperatura media di 24,8 °C.
La primavera e l’autunno a Sofia sono stagioni relativamente brevi, caratterizzate da un clima variabile e dinamico.
La piovosità media annua è di circa 582 mm, con un picco che si registra nella tarda primavera e all'inizio dell'estate, periodo caratterizzato da frequenti temporali. In generale, la città riceve circa 650 mm di precipitazioni annuali, con un massimo estivo e un minimo autunnale. L'anno più secco mai registrato è stato il 2000, con un totale di 304,6 mm di precipitazioni, mentre il 2014 è stato l'anno più piovoso, con un totale di 1.066,6 mm.

### Problemi ambientali
Un problema importante della città è l'inquinamento atmosferico: la sua posizione nel Bacino di Sofia, circondato su tutti i lati dalle montagne, riduce la possibilità di autopulizia dell'atmosfera. L'aria nella capitale bulgara è inquinata principalmente dal particolato e dagli ossidi di azoto. Dopo la chiusura dello stabilimento metallurgico di Kremikovci nel 2009, queste sostanze sono generate principalmente dal traffico, dal riscaldamento con propellenti solidi e liquidi, dal manto stradale inquinato e da alcune centrali termoelettriche. Pertanto, i quarteri di Družba, Nadežda e Pavlovo hanno l'aria più inquinata, e, per i primi due, oltre al traffico, un fattore importante è rappresentato dalle grandi centrali termoelettriche presenti in zona. Lo smog persiste sulla città poiché le inversioni termiche e le montagne che circondano la città impediscono la circolazione delle masse d'aria. Di conseguenza, i livelli di inquinamento atmosferico a Sofia sono tra i più alti d’Europa. La concentrazione di particolato rimane costantemente al di sopra della norma.
In risposta ai pericolosi picchi di inquinamento atmosferico, nel gennaio 2018 il Consiglio comunale di Sofia ha implementato una serie di provvedimenti, tra cui il lavaggio più frequente delle strade. Tuttavia, una relazione della Corte dei conti europea pubblicata nel settembre 2018 ha rivelato che Sofia non aveva elaborato alcun progetto per ridurre l’inquinamento atmosferico dovuto al riscaldamento. Il rapporto ha inoltre evidenziato l’assenza di stazioni di monitoraggio dell’inquinamento industriale, nonostante la presenza di impianti industriali in città. Una stazione di monitoraggio sul Ponte delle Aquile, dove erano già stati registrati alcuni dei valori più alti di particolato, è stata spostata e da allora ha rilevato valori nettamente più bassi. Dal 2017 il particolato viene misurato in gran parte da una rete di 300 sensori gestita da volontari. La Commissione europea ha portato ha citato in giudizio la Bulgaria per la sua incapacità di contenere l’inquinamento atmosferico.

## Storia

### Preistoria e Antichità
Le prime testimonianze archeologiche di insediamenti sul territorio di Sofia risalgono al Neolitico (VI millennio a. C.). Tra questi c'è l'Insediamento neolitico di Slatina nella Sofia nord-orientale. Un altro insediamento neolitico, dattato al III-IV millennio a.C., si trova nei pressi della Galleria Nazionale d’Arte, che da allora rappresenta il centro tradizionale della città.
Le prime testimonianze di insediamenti nell'antico centro della città — l'area intorno alle sorgenti minerali dell'attuale palazzo delle Terme Minerali Centrali — risalgono all'Età del Bronzo (II millennio a.C.). Le informazioni su questo insediamento sono scarse, poiché la città è continuata a esistere in questo sito per millenni e molti dei resti sono stati distrutti. Tuttavia, l'insediamento ha continuato a esserci ininterrottamente fino ai giorni nostri.
Informazioni sull'area dell'attuale Sofia compaiono nelle fonti antiche greche a metà del V secolo a. C. A quel tempo, questa parte della Penisola Balcanica era abitata da varie tribù dei Traci. Le prime tribù che vi si stabilirono furono i Tilataei, citati nel V secolo a.C. dallo storico greco Tucidide. Egli localizzò il centro delle loro dimore, insieme a quelle dei Teri, nella regione montuosa tra le odierne città di Sofia, Pernik e Pirot. Scrisse infatti: "[...] vivono a nord del monte Skombros (Vitoša) e ad ovest raggiungono il fiume Oxios (Iskăr), che nasce dalla stessa montagna da cui nascono Nestos (Mesta) e Evros (Marica). Questa montagna [Rila] è grande, disabitata e collegata ai Rodopi." Nel V sec. a.C. l'area divenne parte dell'unione statale dei Traci, il regno degli Odrisi.
Quando i Romani apparvero nella regione nel II secolo a.C., le fonti greche chiamavano gli abitanti locali Serdi, e l'insediamento presso la sorgente minerale Serdonpolis ("Città dei Serdi"). Non si hanno quasi notizie sulla città nel periodo dei Traci, ma probabilmente nel IV secolo a. C., sotto Filippo II di Macedonia, le terre dei Serdi furono conquistate dal Regno di Macedonia, rimanendo parte della Macedonia vera e propria anche dopo il crollo dell'impero di Alessandro Magno. Con il declino del Regno di Macedonia nel III secolo a. C., esso perse i suoi possedimenti nell'interno della Penisola Balcanica e durante la conquista da parte dei Romani a metà del II secolo a. C. il Bacino di Sofia non ne fece più parte.
Nel 27–29 a.C., secondo Cassio Dione, Plinio il Vecchio e Claudio Tolomeo, la regione chiamata "Segetike" fu attaccata dal proconsole macedone Marco Licinio Crasso, che si presume corrispondesse a Serdica, la città dei Serdi. I Serdi furono sottomessi dalla Repubblica romana nel 28 a. C., e Crasso conquistò le loro terre con grande terrore causando l'emigrazione forzata della popolazione.
Nel 45 Serdica fu inclusa nei confini della neonata provincia romana della Tracia, e durante quel periodo iniziò l'insediamento dei veterani dell'esercito romano. Durante il regno dell'imperatore Marco Aurelio (161-180), Serdica ottenne il diritto di coniare le proprie monete e intorno al 180 venne fortificata con una cinta muraria che per secoli definì il nucleo della città.
Durante l'epoca romana si sviluppò un'attività economica attiva al di fuori delle mura cittadine, ma sempre entro gli attuali confini di Sofia. Ne sono esempio le fornaci di mattoni, utilizzate fino all'era moderna nell'odierno quartiere di Gotse Delčev, gli impianti minerari per i minerali ferrosi sul Vitoša e dell'oro negli attuali quartieri di Gorubljane e Dǎrvenica. Numerose erano anche le ville suburbane: alcune con residenze di lusso, altre destinate interamente alla produzione agricola, alcune circondate da fortificazioni. La maggior parte delle ville studiate sorse tra la fine del II e la fine del III secolo e fu distrutta in diversi attacchi tra la fine del III e la metà del V secolo.
L'antica città di Serdica si trova nell’area compresa tra il TZUM, l'Hotel Sheraton e il Palazzo del Presidente della Bulgaria. Divenne gradualmente la città romana più importante della regione e fu elevata a municipio durante il regno dell'imperatore Traiano (98–117). La città si espanse con la costruzione di torrette, mura difensive, terme pubbliche, edifici amministrativi e religiosi, una basilica civica, un anfiteatro, un circo, il consiglio comunale (Boulé), un vasto foro, un grande circo (teatro) e altri edificii. Serdica era una città importante sulla strada romana Via Militaris, che collegava Singidunum e Bisanzio.
Intorno al 271, Serdica divenne il centro della nuova provincia della Dacia Aureliana. Quando l'imperatore Diocleziano, nel 285, divise la provincia della Dacia Aureliana in Dacia Ripensis (sulle rive del Danubio) e Dacia Mediterranea, Serdica fu designata capitale di quest’ultima. In seguito, con la divisione della diocesi di Mesia, Serdica divenne la capitale della Dacia, la diocesi settentrionale. I suoi abitanti di origine tracia venivano chiamati Illiri, probabilmente perché per un certo periodo la città fu la capitale dell'Illirico orientale.
Gli imperatori romani Aureliano (215–275) e Galerio (260–311) nacquero a Serdica. La città si espanse e divenne un importante centro politico ed economico, anche grazie al fatto che fu una delle prime città dell'IImpero romano in cui il Cristianesimo venne riconosciuto come religione di Stato (sotto Galerio). L'editto di Galerio,emanato il 30 aprile 311 a Serdica dall'imperatore romano Galerio, pose ufficialmente fine alla persecuzione dei cristiani avviata da Diocleziano. Con questo provvedimento il Cristianesimo ottenne implicitamente lo status di religio licita, ovvero culto riconosciuto ed ammesso nell'Impero. Fu il primo editto di tolleranza nei confronti dei cristiani, precedendo di due anni l'editto di Milano.
Nella seconda metà del III secolo, Roma perse progressivamente il suo ruolo di centro politico dell'Impero e gli imperatori cominciarono a spostarsi tra le diverse città delle province. Tra queste vi fu Serdica, dove soggiornarono spesso gli imperatori Galerio (probabilmente nato o morto nella città o nei dintorni) e soprattutto Costantino I. Secondo Pietro Patrizio Costantino mostrava un particolare attaccamento alla città, affermando: "Serdica è la mia Roma". Considerò perfino di farne la capitale dell'Impero bizantino preferendola a Costantinopoli, che oramai non era dissimile da una capitale tetrarchica dell'Impero Romano. Avviò un vasto programma edilizio, demolendo  i quartieri sud-orientali dell'area tra le mura cittadine, per costruirci un complesso imperiale, oggi noto come “quartiere di Costantino”, che include la Rotonda di San Giorgio, il più antico edificio conservato di Sofia. A quel periodo risale anche la più antica chiesa cristiana conosciuta a Serdica, rinvenuta sotto l'attuale basilica di Santa Sofia.
Nel 343, gli imperatori  Costante I (d'Occidente) e Costanzo II (d'Oriente) convocarono a Serdica il Concilio di Sardica, con l'obiettivo di risolvere le controversie trai ortodossi e ariani. Il concilio si svolse in una chiesa situata nel luogo dove in seguito sarebbe sorta l'attuale basilica di Santa Sofia, edificata nel VI secolo. All'evento parteciiparono oltre 170 vescovi da ogni parte dell'Impero, accompagnati dalle rispettive delegazioni. Tuttavia, i due schieramenti rimasero inconciliabili e alla fine i vescovi ariani abbandonarono Serdica per continuare i loro incontri a Filippopoli.
Gli attacchi dei Visigoti alla fine del IV secolo, degli Unni a metà del V secolo e degli Slavi e degli Avari a partire dal VI secolo non danneggiarono gravemente la città di Serdica, ma distrussero le ricche fattorie nei dintorni. L'urbanizzazione continuò ad aumentare, con nuove abitazioni costruite persino su strade e piazze antiche.  Tuttavia, l'invasione unna del 447 distrusse completamente la città, lasciandola in rovina per circa un secolo. Serdica fu poi ricostruita dall'imperatore bizantino Giustiniano I (527–565), che la fortificò con possenti mura, visibili ancora oggi.
Quando l'Impero Romano fu diviso nel 395, serdica rimase nella parte orientale. La città divenne una delle numerose fortezze balcaniche, rafforzate dall'imperatore Giustiniano I, durante il cui fu probabilmente edificata la monumentale basilica di Santa Sofia, tuttora esistentei. Le fonti storiche riguardanti Serdica nei successivi due secoli e mezzo sono tuttavia scarse.

### La Sredec medievale
Serdica divenne parte del Primo Impero Bulgaro durante il regno di khan Krum, nell'anno 809, dopo un lungo assedio. Nella primavera dello stesso anno, alla vigilia di Pasqua, Krum – di ritorno da un'incursione nella valle di Struma – conquistò la città. Secondo Teofane Confessore (le cui affermazioni sollevano interrogativi sul numero, sul tipo di armamenti e sulla natura strategica dell'esercito bulgaro di Krum), le sue truppe "uccisero 6000 soldati e numerosi civili". Tuttavia, l caduta della città avvenne senza gravi distruzioni e non comportò profondi cambiamenti: solo intorno alla cinta muraria sono stati rinvenuti numerosi frammenti ceramici,  che alcuni studiosii considerano tipici degli Slavi della Penisola balcanica, a volte senza soffermarsi sull'elemento tracio e bulgaro presente in tali reperti.
Nel periodo successivo alla guerra, la città fu definitivamente integrata nella Bulgaria e divenne nota con il nome slavo di Sredec. Crebbe fino a diventare un'importante fortezza e centro amministrativo sotto il regno del successore di Krum, il khan Omurtag (814 - 831), che la trasformò in un centro della provincia di Sredec (Sredecki komitat, Средецки комитат).
Alla fine del IX secolo o nella prima metà del X secolo, la chiesa di San Giorgio fu completamente ricostruita. La città fu visitata dallo zar Pietro I, su richiesta del quale a Sredec (come ormai si chiamava Serdica) fu sepolto, subito dopo la sua morte nel 946, l'eremita canonizzato San Giovanni di Rila, chiamato il Patrono celeste bulgaro.
Dopo la conquista della capitale Preslav da parte degli eserciti di Svjatoslav I di Kiev e di Giovanni I Zimisce nel 970–971, il patriarca bulgaro Damjan scelse Sredec come sua sede l'anno successivo, e la capitale della Bulgaria vii fu temporaneamente trasferita.
Nella seconda metà del X secolo, la città era governata dal komes Nicola e dai suoi figli, noti come "Cometopuli". Uno di essii fu Samuele, che alla fine fu incoronato imperatore di Bulgaria nel 997. Alla fine del X secolo Sredec fu il centro dei possedimenti di uno dei Cometopuli, Aronne.
Nell'estate del 986 Sredec fu assediata per 20 giorni dall'imperatore Basilio II Bulgaroctono in persona, che, sulla via di ritorno in Tracia, subì una pesante sconfitta presso le Porte di Traiano. Solo nel 1018, dopo la morte dell'ultimo sovrano del Primo Impero Bulgaro, Ivan Vladislav, i voivodi di 35 fortezze, tra cui Sredec, accettarono volontariamente la supremazia dell'Imperatore bizantino.
La città alla fine cadde sotto il dominio dell'Impero bizantino nel 1018, a seguito della conquista bizantina della Bulgaria. Sredec partecipò alla rivolta di Pietro Deljan nel 1040-1041 nel tentativo fallito di ristabilire l'indipendenza bulgara, e fu l'ultima roccaforte dei ribelli, guidati dal comandante locale Botko. L'imperatore Michele IV il Paflagone vi arrivò personalmente per sedare la ribellione. Dopo il 104,8 le autorità bizantine stabilirono nella regione di Sredec un numero significativo di Peceneghi come federati bizantini, alcuni dei quali si stabilirono probabilmente anche nella città. Nel 1059, l'imperatore Isacco I Comneno arrivò a Sredec con un grande esercito per fermare l'avanzata degli Ungheresi verso la città, ma le due parti giunsero un accordo senza che si verificasse un grande scontro militare. Alla fine del 1066 o all'inizio del 1067, il futuro imperatore bizantino Romano IV Diogene fu nominato governatore di Sredec.
Nel 1183, Sredec fu conquistata e devastata dalle forze congiunte del granduca serbo Stefano Nemanja e del re ungherese Béla III. Nel 1189, il ramo settentrionale della Terza crociata attraversò Sredec e i suoi dintorni: le truppe dell'imperatore Federico Barbarossa, che si ritrovarono – con loro grande sorpresa – in una città dagli abitanti, priva di mercato, cibo e vino, furono costretti a proseguire il viaggio attraverso Plovdiv fino a Edirne e Costantinopoli, esauste ed estremamente delusi.
Nel 1194 Sredec fu annessa stabilmente al Secondo Impero bulgaro da Ivan Asen I e divenne un importante centro amministrativo e culturale.

### La città fiorente del XIII - XVII secolo
Nel Secondo Impero bulgaro Sredec rivestì una grande importanza strategica per il controllo bulgaro della Valle di Morava (nell'odierna Serbia) e della Macedonia. Nei primi decenni successivi alla sua annessione all'Impero ottomano furono adottate misure per il ripristino della cinta muraria e per la riparazione delle gravi distruzionii all'interno della città. La densità edilizia continuò a aumentare, molte strade si trasformarono in vicoli stretti e cominciarono a comparire edifici a due piani. Alcuni governatori di Sredec, a metà del XIII secolo, portarono il titolo di sebastocratore, il secondo in grado dopo quello reale: il sebastocratore Alessandro Asen, fratello dello zar Ivan Asen II, suo figlio Kaloyan e, infine, il genero di Alessandro, Pietro, che dopo la morte di Ivan Asen II governò tutte le regioni occidentali della Bulgaria. Probabilmente sotto il governo del sebastocratore Kaloyan furono ricostruite le ruine dell'antico quartiere di Costantino I, trasformandole nella residenza del governatore della città. Il sebastocratore Kaloyan fu il fondatore della Chiesa di Bojana, uno dei monumenti più notevoli dell'arte medievale bulgara, in cui è conservato un suo ritratto a figura intera, insieme alla moglie, datato al 1259.
Nel XIV secolo, presso la Cattedrale Metropolitana di Santa Sofia operava una scuola letteraria, dalla cui attività è giunto fino a noi il Vangelo di Sredec. Inoltre, nel periodo compreso tra il 1185 e il 1417, nei dintorni della città si sviluppò un complesso monastico composto da 14 monasteri, oltre a skiti е cappelle, che in seguito fu chiamato Monte Sacro di Santa Sofia. A Sofia erano attivi gli uffici dei commercianti ragusani e vi si producevano ceramiche di lusso multicolori, gioielli e ferramenta.
Nel 1382, durante il regno del sultano Murad I, il generale ottomano Lala Shahin Pascià assediò la città per 3 mesi, lodandone nei suoi rapporti al governo le condizioni naturali, le ricchezze, l'attività economica, e l'importanza politica. Poco dopo Sofia fu concquistata dal suo subordinato Inge Balaban Bey. Dal 1393 al 1878, la città fu il centro del Sangiaccato di Sofia.
Durante la grande campagna del condottiero ungherese Giovanni Hunyadi, nell'autunno del 1443, gli Ottomani abbandonarono Sofia, evacuando la popolazione e incendiando la città per rendere difficile il rifornimento al nemico. Gli ungheresi furono accolti dai cristiani con una funzione solenne nella cattedrale di Santa Sofia, ma poche settimane dopo gli ungheresi si ritirarono a Pirot e i cristiani di Sofia e dei dintorni furono massacrati per il loro sostegno all'esercito ungherese.
Secondo le testimonianze dei viaggiatori europei, a metà del XV secolo Sofia manteneva prevalentemente il suo aspetto bulgaro. Dal 1460, le reliquie del santo re Stefano Uroš II Milutin si trovavano a Sofia. Nel 1469, un evento importante per la comunità ortodossa fu il passaggio, attraverso la città, della processione che trasportava le reliquie di San Giovanni di Rila da Tarnovo al Monastero di Rila. In quel periodo, a Sofia e nei monasteri del Monte Sacro di Sofia si sviluppò la Scuola letteraria di Sofia.
Dopo l'annessione di Sofia all'Impero ottomano, la colonia di mercanti ragusani continuò a prosperare in città, dove si stabilirano anchee italiani provenienti da Firenze e Venezia, formando così un quartiere cattolico nell'area della distrutta porta occidentale della fortezza. Nel centro della città vivevano gli armeni, principalmente orafi e pellicciai, e nei quartieri nordorientali risiedevano gli ebrei, che svilupparono un vicace commercio su larga scala con i Paesi Bassi e la Francia. In quel periodo la città iniziò a produrre ed esportare in Italia beni di lusso, come il čocha di stoffa di lana e, soprattutto, il cuoio lavorato, una varietà della quale venne conosciuta in Italia con il nome di "bulgarini". Dall'Italia invece, venoivano importati i vetro, medicinali, e terracotta. In quegli anni la città fu in più occasioni sede temporanea del Beilerbei di Rumelia, una delle più alte cariche amministrative e militarii nell'Impero Ottomano, talvolta ricoperta dallo stesso Gran visir.
Dal XIV fino al XIX secolo Sofia fu un importante centro amministrativo dell'Impero ottomano. Nel 1530 divenne (e rimase fino al 1836) la capitale dell'Eyalet di Rumelia (fino al 1590 chiamato Beilerbeiik di Rumelia), che copriva la parte centrale della Penisola balcanica, dalla Tracia orientale alla Valle di Morava e all'Epiro. Era anche la capitale dell'importante Sangiaccato di Sofia, che comprendeva tutta la Tracia con Plovdiv ed Edirne, e parte della Macedonia con Salonicco e Skopje.
In quel periodo la città era la più grande base di import-export dell'odierna Bulgaria per il commercio di carovane con la Repubblica di Ragusa. Nei secoli XV e XVI Sofia si ampliò grazie all'attività edilizia ottomana. Gli investimenti pubblici nelle infrastrutture, nell’istruzione e nell’economia locale portarono a una maggiore diversità nella popolazione. Tra gli abitanti vi erano musulmani, cristiani ortodossi di lingua bulgara e greca, armeni, georgiani, ragusani cattolici, ebrei (romanioti, aschenaziti e sefarditi) e zingari.
Durante i primi decenni del XVI secolo l'ambiente culturale ed etnico di Sofia mutò radicalmente: a differenza del secolo precedente, negli anni '30 i viaggiatori parlavano già di una maggioranza musulmana in città, e a metà del XVII secolo di una popolazione interamente turca. In quegli anni le due grandi chiese antiche della città furono trasformate in moschee: Santa Sofia divenne la moschea di Sijavuš Pasha e San Giorgio fu trasformata nella moschea di Gjul. Secondo dati archeologici, la maggior parte degli abitanti nel centro cittadino era musulmana.
Non si hanno molte informazioni su come procedette l'islamizzazione di Sofia, ma durante quel periodo nove cristiani che rifiutarono di convertirsi all'Islam furono dichiarati nuovi martiri: Giorgio di Sofia il Nuovo (1515), Sofronio di Sofia (1515), Giorgio di Sofia il Più nuovo (1530), Nicola di Sofia il Nuovo  (1555), Teraponzio di Sofia (1555) e altri.
Il XVI secolo fu un periodo di ripresa economica, durante il quale molti mestieri fiorirono in città. Per la prima volta dall'antichità furono coniate monete, utilizzando principalmente l'oro e l'argento estratti dalle miniere intorno a Čiprovci. Le fonti del XVI secolo menzionano otto moschee-cattedrali, tre biblioteche pubbliche, numerose scuole, dodici chiese, tre sinagoghe e il più grande bedesten (mercato) dei Balcani. Inoltre, in città vi erano fontane e hammam (stabilimenti balneari).
Dalla metà del XV secolo e soprattutto nel XVI secolo, furono edificati imponenti edifici pubblici, come la Moschea Bujuk (1451 - 1494), la Moschea Çelebi (1502), situata accanto al Konak, la Moschea del Derviscio Kogia Mehmed Pascià (1528), oggi trasformata in chiesa, e la Moschea Banja Baši (1567), costruita dal celebre architetto ottomano Mimar Sinān. Si conoscono i nomi di altre dieci moschee di Sofia, ma secondo gli autori dell'epoca il loro numero totale sarebbe stato di circa 150.

### Il declino nel XVII - XIX secolo
Nel 1610 il Vaticano istituì la sede di Sofia per i cattolici della Rumelia, che esistette fino al 1715 quando la maggior parte dei cattolici emigrò.
A partire dal XVII secolo iniziò gradualmente il declino della città parallelamente a quello dell'Impero ottomano e alla fine delle grandi campagne verso l'Europa centrale, per le quali Sofia rappresentava un importante punto di partenza. Molti edifici pubblici furono trascurati, l'antico sistema idrico cadde in pessime condizioni e in molti punti fu sostituito da pozzi. Alla fine del secolo, la città fu abbandonata dai mercanti ragusani e dagli italiani; alcune famiglie di mercanti ebrei e alti funzionari turchi lasciarono la città, ma nello stesso tempo molti bulgari provenienti dai villaggi vicini vi si stabilirono.
Dal XVIII secolo i Beilerbei della Rumelia iniziarono a risiedere periodicamente a Bitola, che divenne ufficialmente il capoluogo dell'Eyalet di Rumelia nel 1836.
Nel 1737 scoppiò l'importante rivolta dei vescovi nella regione di Sofia e di Samokov. Fra la fine di luglio e l'inizio di agosto, per ordine di Ali Pascià Küprülüoğlu, furono uccisi circa 350 cittadini di Sofia, sacerdoti, monaci e gente dei villaggi vicini, tra cui il metropolita Simeone di Samokov e di Sofia, impiccato a Sofia dai turchi il 21 agosto 1773 (è il nono santo di Sofia).
Nel 1738 la popolazione di Sofia, come quella di tutte le città principali della parte europea dell'Impero ottomano, era prevalentemente turca.
L'anarchia iniziata alla fine del XVIII secolo, legata al fenomeno del kardžalismo – la presenza di gruppi armati nella Penisola balcanica composti da persone di diverse etnie, nazionalità e religioni, unite dal loro mestiere militare – alla liberazione della Serbia e all'avvicinamento del confine a Sofia, ebbe un effetto negativo sulla città. A tutto ciò si aggiunsero il grande incendio del 1816, la peste del 1857 e i due terremoti del 1818 e del 1858. Tuttavia, Sofia rimase una delle grandi città bulgare. Vi risiedettero i consoli di Francia, di Italia e dell'Impero austro-ungarico. Secondo la testimonianza dei missionari americani che visitarono la città nel 1862, Sofia contava 30.000 abitanti, di cui un terzo bulgari; la città aveva un aspetto piuttosto povero, ma la popolazione bulgara si stava rapidamente arricchendo.
Nel 1864 la città divenne il centro del Sangiaccato di Sofia, nel neonato Vilayet del Danubio. Dal 1876 Sofia fu il centro amministrativo del Vilayet di Sofia, che copriva gran parte dell'odierna Bulgaria occidentale – da Koprivštica a Niš e da Gorna Jumaya a Pirot con Orhanie, Vranje, Samokov e Prokuplje.
Nel XIX secolo i bulgari a Sofia avevano un proprio comune, sette chiese e due tipi di scuole secolari: quelle primarie di mutuo insegnamento (fondate nel 1825) e quelle a classi, oltre alle scuole primarie nelle chiese e nei monasteri, esistite sin dai tempi della Scuola letteraria di Sofia.
Nel 1867 fu fondato il čitalište "Tsviat", nel 1869 la società femminile bulgara "Madre", nel 1874 il gruppo studentesco "Napredâk".
Nel 1858 la rivoluzionaria e insegnante bulgara Nedelja Petkova, conosciuta come 'Baba Nedelja', fondò in città la prima scuola femminile nelle terre bulgare. Dal 1859 iniziarono i festeggiamenti in onore dei primi maestri slavi, i Santi Cirillo e Metodio.
I conflitti con il clero greco a Sofia iniziarono già nel 1818. Il 15 ottobre 1872, nella chiesa di Santo Stefano a Costantinopoli, l'esarca bulgaro Antim I ordinò il primo esarca metropolita di Sofia, Melezio.
Nel 1870 il rivoluzionario bulgaro Vasil Levski fondò comitati rivoluzionari non solo a Sofia, ma anche nei villaggi circostanti. Dopo la sua cattura nel 1873, fu trasferito a Sofia e impiccato dagli Ottomani. Importanti esponenti del Risorgimento bulgaro a Sofia furono: Dimitǎr Trajkovič - membro del Comitato rivoluzionario di Sofia, Ivan Denkoglu, Sava Filaretov, Jordanka Filaretova, Zaharij Ikonomovič-Kruša, il libraio rivoluzionario Nikola Vardev, lo ieromonaco Gennadij Skitnik (Ivan Ikhtimanski) - membro del Comitato rivoluzionario di Sofia e abate del monastero di Dragalevci, dove Levski soggiornò spesso e tenne le riunioni del comitato, Nikola Stefanov Kruškin detto il Čolaka, collaboratore di Levski, membro del Comitato rivoluzionario di Sofia, impiccato dai turchi, Georgi Abadžiev, libraio, corriere del Comitato rivoluzionario di Sofia, impiccato dai turchi insieme a Čolaka, Kiro Geošev (Kiro Kafedži), collaboratore di Levski, impiccato dai turchi, Stoyan Tabakov, detto Hadži Stojančo Knižar, impiccato dai turchi, Hristo Kovačev, membro del Comitato rivoluzionario di Sofia, mandato a Diyarbakır, Stoičo Raškov e Todor Maleev, entrambi di Koprivštica e partecipanti alla Rivolta d'aprile, incaricati di prendere da Plovdiv il materiale per la produzione di proiettili, impiccati dai turchi sul Ponte dei Leoni, ecc.
Durante la ritirata delle truppe turche alla fine del 1877, durante la guerra russo-turca, il comandante turco Sulayman Pascià pianificò l'incendio dell'intera città, simile a quello di Stara Zagora, in cui il massacro della popolazione cristiana sarebbe stato inevitabile. L'intervento categorico del viceconsole francese Léandre François René le Gay, del console italiano Vito Positano e, secondo fonti non confermate, del rabbino di Sofia Gabriele Mercado Almosnino, salvò la città dall'incendio. Anche il console austro-ungarico Josef Waldhart sostenne queste azioni in difesa della città. Molti cittadini bulgari di Sofia si armarono e si schierarono con le forze russe. Tuttavia, i corrispondenti russi e stranieri riferirono dell’esistenza di sedici patiboli dove i bulgari venivano impiccati fino all’ultimo momento prima dell’ingresso delle truppe liberatrici.

### Dopo la Liberazione
Il 4 gennaio 1878 (23 dicembre 1877 secondo il calendario giuliano), dopo la battaglia di Sofia (19/31 dicembre - 23 dicembre/4 gennaio 1978), le truppe russe al comando del generale Iosif Vladimirovič Gurko entrarono in città. Nel febbraio 1878 la popolazione della città si era quasi dimezzata rispetto al periodo prebellico e, secondo il Comune, ammontava a 11. 694 abitanti, di cui 6.560 bulgari, 3.538 ebrei, 839 turchi e 737 zingari (di cui 2/3 musulmani)). La maggior parte delle moschee di Sofia fu distrutta durante quella guerra; sette di esse furono demolite in una sola notte nel dicembre 1878, quando un temporale mascherò il rumore delle esplosioni degli ingegneri militari russi. Dopo la guerra una grande maggioranza della popolazione musulmana lasciò Sofia.
Il 20 ottobre 1878 la sede dell'Amministrazione provvisoria russa fu trasferita da Plovdiv a Sofia, e, il 3 aprile (22 marzo, secondo il calendario giuliano) 1879, su proposta di Marin Drinov, l'Assemblea costituente elesse Sofia capitale del Principato di Bulgaria. Il 4 aprile fu poi proclamato giorno festivo della città. Di conseguenza, il numero dei residenti aumentò più rapidamente rispetto a quello delle altre città bulgare, principalmente grazie alla migrazione interna.
La scelta di Sofia come capitale contribuì alla sua rapiidia trasformazione in un grande e importante centro politico, amministrativo, economico, scientifico e culturale del Paese. I cambiamenti urbanistici su larga scala iniziarono subito dopo. Il centro della città si spostò progressivamente dalla piazza vicino alla Moschea Banja Baši alla piazza intorno alla Cattedrale dello Santo Re (l'odierna Cattedrale di Santa Domenica), dove fin dall'antichità si incontravano ad angolo retto le quattro arterie stradali principali di Serdica-Sredec-Sofia. Vennero tracciati ampi viali radiali e i piccoli vicoli tortuosi furono gradualmente sostituiti da strade di quartiere parallele, che si intersecavano a angolo retto.
Il centro storico di Sofia occupava il territorio delimitato dai viali Slivnitsa, Vasil Levski, Patriarca Evtimij, Hristo Botev - in altre parole, l'area urbana sviluppatasi subito dopo l'elezione di Sofia a capitale bulgara nel 1879. Il centro rappresentativo della città si formò attorno al Palazzo del Principe (poi Palazzo Reale) e all'Assemblea Nazionale, e divenne il fulcro non solo della vita politica, ma anche degli eventi culturali e pubblici. Nel 1907, nelle vicinanze, fu inaugurato l'edificio del Teatro Nazionale Ivan Vazov costruito dagli architetti viennesi Ferdinand Fellner e Hermann Helmer. All'inizio del XX secolo il viale Zar Osvoboditel fu pavimentato con i celebri mattoni gialli, che collegavano il Palazzo Reale con la piazza dell'Assemblea Nazionale, dove fu eretto il monumento dello zar russo Alessandro II (lo Zar Liberatore). Il viale si estendeva poi verso un nuovo quartiere abitato da insegnanti, politici, avvocati e ufficiali, che cominciò a svilupparsi alla fine del XIX secolo.
Anche la prima significativa espansione urbana della città si orientò in quella direzione: verso il letto del torrente Perlovska e il ponte delle Aquile.
Nel 1900 fu accesa la prima lampadina elettrica della città.
Iniziarono inoltre la concentrazione del capitale e lo sviluppo industriale, con la costruzione di imprese nei settori dell'industria energetica, metallurgica, della produzione di birra e della lavorazione del legno. Nella maggior parte dei casi si trattava ancora di piccole fabbriche e officine. Verso la fine del secolo fu costruita la prima centrale idroelettrica sul fiume Iskăr, sopra Pančarevo, che forniva energia elettrica alla città. Nel 1893 fu realizzata la ferrovia Sofia-Pernik, seguita da quella per Plovdiv e Varna.
Dopo la guerra di liberazione il principe Alessandro I Battenberg invitò gli architetti dell'Impero austro-ungarico a dare forma all'aspetto architettonico della nuova capitale. Tra gli architetti invitati a lavorare in Bulgaria vi erano Friedrich Grünanger, Václav Kolář e Viktor Rumpelmayer, che progettarono i edifici principali pubblici della capitale, necessari al governo bulgaro appena ristabilito, nonché numerose residenze per l'élite del Paese. Successivamente contribuirono anche numerosi architetti bulgari formatisi all'estero. L'architettura del centro di Sofia è quindi una combinazione di Neobarocco, Neorococò, Neorinascimentale e Neoclassicismo, con l'influenza della Secessione viennese che in seguito avrebbe giocato un ruolo importante. Lo stile complessivo è tipicamente mitteleuropeo.
Nella seconda guerra balcanica la Bulgaria combatté praticamente da sola contro tutti i paesi confinanti. Quando, nel 1913, l'esercito rumeno entrò a Vraždebna – all'epoca un villiaggio situato a 11 km da Sofia, oggi un sobborgo della capitale – il Regno di Bulgariafu costretto a capitolare. Nel corso del conflitto Sofia fu sorvolata dal Corpo aereo rumeno, che condusse operazioni di fotoricognizione e lanciò opuscoli di propaganda sulla città. Sofia divenne così la prima capitale al mondo ad essere sorvolata da aerei nemici.
Il Giovedì Santo, 16 aprile 1925, la Cattedrale di Santa Domenica fu teatro del celebre attentato compiuto dai militanti del Partito Comunista Bulgaro, i quali fecero esplodere il tetto della cattedrale durante i funerali del generale Konstantin Georgiev, ucciso due giorni prima in un altro attentato di matrice comunista. Nell’attacco persero la vita 163 persone, per lo più appartenenti all’élite politica e militare del Paese, e circa 240 rimasero ferite.
Nel 1938 fu adottato il piano urbanistico (il "Piano Muesmann") elaborato dal prof. Adolf Muesmann che prevedeva lo sviluppo della città fino al raggiungimento di 600.000 abitanti.
- Sofia dopo la liberazione
- La cattedrale vecchia di San Giuseppe, distrutta nei bombardamenti anglo-americani del 1944.
- il viale “Vitoša“, 1934
- l'Università di Sofia, 1935
- Foto dagli anni '20-'30

Durante la seconda guerra mondiale, all'inizio della quale la Bulgaria dichiarò guerra alla Gran Bretagna e agli Stati Uniti, le forze aeree britanniche e americane effettuarono brutali bombardamenti di Sofia. Furono colpiti soprattutto edifici civili, come il Teatro Nazionale (gravemente danneggiato), la chiesa di Santo Spas dell'XI secolo (distrutta nel 1944), la Biblioteca Comunale (completamente distrutta il 30 marzo 1944 con la perdita di 40.000 volumi), la Cattedrale cattolica di San Giuseppe (completamente distrutta il 30 marzo 1944), e l'Accademia Teologica (gravemente danneggiata, con la cupola del tempio incorporato andata a fuoco). Migliaia di edifici residenziali furono fatti saltare in aria e dati alle fiamme, e il centro cittadino fu distrutto. Il numero degli edifici danneggiati nei bombardamenti del 1943-1944 fu di 12.564, di cui 2.670 completamente distrutti. Tra gli edifici storici distrutti vi furono diverse scuole e alberghi, la Tipografia di Stato, il Tribunale regionale, le Terme piccole e la Biblioteca Nazionale; questi non furono mai riportati al loro aspetto originario. Il Teatro Nazionale bulgaro, la Banca Agricola bulgara, la Facoltà Teologica dell'Università di Sofia, il Museo di Storia Naturale, l'Accademia bulgara delle Scienze e altri edifici furono danneggiati ma successivamente ricostruiti. Sofia fu evacuata: ospedali, farmacie, uffici statali e comunali, scuole, studi di architettura, imprese di costruzione, ecc. trovarono rifugio nelle città e nei villaggi vicini e lontani durante gli ultimi due anni di guerra. Gli uomini furono mobilitati al fronte nella successiva guerra contro la Germania nazista. Le persone cominciarono a tornare nella capitale solo dopo il 9 maggio 1945, nella seconda metà dello stesso anno.
- Alcuni edifici dinneggiati nei bombardamenti del 1943-1944
- Il Palazzo dell'Assemblea bulgara dopo i bombardamenti[137]
- Un palazzo danneggiato in viale Ferdinando.[137]
- Il palazzo dell'Ospedale di Alessandro.[137]
- L'Esarcato di Sofia.[137]
- la Scuola italiana[137]
- I palazzi distrutti all'incrocio di via Graf Ignatiev e corso Ferdinando.[137]

### Durante il Regime comunista
Nel 1945 il Fronte della Patria prese il potere. Fu approvato un nuovo piano urbanistico generale per la capitale, il cosiddetto Piano "Neikov". Lo stile architettonico fu sostanzialmente modificato. Nel centro emersero edifici pubblici di Classicismo socialista, in particolare lo spazioso complesso governativo attorno al Largo, lo stadio nazionale Vasil Levski, la Biblioteca Nazionale dei Santi Cirillo e Metodio e altri. Man mano che la città cresceva verso l'esterno, i nuovi quartieri furono dominati da numerosi case a torre in cemento, condomini prefabbricati con pannelli ed esempi di architettura brutalista.

Dopo il referendum del 1946, la Bulgaria fu proclamata Repubblica Popolare e fu istituito un Fronte Patriotico, che cambiò significativamente l'aspetto della capitale. Il numero degli abitanti cominciò a crescere rapidamente, principalmente a causa della centralizzazione e della collettivizzazione. Fu data maggiore importanza all'industria pesante e all'industrializzazione, mentre proseguirono l'urbanistica e la costruzione di abitazioni. Il 1946, così come l'inizio del 1947, furono dedicati ai difficili negoziati per il Trattato di pace di Parigi. Nei successivi quattro-cinque anni lo Stato e la sua capitale furono ricostruiti secondo il modello e i dettami sovietici, che all'epoca praticamente paralizzavano ogni iniziativa statale, municipale e privata.
Nel 1958 fu messo in funzione lo stabilimento metallurgico di Kremikovci, chiuso nel 2009. La rete stradale e i trasporti urbani vennero ampliati e rinnovati. Tuttavia, negli anni '70, gli architetti riuscirono a contrastare i precedenti piani di sgombero del centro cittadino per una nuova costruzione socialista, secondo i quali i vecchi edifici sarebbero dovuti essere demoliti. Così furono salvati dalla distruzione l'ex Palazzo Reale, il Club Militare, il Palazzo dell'Accademia delle Scienze e altri palazzi vicino al Mercato Coperto Centrale, al Mercato delle Donne, al Ponte dei Leoni, lungo le vie Piirotska ed Esarca Josif.
Nella seconda metà del XX secolo, molti dei villaggi vicini, che fino ad allora erano indipendenti, furono annessi a Sofia: Birimirci e Obradovci nel 1955; Knjaževo nel 1958; Bojana, Vraždebna, Vrabnica, Gorna Banja, Dragalevci, Darvenica, Ilianci, Malaševci, Obelja, Orlandovci, Simeonovo e Slatina nel 1961; Suhodol, Trebič e Filipovci nel 1971; Botunec, Gorubljane, Kremikovci, Seslavci e Čelopečene nel 1978.
Le strade tangenziali o distrettuali, i viali e le vie di Sofia nei primi periodi della costruzione della città furono i viali "Slivnica", "Ferdinando" (l'odierno "Vasil Levski"), "Patriarca Evtimij", "Hristo Botev", la parte settentrionale di "Principessa Maria Louisa", "Generale Nikolaj Stoletov", "Danail Nikolaev" nel nord-est, "Evlogij e Hristo Georgievi" nell'est e nel sud-est, "Penčo Slaveikov" nel sud, "Ing. Ivan Ivanov" e "Konstantin Veličkov" a ovest; molti di questi portavano proprio quella denominazione (ad esempio il viale 'Okrăžen', cioè Circonvallazione). La maggior parte di qusti viali delimitava i confini dell'attuale centro cittadino. Negli ultimi decenni del XX secolo i viali Vardar, Goce Delčev, Nikola Vapcarov e Pejo Javorov svolsero il ruolo di tangenziali.
La trasformazione della Bulgaria nella Repubblica Popolare di Bulgaria nel 1946 e nella Repubblica di Bulgaria nel 1990 segnò cambiamenti significativi nell'aspetto della città. La popolazione di Sofia si espanse rapidamente a causa della migrazione dalle regioni rurali. Nuove aree residenziali furono costruite alla periferia della città, come Družba, Mladost e Ljulin.

### Storia contemporanea
Dopo la caduta del comunismo nel 1989 ci fu un periodo di crescita nell’edilizia privata. Furono costruiti nuovi edifici moderni, molti dei quali con la partecipazione di investitori stranieri. Sofia vide la nascita di interi quartieri residenziali e di affari, nonché di moderni edifici per uffici con facciate in vetro simili a grattacieli, ma anche di quartieri residenziali di alto livello. Il Mausoleo di Georgi Dimitrov, dove il corpo di Dimitrov fu conservato in modo simile al mausoleo di Lenin, fu demolito nel 1999. Durante il regime comunista alcune delle strade e piazze più iconiche della città furono ribattezzate per ragioni ideologiche, mentre dopo il 1989 la maggior parte dei nomi precedenti fu ripristinata. La fine della vecchia amministrazione e del sistema centralmente pianificato aprì però la strada anche a un’edilizia caotica e sfrenata, che continua ancora oggi.
All'inizio del 1998 furono inaugurate le prime stazioni della metropolitana di Sofia.
Nel 2015 fu completato l'edificio del Capital Fort Business Centre, situato all'ingresso di Sofia dal corso Tsarigradsko sciosse, diventando l'edificio più alto della Bulgaria, sostituendo l'Hotel Rodina, costruito 25 anni prima. È in costruzione l'edificio Sky Fort, che dovrebbe diventare, secondo il progetto, l'edificio più alto della Bulgaria con i suoi 202 m.
- Alcuni edifici moderni di Sofia

### Cronologia storica di Sofia
- II sec. d. C. - Fondazione di Serdica dall'imperatore Traiano.[148]
- 268 d. C. – Invasione dei Goti
- 343 d. C. – Concilio di Sardica (data approssimativa).[149]
- IV sec. Costruzione della Chiesa di San Giorgio, dell'Anfiteatro romano di Serdica (data approssimativa), origine della basilica di Santa Sofia
- 447 – Città incendiata dagli Unni[148]
- 809- Diventa parte del Primo Impero bulgaro.[150] Viene ribattezzata "Sredec"
- 987 - Resistenza vittoriosa agli attacchi dell'imperatore Basilio II Bulgaroctono[151]
- XI secolo – Costruzione della Chiesa di Bojana (data approssimativa)
- 1194 - Diventa parte del Bisanzio. Viene ribattezzata "Triaditsa" (data approssimativa).[150]
- XIII sec. – Costruzione della Chiesa di San Nicola
- 1329 – Viene ribattezzata "Sofia".[152]
- 1382 – Gli Ottomani conquistano Sofia.[153]
- 1443 – Città occupata brevemente dalle forze ungheresi guidate da Giovanni Hunyadi[151]
- 1493 – Fondazione del monastero di Kremikovci nei pressi di Sofia
- 1494 – Costruzione della Moschea Bujuk
- 1528 – Costruzione della Moschea Nera
- 1576 – Costruzione della Moschea Banja Baši
- 1610 – Fondazione della sede cattolica di Sofia
- 1818 – Terremoto[154]
- 1829 – Città occupata dalle forze russe[155]
- 1858 – Terremoto[154]
- 1863 – Ricostruzione della chiesa di Santa Domenica
- 1878 – Città liberata dalle forze russe.[148]
- 1879 - La capitale della Bulgaria viene trasferita a Sofia da Veliko Tărnovo.[148] Area della città: 3 km2[156]
- 1881 – Popolazione: 20.501[151]
- 1882 – Costruzione del Palazzo Reale[151]
- 1884 – Allestimento del Giardino di Boris
- 1886 – Costruzione del palazzo dell'Assemblea Nazionale
- 1888 - Fondazione dell'Università di Sofia. Inaugurazione della Stazione ferroviaria centrale di Sofia e dello Zoo di Sofia.[157] Dimităr Petkov diventa sindaco
- 1890 – 31 maggio: Temporale distruttivo[158]
- 1891 – Costruzione del Ponte delle Aquile e del Ponte dei Leoni
- 1893 - La Società Letteraria Bulgara si trasferisce a Sofia. Popolazione: 46.593.[151]
- 1897 – Viene eretto il Mausoleo di Battenberg
- 1903 - Partito socialdemocratico bulgaro dei lavoratori (socialisti ristretti) con sede a Sofia. Inaugurazione della Chiesa dei sette santi
- 1904 – Fondazione del Teatro Nazionale Ivan Vazov[151]
- 1905 – Inaugurazione del Museo Archeologico Nazionale
- 1907 - Costruzione del Club Militare Centrale. Popolazione: 82.187.[151] Inaugurazione del Monumento allo Zar Liberatore
- 1908 - Fondazione della Società d'Opera bulgara. La città diventa capitale del Regno di Bulgaria[159]
- 1909 – Costruzione della Sinagoga di Sofia
- 1910 – Popolazione: 102.812[154]
- 1911 - Apre il Mercato Coperto Centrale di Sofia. Unione dei čitališta bulgari con sede a Sofia.
- 1912 – Costruzione della Cattedrale di Aleksandr Nevskij[151][157]
- 1914 - Fondazione del Levski Sofia (società sportiva). Consacrata la chiesa di San Nicola il Taumaturgo, conosciuta come la Chiesa russa.
- 1919 – Inizia ad operare il Simplon Orient Express (Parigi–Sofia)
- 1922 – Fondazione del Teatro d'Opera Nazionale
- 1925 - 16 aprile: attentato alla chiesa di Santa Domenica.
- 1926 – Vladimir Vazov diventa sindaco.
- 1927 – Fondazione del Cinema Vlaikova (data approssimativa)[160][160]
- 1929 – Costruzione del Teatro Nazionale 'Ivan Vazov'[157]
- 1930 – Costruzione della chiesa di Santa Paraškeva.
- 1934 - Diventa sede del Distretto di Sofia. Popolazione: 287.095; distretto 1.152.053. Costruzione dell'Istituto francese in piazza Slavejkov.
- 1939 - Costituzione della Banca Nazionale Bulgara. Superficie della città: 42 km2
- 1940 – Costruzione del Tribunale di Sofia in viale Vitoška
- 1943 – Bombardamento di Sofia da parte delle forze alleate durante la seconda guerra mondiale
- 1944 – Bombardamento di Sofia da parte delle forze alleate durante la seconda guerra mondiale.
- 1946 – Diventa capitale della Repubblica Popolare di Bulgaria.
- 1949 – Entra in funzione la Centrale elettrica di Sofia
- 1953 – Inaugurazione dello Stadio nazionale Vasil Levski e del Palazzo nazionale dell'Opera e del Balletto
- 1955 – Costruzione del Palazzo del Partito Comunista
- 1956 – Costruzione del Park Hotel Moskva
- 1959 – Costruzione della torre televisiva Borisova Gradina
- 1962 – Fondazione degli studi cinematografici Bojana Film
- 1963 – Inaugurazione dello stadio Georgi Asparuhov
- 1964 – Popolazione: 739.200 con gli agglomerati urbani
- 1968 – Festival Mondiale della Gioventù e degli Studenti
- 1974 – Ricostruzione della Stazione Centrale Ferroviaria di Sofia
- 1976 – Costruzione dell'Hemus Hotel
- 1977 – Costruzione del Princess Hotel Sofia
- 1979 – Costruzione dell'Hotel Rodina e dell'hotel Vitoša New Otani
- 1981 – Inaugurazione del Palazzo Nazionale della Cultura (NDK)
- 1984 – Popolazione: 1.097.791 (stima)
- 1991 - Fondazione della Nuova Università Bulgara. Aleksandăr Yančulev diventa sindaco. Cinema Odeon attivo.
- 1993 – giugno: proteste dell'Unione delle Forze Democratiche.
- 1995 – Stefan Sofijanski diventa sindaco.
- 1997 - Gennaio: 1997 proteste bulgare. Inizio del Festival del Cinema di Sofia.
- 1998 – La metropolitana di Sofia inizia a funzionare
- 2001 - Novembre: proteste.[161] Fondazione della squadra di hockey Iceberg Sofia
- 2003 - Adottato il piano urbanistico "Sofia 2020"
- 2004 – Inaugurazione della Stazione centrale dei pullman di Sofia
- 2005 - Bojko Borisov diventa sindaco.
- 2006 - Inaugurazione del Mall of Sofia. Apre il Cinema Cineplex.[162] Costruzione della Concattedrale di San Giuseppe
- 2007 - Fondazine della squadra di calcio femminile Olympia Sofia. La Bulgaria entra a far parte dell'Unione europea.[163]
- 2008 - Inizia Sofia Pride. 3 luglio: esplosioni di Čelopečene
- 2009 - Jordanka Fandăkova diventa sindaco. Costruzione del BenchMark Business Center
- 2011 - Inaugurazione dell'Arena Armeec e del Museo d'Arte Contemporanea dell'Arsenale di Sofia. Costruizione delle torri del Sopharma Business Center.
- 2012 - Entra in funzione la linea 2 della metropolitana di Sofia. Popolazione: 1.241.396.
- 2013 - Febbraio: proteste contro il governo Borisov. Giugno: proteste contro il governo Orešharski.[164]
- 2015 – Capital Fort Business Centre diventa l'edificio più alto di Sofia con i suoi 126 metri.
- 2017 – Completamento del Millennium Center
- 2020 – L'inaugurazione della linea 3 della metropolitana di Sofia.

## Monumenti e luoghi d'interesse

### Architetture religiose
- La Cattedrale di Aleksandr Nevskij (in bulgaro Храм-паметник „Свети Александър Невски“?, Tempio-monumento di Sant'Aleksandr Nevskij) è una cattedrale ortodossa bulgara. Costruita in stile neobizantino, è la più grande chiesa di Sofia e la seconda più grande dell'intera Penisola balcanica, preceduta soltanto dal Tempio di San Sava di Belgrado. Costruita in memoria dei 200.000 soldati russi caduti nella guerra russo-turca, fu progettata dall'architetto russo Aleksandr Pomerancev, con l'aiuto dei russi Aleksandr Smirnov e Aleksandr Jakovlev, che si basarono sul progetto iniziale del 1884-1885 del bulgaro Ivan Bogomolov. La cattedrale è alta 45 m; con il campanile, che contiene 12 campane, misura 50,52 m. Occupa un'area di 3170 m² e può contenere al suo interno più di 5.000 persone. L'interno è in stile italiano, decorato con alabastro e molti altri materiali pregiati. La costruzione della cattedrale iniziò nel 1882 (anche se i progetti risalgono al 1880), ma i lavori si interruppero improvvisamente. Ricominciarono poi nel 1904 e si conclusero nel 1912. La dedica originale della cattedrale era in onore dei santi Cirillo e Metodio; tale denominazione rimase valida tra il 1916 e il 1920, mentre il nome attuale le fu assegnato nel 1924. Alla costruzione della cattedrale presero parte artisti di sei diverse nazionalità: bulgari, russi, tedeschi, austriaci, cechi e italiani - periti, architetti, artisti e scalpellini. Dopo il completamento della chiesa nel 1912, 32 artisti russi, 16 bulgari e 1 ceco lavorarono alla decorazione e alla pittura dell'interno. Attualmente una parte della cattedrale è riservata al Museo di Storia Cristiana con icone provenienti da tutta la Bulgaria e fa parte della Galleria Nazionale, la prima in Europa per grandezza dedicata alle  icone bulgare. Al mercato delle pulci, nella piazza antistante la chiesa, si possono acquisire icone dipinte a mano, quadri d'autore e cimeli storici.

- La Cattedrale di Santa Domenica (in bulgaro Катедрален храм „Света Неделя“?) fu costruita tra il 1927 e il 1933 ed è dedicata alla martire cristiana Domenica di Tropea. Fu distrutta nel corso di un sanguinoso attentato avvenuto nel 1925.
- La Chiesa di Bojana (in bulgaro Боянска църква?), situata nel quartiere omonimo a sud del centro della città, è dal 1979 patrimonio dell'umanità. Si tratta di una chiesa medievale appartenente alla Chiesa ortodossa bulgara. L'ala est di questa costruzione a due piani venne eretta originariamente alla fine del X o agli inizi dell'XI secolo, mentre la parte centrale venne aggiunta nel XIII secolo, durante il Secondo impero bulgaro. La chiesa venne poi completata a metà del XIX secolo con un'ulteriore espansione verso ovest.

- La Rotonda di San Giorgio (in bulgaro Ротонда „Свети Георги“?) è una chiesa a pianta circolare di epoca paleocristiana. Costruita in laterizio rosso, è considerata l'edificio più antico della capitale bulgara. Fu eretta nel IV secolo e affrescata nel X secolo e successivamente nel XII secolo. Durante il periodo ottomano fu convertita in moschea. Oggi è un museo e si trova circondata dai resti dell'antica Serdica e da un albergo. Gli affreschi raffiguranti 22 profeti, risalenti al XII-XIV secolo, ricoprono la cupola.

- La Moschea Banja Baši (in bulgaro Джамия „Баня Баши“?) fu costruita dal celebre architetto ottomano Sinān nel 1566-1567. Ḕ la principale testimonianza della dominazione turca sulla città e l'unica moschea medievale ancora funzionante conservata nella città. La moschea è un'interessante opera architettonica che riflette le specificità del pensiero architettonico ottomano del XVI secolo.
- La Sinagoga di Sofia (in bulgaro Софийска синагога?) fu costruita tra il 1905 eil 1909 in stile neomoresco, secondo il progetto del celebre architetto austriaco Friedrich Grünanger. Per dimensioni, è la seconda sinagoga sefardita più grande d'Europa, preceduta solamente dalla Sinagoga portoghese di Amsterdam.

- La Basilica di Santa Sofia (in bulgaro Базилика „Света София“?) è una chiesa paleocristiana ortodossa, la seconda più antica della capitale, che risale al IV-VI secolo. L'edificio precedente fu uno dei luoghi in cui si svolse il Concilio di Sardica nel 343. Nel XIV secolo, la chiesa diede il nome alla città di Sofia, precedentemente nota come Sredec.

- La Chiesa di San Nicola il Taumaturgo (in bulgaro Църква „Свети Николай Чудотворец“?), conosciuta come Chiesa russa, è una chiesa ortodossa, dedicata a San Nicola di Bari. La sua costruzione iniziò alla fine dell'Ottocento e si protrasse per molti anni, venendo consacrata nel 1914, alla vigilia della prima guerra mondiale. L'edificio fu costruito sul terreno dell'ambasciata russa secondo un progetto di Mihail Preobraženskij, appositamente per le esigenze degli immigrati russi nella capitale. Gli affreschi furono opera di un gruppo di artisti guidato da Vasilij Perminov (uno degli autori degli affreschi di "Aleksandr Nevskij"). Le cinque piccole cupole della chiesa sono dorate, mentre la cupola centrale raggiunge un'altezza di 19 m. Le campane furono un dono dello zar russo Nicola II.

- La Chiesa di Santa Petka la Vecchia (in bulgaro църква „Света Петка Стара“?) è una chiesa ortodossa del XIII secolo. Probabilmente fu costruita come chiesa del palazzo dall'allora governatore di Sofia, il sebastocratore Aleksandǎr Asen (fratello dello zar Ivan Asen II) nel 1241, come attesta l'iscrizione al suo interno. La chiesa è dedicata a Parascheva di Iaşi, nota come Santa Petka, e celebra la sua festa il 14 ottobre, giorno anche della festa della chiesa. All'interno della chiesa sono conservate alcuni oggetti considerati miracolosi: le icone delle sante Petka e Mena d'Egitto; il pozzo sacro di Santa Petka; una parte dell'albero del santo nuovo martire Teraponzio di Sofia[165] (celebrato il 27 maggio); la scarpa di Santo Spiridione il Taumaturgo, consacrata dalle sue sante reliquie sull'isola di Corfù.

- La Chiesa di Santa Petka dei sellai (in bulgaro църква „Света Петка Самарджийска“?) ha una cripta che è una tomba romana del IV secolo, il che indica l'esistenza di un edificio religioso precedente. Nell'XI secolo sopra la cripta venne costruita l'attuale chiesa. I dipinti murali più antichi conservati risalgono al XIV secolo, mentre sopra di essi si trova uno strato risalente ai secoli XV e XVI, opera di Pimen Zografski. La chiesa prende il nome da Petka d'Iconia, santa patrona dei sellai, il cui quartiere si trovava nella zona durante il Medioevo e i quali veneravano e mantenevano la chiesa.

- La Chiesa di Santa Paraskeva (in bulgaro църква „Света Параскева“?) è la terza chiesa più grande della capitale. È nota per la sua eccellente acustica, motivo per cui viene spesso scelta per concerti e registrazioni sonore. Fu costruita tra il 1926 e il 1930 dall'architetto bulgaro Anton Tornjov. L'architettura della chiesa è insolita: la cella è un'aula circolare con un diametro di oltre 20 metri. La copertura è un guscio di cemento armato, opera dell'ingegnere progettista Conev.

### Monumenti
A Sofia ci sono numerosi monumenti di epoche diverse.

#### Monumenti smantellati
Alcuni monumenti costruiti durante il regime comunista furono smantellati o distrutti dai governi postcomunisti: 
- Il Monumento a Lenin fu smantellato nel 1991. Eretto nel 1971, fu uno dei simboli della Repubblica Popolare di Bulgaria e luogo di visita dei politici comunisti come il sovietico Leonid Il'ič Brežnev. Al giorno d'oggi al suo posto si trova la Statua di Santa Sofia, eretta nel 2000 e opera dello scultore bulgaro Georgi Čapkǎnov.
- Il Mausoleo di Georgi Dimitrov fu chiuso nel 1990 e distrutto nel 1999. Esso si trovava davanti all'ex Palazzo Reale. Fu costruito nel 1949 per conservare il corpo imbalsamato del leader comunista Georgi Dimitrov. La costruzione iniziò subito dopo la sua morte e il mausoleo fu costruito nel tempo record di sei giorni, durante i quali il corpo del leader fu trasportato dall'Unione Sovietica a Sofia.
- Il Monumento "1300 anni della Bulgaria", situato davanti al Palazzo Nazionale della Cultura, fu smantellato nel 2017. Fu eretto nel 1981 ed era dedicato al 1300º anniversario della fondazione dello Stato bulgaro;
- Il Monumento all'Armata russa fu smantellato nel 2023-2024. si trattava di una composizione monumentale situata nel Giardino del Principe, nel centro della città, costruita nello stile del realismo socialista tra il 1952 e il 1954. Fu eretto in segno di gratitudine alle truppe sovietiche per la vittoria sul nazismo e sul fascismo. Il monumento era una piramide tronca alta 37 metri, sormontata da una composizione scultorea alta 8 metri, raffigurante un operaio bulgaro, un soldato sovietico e una madre con il bambino, opera delle artiste bulgare Vaska Emanuilova e Mara Georgieva. Intorno al monumento si trovavano altre composizioni: nella parte orientale si trovava la composizione "Ottobre 1917" del prof. Ljubomir Dalčev; nella parte meriodionale la composizione "Il retrofront" di Petar Doičinov; nella parte occidentale invece, si trovava la composizione "La grande guerra patriotica dell'Unione Sovietica", opera dell'équipe di Vasil Zidarov.[166] Nel 1993 il Consiglio Comunale di Sofia decise di demolire il monumento, ma il Cremlino e l’ambasciata russa in Bulgaria si opposero all'idea. Sul monumento vi era una targa con la scritta: "All'esercito sovietico, liberatore del riconoscente popolo bulgaro", la quale fu oggetto di molte critiche perché presentava l'esercito sovietico come il liberatore della Bulgaria. Secondo gli oppositori del monumento, infatti, l’Unione Sovietica in realtà avrebbe imposto con la forza il regime comunista repressivo nel paese dopo la seconda guerra mondiale.[167]

- il Mausoleo di Georgi Dimitrov.
- Monumento "1300 anni della Bulgaria".
- Monumento all'Armata russa.

#### Monumenti esistenti
- Il Mausoleo del primo principe bulgaro Alessandro I Battenberg, eretto nel 1897, fu chiuso ai visitatori dal 1946 al 1991, per tutto il periodo del regime totalitario. Fu progettato dall'architetto svizzero Jacob Heinrich Meyer, con gli interni decorati dal famoso artista bulgaro Haralampi Tačev.
- Il monumento a Vasil Levski (in bulgaro: Паметник на Васил Левски) è un altro monumento storico, divenuto uno dei simboli della città. Si trova nel centro della città, in una zona ad alto traffico. È realizzato in bronzo, con un bassorilievo della testa di Vasil Levski. Fu inaugurato il 22 ottobre 1895, ma la sua progettazione iniziò subito dopo la Liberazione nel 1878. La costruzione durò circa 17 anni a causa della mancanza di fondi, dell'incuria e del disinteresse del governo dell'epoca, provocando un'ondata di scontento tra gli intellettuali bulgari. In segno di protesta, Konstantin Veličkov scrisse la poesia "Il Monumento a Levski a Sofia".[168] Il monumento è una colonna alta 13 metri, realizzata in granito grigio secondo il progetto dell'ingegnere ed architetto ceco Václav Kolář. La parte principale della colonna è opera dello scalpellino italiano Abramo Perucelli, le opere scultoree sono del ceco František Novák e il ritratto centrale in bassorilievo in bronzo di Levski fu realizzato da Rudolf von Weyr. Ogni anno, il 19 febbraio, il giorno della morte dell'eroe, migliaia di bulgari accorrono portando dei fiori, e la sera si svolge una cerimonia di stato con la partecipazione del Capo dello Stato, del Patriarca bulgaro, del Primo ministro, del Sindaco di Sofia e della guardia militare.
- Il monumento al Milite Ignoto (in bulgaro: Паметник на Незнайния воин) fu eretto nel 1981 in occasione del 1300º anniversario dello Stato bulgaro. È composto di un "fuoco eterno", terra proveniente dalle battaglie di Stara Zagora e di Šipka - le più importanti della guerra russo-turca del 1877-1878 – una statua di leone sdraiato e una tavola di pietra con l'iscrizione.
- Il Monumento russo (in bulgaro: Руски паметник) fu eretto nel 1882 su iniziativa russa e con fondi russi pari a 25.000 leva d'oro.[169] Fu il primo monumento costruito nella capitale del Principato di Bulgaria, liberato dal dominio ottomano. Il progettista non è noto, ma si ipotizza che fosse l'architetto Vokar o l'accademico V. Yosifov Šervurd. Il monumento è un obelisco: una piramide quadrangolare con la sommità tronca, poggiata su un basamento a tre gradini. Sul lato est dell'obelisco si trova un rilievo in marmo con lo stemma dello Stato russo e dell'Ordine militare russo al valore di San Giorgio (croce di San Giorgio).
- Un altro monumento famoso nel centro della capitale è il Monumento allo Zar Liberatore (in bulgaro: Паметник на Цар Освободител). Fu eretto tra il 1901 e il 1903 in onore della Liberazione della Bulgaria nel 1878, come espressione di gratitudine del popolo bulgaro al popolo russo nella persona dell'imperatore Alessandro II e come simbolo della libertà bulgara. Il monumento è opera dello scultore fiorentino Arnaldo Zocchi. Si trova davanti all'ex Assemblea popolare.
- La statua di Santa Sofia fu eretta in piazza Nezavisimost, nel centro di Sofia, nel 2000, opera del famoso scultore bulgaro Georgi Čapkǎnov e dell'architetto bulgaro Stanislav Konstantinov. Poiché non conforme ai canoni della Chiesa ortodossa bulgara, non fu mai benedetta o consacrata da un sacerdote ortodosso. In quel luogo, nell'antichità, si trovava la principale porta occidentale della città, attraverso la quale a Pasqua, il 9 aprile 809, il khan Krum probabilmente entrò nella città, cedutagli dagli abitanti. Più tardi vi sorgeva la chiesa medievale di Santo Spas, che fdurante il Risorgimento bulgaro divenne la terza chiesa più grande della città; il 15 novembre 1877 lì fu impiccato dai turchi Kiro Geošev, uno dei quattro librai di Sofia, che sacrificarono la loro vita per la liberazione della Bulgaria dal dominio ottomano. Durante il regime comunista, nel luogo fu eretto il monumento al leader e ideologo comunista Vladimir Ilič Lenin, smantellato dal governo post-comunista nel 1991.
- Il Monumento ai Santi Cirillo e Metodio davanti all'omonima Biblioteca Nazionale, fu eretto nel 1972 e inaugurato nel 1975. È opera dello scultore bulgaro Vladimir Ginovski e dell'architetto bulgaro Ivan Ivančev. Viene considerato una delle migliori realizzazioni dell'arte monumentale bulgara. Ogni anno il 24 maggio - la festa nazionale dedicata alla scrittura e alla cultura slava, davanti al monumento si si tengono le celebrazioni  nella capitale.

- il Monumento allo Zar Liberatore
- la Statua di Santa Sofia
- il Monumento a Vasil levski
- il Monumento russo
- il Monumento ai Santi Cirillo e Metodio
- il Monumento al Milite ignoto
- il Mausoleo di Alessandro I Battemberg

### Architetture civili
- Il Palazzo nazionale della cultura (NDK) è un centro culturale nazionale dedicato a conferenze, mostre, concerti e eventi speciali, ed è il più grande centro congressi della Penisola balcanica. Ha una superficie edificata di 123.000 m², distribuita su 8 piani e 3 livelli interrati. Fu costriuto tra il 1978 e il 1981 su progetto dell'architetto bulgaro Aleksandǎr Barov e collaboratori, e del costruttore Bogdan Atanasov e collaboratori, assistiti dall'architetto capo di Sofia Vladimir Romenski, dall'architetto Stefan Stainov - Presidente della Commissione per l'Architettura e i Lavori Pubblici del Consiglio dei Ministri, e dal prof. ing. Milčo Brainov, consulente principale per la costruzione dell'edificio. La sala più grande, la Sala 1, ha ospitato numerosi concerti di musicisti internazionali e bulgari.
- L'ex Palazzo Reale di Sofia si trova in Piazza Principe Alessandro I, 1, nel centro della città. È monumento della cultura dal 1978. Attualmente ospita due musei nazionali: la Galleria Nazionale (nella parte nord-occidentale) e il Museo Etnografico Nazionale (nella parte sud-orientale). Fu costruito nel periodo 1880-1882 e il 1894-1896 dall'architetto austriaco Viktor Rumpelmayer e dall'architetto tedesco Friedrich Grünanger.
- La Biblioteca nazionale dei Santi Cirillo e Metodio è il più antico istituto culturale della Bulgaria dopo la liberazione e la più grande biblioteca pubblica del Paese. Situata nel centro della città, accanto all'edificio centrale dell'Università di Sofia, fu fondata il 17 giugno 1879 con il nome di Biblioteca Nazionale Bulgara. Nel 1939 iniziò la costruzione di un nuovo edificio per la biblioteca sul sito dell'Arena Reale, che però, insieme al precedente, fu distrutto durante il bombardamento di Sofia nel 1944. Il nuovo edificio fu progettato dagli architetti bulgari Ivan Vasiliov e Dimitǎr Colov, con la facciata opera dello scultore ucraino Mihailo Paraščuk. La costruzione, finanziata dallo Stato a partire dal 1946, si concluse con l’inaugurazione del 16 dicembre 1953.
- L'Università di Sofia "St. Kliment Ohridski" è l'università più grande e antica del Paese. Fondata il 1º ottobre 1888 come Corso Pedagogico Superiore, il suo edificio centrale fu costruito grazie alla donazione dei fratelli Evlogi e Hristo Georgievi, le cui sculture adornano la facciata. Il progetto originale del 1906 fu dell'architetto francese Jean Bréasson. La costruzione cominciò nel 1924 sui piani originali rielaborati dall'architetto bulgaro Jordan Milanov, e fu completata nel 1934. Davanti alla facciata furono collocate le figure in bronzo dei fratelli Georgievi, opera dello scultore bulgaro Kiril Šivarov. La variegata decorazione dell'edificio fu opera dello scultore ucraino Mihailo Paraščuk e dei suoi colleghi bulgari Ljuben Dimitrov e Ljubomir Dalčev. Nel 1940 iniziò l'ampliamento del palazzo con l'aggiunta di due ali nuove, opera dell'architetto bulgaro Ljuben Konstantinov. La seconda guerra mondiale rillentò i lavori, ripresi fino agli anni '50; l’Ala Nord fu completata solo nel 1985 con il contributo dell’architetto Spas Rangelov.
- Il Club militare centrale: Situato all’incrocio tra via Zar Osvoboditel e via Georgi Rakovski, è un edificio polivalente e uno dei simboli culturali di Sofia. Ospita eventi come concerti, mostre, produzioni teatrali e cerimonie. Costruito nel 1895 su progetto dell’architetto ceco Václav Kolář in stile neorinascimentale, fu completato nel 1907 dall’architetto bulgaro Nikola Lazarov.
- Le Terme minerali centrali sono un edificio emblematico nel centro di Sofia e monumento culturale di importanza nazionale. Furono costruite nel 1913 su progetto degli architetti bulgari Petko Momčilov e Jordan Milanov sul sito dei bagni turchi preesistenti. Presentano uno stile Art Nouveau con elementi ornamentali tipici bulgari, bizantini e ortodossi orientali, opera dell'artista bulgaro Haralampi Tačev. Inaugurate il 13 maggio 1913, furono tra le terme più moderne d’Europa. Oggi l'edificio ospita il Museo di Storia Regionale.
- Il Ponte delle Aquile è un ponte ad arco sul torrente Perlovska, situato nel centro della città, vicino allo Stadio nazionale Vasil Levski, ai Giardini del Principe ed al Giardino di Boris. Costruito tra il 1889 e il 1891 su progetto dei cechi Václav Kolář e Václav Prošek e dai costruttori Bogdan Prošek e Jiří Prošek, presenta un'intersezione a raso importante e trafficata nel centro della città.
- Il Ponte dei Leoni (in bulgaro: Лъвов мост, Lăvov most) è un'intersezione a raso e un ponte molto importante e trafficato in centro città. Attraversa il torrente Vladaiska e si trova all'incrocio tra viale Maria Luisa e viale Slivnica, collegando la Stazione di Sofia Centrale e la stazione centrale degli autobus con il centro di Sofia. Fu costruito nel 1889-1891 su progetto dell'ingegnere ceco Václav Prošek e del costruttore ceco Jiří Prošek.
- Il viale Vitoša, chiamato Vitoška (Витошка), è la principale arteria commerciale e zona pedonale del centro. Parte da piazza "Sveta Nedelya", attraversa il centro, si interseca con viale "Patriarch Evtimij", prosegue lungo il lato occidentale del parco del Palazzo Nazionale della Cultura, si interseca con corso "Bulgaria", passa per il quartiere residenziale "Ivan Vazov" e termina al Parco Sud, all'incrocio con via "Bjala Čerkva". Famoso per negozi, boutique e locali.
- Il Teatro Nazionale Ivan Vazov, la cui costruzione iniziò nel 1904 su progetto degli architetti viennesi Ferdinand Fellner e Hermann Helmer. Il soffitto e le pareti dell’auditorium da 848 posti furono decorati dall’artista viennese Rudolf Fuchs. La prima rappresentazione ebbe luogo il 3 gennaio 1907.[170] Un incendio nel 1923 danneggiò gravamente l'edificio e negli anni successivi si rese necessaria la sua graduale ricostruzione. I bombardamenti del 1944 ne danneggiarono l'ala meridionale. L'ultima ricostruzione e ammodernamento risale agli anni '70.
- Il Mercato delle donne (in bulgaro: Женски пазар, Ženski pazar) è il più grande mercato all'aperto di Sofia. Si trova nel centro della città vicino al Ponte dei Leoni. Esisteva ancora prima della liberazione dal dominio ottomano nel 1878.
- Il Mercato coperto centrale di Sofia (in bulgaro: Централни софиийски хали, Centralni sofijski hali) è un complesso commerciale nel centro di Sofia, situato in viale Maria Luisa, vicino all'incrocio con via Esarca Josif; è uno dei complessi commerciali più antichi di Sofia. Fu costruito tra il 1909 e il 1911 dall'architetto bulgaro Naum Torbov in stile neorinascimentale, comprendendo anche elementi di architettura neobizantina e neobarocca. La sua facciata è famosa per il rilievo dello stemma di Sofia sopra l'ingresso principale, realizzato dall'artista bulgaro Haralampi Tačev. Fu notevolmente rimaneggiato dopo gli anni '50; il complesso fu chiuso nel 1988 per essere ricostruito, ammodernato e riaperto a Pasqua del 2000. Al 2025 ospita un supermercato Kaufland.
- Le rovine di Serdica comprendono: il piano archeologico della basilica di Santa Sofia; l'Antico complesso culturale e comunicativo di Serdica sotto la piazza Nezavisimost (area del Largo) e sotto il corso Knaginja Maria Luisa vicino al TZUM; la Porta occidentale del Parco archeologico di Serdica in via Knjaz Boris I 146; la torre circolare dell'angolo nord-orientale del sistema di fortificazione di Serdica in via Iskǎr 4; l'anfiteatro romano di Serdica all'interno dell'hotel "Arena di Serdica"; la torre triangolare di Serdica in corso Knjaginja Maria Luisa 16.
- Il Parco Internazionale dei Bambini del Mondo, meglio conosciuto come "Le Campane" (in bulgaro: Камбаните) si trova a sud della tangenziale, ai piedi di Vitoša, vicino al Sofia Business Park, al complesso residenziale Mladost, al distretto di Simeonovo, e ai villaggi di Bistrica e Panšarevo. Fu inaugurato nel 1979 su idea di Ljudmila Živkova, figlia del leader comunista Todor Živkov, in occasione dell'Assemblea internazionale dei bambini "La bandiera della pace" sotto l'egida dell'UNESCO. Vi parteciparono bambini da 79 paesi e furono installate 68 campane diverse. Le assemblee si tenevano ogni 3 anni, con la quarta e ultima nel 1989, che accolse partecipanti provenienti da 135 paesi. Dopo un periodo di decadenza, fu restaurato nel 1999 da Evgenija Živkova, la figlia di Ljudmila.

- il Palazzo Nazionale della Cultura (NDK)
- l'ex Palazzo Reale
- la Biblioteca Nazionale dei Santi Cirillo e Metodio
- Il palazzo centrale dell'Università di Sofia
- il Club Militare Centrale
- le Terme minerali centrali, ora Museo di Storia Regionale - Sofia
- il Mercato Centrale Coperto di Sofia
- il Ponte dei Leoni
- il Ponte delle Aquile
- Il Parco delle Campane
- il Mercato delle Donne
- il viale Vitoša
- il Teatro Nazionale 'Ivan Vazov'

### Piazze
- Piazza Slavejkov (площад „Славейков“): prende il nome dello scrittore bulgaro del XIX secolo Petko Slavejkov. Nel 1998 vi sono state collocate le sstatue sedute di Petko e di suo figlio Penčo, anche lui scrittore, opera dello scultore bulgaro Georgi Čapkǎnov. La piazza, da tempo trasformata in isola pedonale, un tempo ospitava il mercato dei libri. Su di essa si affacciano la Biblioteca Comunale di Sofia, nonché uno dei primi ristoranti McDonald's della capitale.
- Piazza Vǎzraždane (площад „Възраждане“): una delle piazze storiche emblematiche della capitale, dove si incrociano due delle arterie principali della città: il viale Hristo Botev e il viale Aleksandǎr Stambolijski.
- Piazza Banski (площад „Бански“): è una delle piazze più antiche del centro di Sofia. Contiene importanti monumenti culturali come la moschea "Banja Baši", il Museo di Storia Regionale (ex Terme minerali centrali), dove ancora oggi dalle fontane antestanti sgorga l'acqua minerale calda, e il Mercato Coperto Centrale di Sofia. Vi si trova anche la sorgente minerale della città, già incanalata nel I secolo e utilizzata dagli abitanti di Sofia fino al 1912.
- Piazza Knjaz Aleksandǎr I (площад „Княз Александър I“): si affaccia sull'ex Palazzo Reale. Durante l'epoca comunista si chiamava Piazza 9 Settembre e ospitava un enorme mausoleo in stile neoclassico, costruito nel 1949 per contenere il corpo di Georgi Dimitrov, il primo leader comunista della Bulgaria. La piazza ha avuto un ruolo centrale nelle celebrazioni e nelle parate militari di quell'epoca. Oggi al suo centro si trova un giardino pubblico.
- Piazza Macedonia (площад „Македония“): è una delle piazze principali della città, situata in un importante incrocio del centro di Sofia. Prima della liberazione della Bulgaria dal dominio ottomano, qui passava un fossato suburbano. Durante il regime comunista, fino al 1989, la piazza portava il nome da Dimităr Blagoev. Le vie principali di Sofia che la circondano oggi sono il viale Hristo Botev, il viale Macedonia e via Alabin.
- Piazza Nezavisimost (Indipendenza) (площад „Независимост“): l'ex piazza Lenin, oggi chiamata semplicemente “Largo”, è lo spazio più scenografico della città. La piazza e l'area circostante furono danneggiate dai bombardamenti durante la seconda guerra mondiale, rendendo necessaria una risistemazione avviata nel 1951. Alla sua realizzazione contribuì l'architetto Petjo Zlatev, che la adornò con edifici monumentali secondo i dettami del realismo socialista allora in voga nell'Europa dell'Est. Sulla piazza si affacciano il palazzo dell'Assemblea nazionale (l'ex Palazzo del Partito comunista), il Palazzo Presidenziale, l'albergo Sheraton e i grandi magazzini TZUM. Al suo centro è attualmente aperta una lunga area per ammirare il Complesso archeologico di Serdica, con i resti dell'antica fortezza situata all'altezza della chiesa nel sottopassaggio.
- Piazza Sveta Nedelja (площад „Света Неделя“): situata di fronte all'antico foro romano, questa piazza prende il nome dalla cattedrale omonima di Santa Domenica. È una delle piazze principali della città e rappresenta un nodo centrale verso le principali direttrici del centro storico: a nord conduce al viale Maria Luisa, a sud si apre verso il viale Vitoša, mentre a est prosegue verso la piazza dell'Indipendenza. Sulla piazza si affaccia anche lo storico hotel Sheradon Balkan Sofia.
- Piazza Patriarca Eutimio (площад „Патриарх Евтимий“): comunemente chiamata Popa (il Prete) per la statua del patriarca bulgaro Eutimio di Tărnovo, è un importante punto di ritrovo. All'incrocio della piazza si intersecano tre delle principali vie di Sofia: corso Vasil Levski, via Graf Ignatiev e corso Patriarca Eutimio. Vi si trova uno dei pochi cinema storici di Sofia sopravvissuti ai giorni nostri - l'Odeon.
- Piazza Aleksandr Nevskij (площад „Александър Невски“): con al centro l'imponente cattedrale da cui prende il nome, la piazza è uno degli spazi aperti più importanti della città. Attorno alla piazza si affacciano numerosi edifici di grande interesse storico e artistico, nonché un grande parco cittadino. Qui si trovano il Santo Sinodo della Chiesa ortodossa bulgara e, di fronte ad esso, il monumento al Milite ignoto. Alle sue spalle sorge l’antica chiesa di Santa Sofia, affacciata su un’area verde con al centro la statua di San Giorgio. Nei pressi della chiesa si trovano anche la tomba dello scrittore bulgaro Ivan Vazov e il monumento al monaco Paisij di Hilendar, autore nel 1762 della Storia slavo-bulgara, una delle opere più influenti del Risorgimento bulgaro, così come la prima opera bulgara di storiografia. Nelle vicinanze della piazza si trova anche l'Ambasciata italiana. Sul lato opposto della piazza si erge il maestoso edificio che ospita il Quadrato 500, già sede della Galleria nazionale di arte straniera. Nel parco si svolge anche un vivace mercato delle pulci.
- Piazza Giuseppe Garibaldi (площад „Джузепе Гарибалди“): situata nel cuore di Sofia, è circondata dalle vie Graf Ignatiev, Angel Kančev, Ivan Denkoglu e Knjaz Aleksandǎr I. La piazza porta il nome dell'eroe italiano dall'inizio del 20° secolo. Vi si trova il monumento a Giuseppe Garibaldi, realizzato nel 2010 dallo scultore bulgaro Georgi Čapkǎnov.

- Le statue di Petko e di Penčo Slavejkovi in piazza Slavjkov.
- Piazza Slavejkov ai tempi del mercato dei libri.
- Piazza Banski con la moschea Banja Baši
- piazza Knjaz Aleksandǎr I
- piazza Macedonia
- piazza Indipendenza (il Largo) con la chiesa di Santa Petka dei sellai del 1241 e l'Assemblea nazionale (l'ex Palazzo del Partito comunista)
- piazza Patriarca Eutimio
- piazza Aleksadr Nevskij

### Aree verdi
La città dispone dii una vasta cintura verde, anche se alcuni dei quartieri residenzialii costruiti dopo il 2000 risultano densamente edificati e privi di spazi verdi. I principali parchi urbani sono quattro: 
- La Borisova gradina, ovvero il Giardino di Boris (in bulgaro Борисова градина?, Borisova gradina), si trova nel centro della città. È il parco più esteso di Sofia (3,02 km²), noto nel recente passato come Parco della Libertà e, dal 1992, intitolato al re Boris III. Il parco ospita diversi piccoli laghi - tra cui il laghetto artificiale di Arianna e il laghetto delle ninfee - aree gioco per bambini, lo Stadio Nazionale "Vasil Levski", lo Stadio dell'Esercito bulgaro, l'Osservatorio astronomico dell'Università di Sofia, la Torre televisiva di Sofia, la più alta del Paese. Vi si trova anche il più grande lido della città: la piscina all’aperto Maria Luisa. Tra gli elementi di interesse figurano la Collina della fratellanza, monumento dedicato ai partecipanti al movimento di resistenza comunista caduti nella seconda guerra mondiale, diverse sculture, fra le quali quella del re Boris III, e i busti di importanti figure letterarie e rivoluzionarie bulgare: Ivan Vazov, Hristo Botev, Petǎr Beron, Georgi Benkovski, Vasil Levski, Ljuben Karavelov, Petko Slavejkov, Penčo Slavejkov, Pejo Javorov, Marin Drinov, Ljudmil Stojanov, Dimitǎr Talev, Nikolaj Hajtov, Nešo Bončev, Vladimir Bašev, Dobri Željazkov, Ivan Mihajlov, Todor Aleksandrov, Todor Kableškov, Vasil Petleškov, ecc.   - il laghetto Arianna
  - il laghetto delle ninfee
  - l'Osservatorio astronomico
  - il Settore a dello stadio dell'Esercito bulgaro
  - la Collina della fratellanza
  - la torre televisiva di Sofia
  - l'entrata dello Stadio Vasil Levski
  - il monumento al re Boris III
  - il busto del poeta Pejo Javorov
  - il busto del rivoluzionario Vasil Levski

- il Parco occidentale (in bulgaro Западен парк?, Zapaden park), fondato nel 1957, è il secondo parco più grande della capitale, con una superficie di 2,15 km2.[171] È attraversato dal torrente Suhodolska e dalla linea ferroviaria in direzione Pernik. Tra il 2018 e il 2021 è stato parzialmente illuminato e ristrutturato, ma alcuni dei suoi viali principali versano ancora in cattive condizioni. Si trova nelle vicinanze dell'omonima stazione metropolitana.

- il Parco meridionale (in bulgaro Южен парк?, Južen park) è uno dei parchi più estesi di Sofia (1,48 km2), situato nella parte sud della capitale.[172] Fondato negli anni '70 del XX secolo,[173] è attraversato dal torrente Perlovska. Il parco ospita 65 specie di uccelli, di cui 29 protette e 2 inserite nel Libro rosso della Bulgaria.[174][175] Vi si tengono spesso concerti gratuiti, mostre, mercati biologici, attività sportive e ricreative.
- il Parco settentrionale (in bulgaro Северен парк?, Severen park), costruito negli anni 60-70 del XX sec.,[176] si estende nella parte nord della città su una superficie di 0,79 km2.[172] È attraversato dal fiume Kakač. All'ingresso della sua area boscosa si trova l'unica meridiana di Sofia. Il parco è dotato di vari sentieri asfaltati, un canale ad anello (attualmente asciutto), strutture ricreative, stabilimenti alimentari, ecc. All'estremità orientale, nei pressi della stazione ferroviaria "Svoboda", sii trova un parco giochi per bambini con attrazioni uniche, risalenti all'epoca del realismo socialista, tra cui una riproduzione dell'artiglieria "Katjscia", e ponti ad arco molto ripidi. Il parco è facilmente accessibile dalla stazione metropolitana Beli Dunav.

Altri parchi più piccoli sono:
- Il Parco Vǎzraždane (in bulgaro Парк „Възраждане“?) è un parco recente, con una superficie di 17,677 m2 in cui si trovano aree giochi[177] e l'omonimo complesso polifunzionale, che si estende su oltre 6600 m2. Il complesso offre numerosi servizi: piscina coperta, parco saune (con bagno a vapore, sauna finlandese e sauna a infrarossi), sala relax con atrio, sale per massaggi secchi e umidi, idromassaggio subacqueo, stanza del sale, caffetteria, cinque piscine all'aperto, otto scivoli, bar esterno e area con lettini con ombrelloni e tende.[178]
- Il Parco Zaïmov (in bulgaro Парк „Заимов“?) pende il nome del generale Vladimir Zaïmov. Vi si trovano il rinomato laboratorio teatrale "Sfumato", il teatro "Sofia", numerosi campi sportivi, attrezzature per attività all'aria aperta e un'area giochi per bambini. È stata la prima area pubblica della capitale a offrire connessione internet wireless gratuita.[179]
- Il Giardino cittadino (in bulgaro Градска градина?, Gradska gradina) è il parco più antico della capitale e il primo parco pubblico di Sofia. È situato davanti l'ex Palazzo Reale e fu inaugurato nell'aprile del 1878.[180]
- La Doktorska gradina, ovvero il Giardino dei dottori (in bulgaro Докторска градина?, Doktorska gradina), si trova nei pressi della Biblioteca nazionale ed è intitolata al monumento ai medici e gli operatori sanitari caduti nella guerra di liberazione russo-turca del 1877-1878. La sistemazione del parco febbe inizio tra il 1889 e il 1891, a opera dell'architetto svizzero Daniel Neff, cui si unì successivamente l'austriaco Johann Kellerer. Nel parco si trova un lapidario. Ospita inoltre 13 specie di conifere e 52 di latifoglie, oltre 30 tipi di arbusti, circa 20 tipi di piante perenni e molti fiori estivi.[181]

- La fontana nel parco Zaïmov
- la fontana davanti al Teatro nazionale nel Giardino cittadino
- il Monumento ai dottori, opera del 1882-1884 del ceco Anton Josif Tomaček

Il Parco naturale Vitoša (in bulgaro Природен парк „Витоша“?) è il primo parco naturale istituito in Bulgaria (1934) e il più antico parco nazionale dei Balcani. Comprende gran parte del monte Vitoša e copre un'area di 266 km2, circa la metà della quale ricade nel territorio del comune di Sofia. Il monte Vitoša è una destinazione molto popolare per l’escursionismo, grazie alla sua vicinanza alla capitale e alla facile accessibilità sia in auto che con i mezzi pubblici. Due funivie attive tutto l’anno collegano la periferia della città con la montagna. Durante l’inverno Vitoša offre condizioni favorevoli per lo sci; tuttavia, gran parte delle infrastrutture sciistiche è andata in rovina, e oggi è attiva solo una seggiovia e una pista da sci. All’interno del parco si trova la riserva naturale Bistriško branište, creata contestualmente al parco e successivamente riconosciuta come riserva della biosfera: fa parte della rete delle 16 riserve della biosfera in Bulgaria. Più tardi è stata istituita anche una seconda riserva all’interno del parco: Torfeno branište. Altri punti principali sono le diverse vette, fra cui quella più alta di Černi vrǎh (2290 m); le diverse località, fra cui Zlatnite mostove (I Ponto d'oro), la più grande fiumara di pietra del parco, Kopitoto (lo Zoccolo), vetta dalla forma caratteristica visibile da quasi tutta Sofia, che ospita anche l’omonima torre televisiva, il prato di Aleko dedicato allo scrittore bulgaro Aleko Konstantinov; i siti naturalistici, quali le Cascate di Aleko/le Cascate di Dragalevci, le Cascate di Bojana, le più grandi del parco, il lago artificiale di Bojana, la risorgiva Živata voda; i punti di interesse storico-culturale, quali la chiesa di Bojana (patrimonio dell'umanità) e il Monastero di Dragalevci, fondato nel 1345.
- il Monastero di Dragalevci
- gli affreschi nella chiesa di Bojana
- la vetta di Černi vrǎh (2290 m)
- le cascate di Bojana
- le cascate di Aleko
- la torre televisiva del Kopitoto
- Zlatnite mostove
- il busto di Javorov sul omonimo prato
- il lago di Bojana

Lo Zoo di Sofia ospita un totale di 1.899 esemplari appartenenti a 281 specie animali. Fu fondato nel 1888 dal principe Ferdinando I su una piccola area nel centro dell'attuale Sofia. Nel 1984 è stato trasferito e da allora si trova nel quartiere di Vitoša, a 15 minuti di auto dal centro città. Occupa una superficie di 360 acri ed è  facilmente raggiungibile con i mezzi pubblici da tutte le zone della capitale. È lo zoo più antico e più grande dell'intera Penisola balcanica. Fin dalla sua fondazione è stato molto popolare in tutto il mondo per l'allevamento di animali rari e pregiati. Vi lavorano scienziati e specialisti altamente qualificati, che si prendono cura quotidianamente degli animali. Lo Zoo di Sofia è una delle attrazioni più famose della città e fa parte dei “Cento siti turistici nazionali” dell’Unione Turistica Bulgara. Ospita numerosi animali esotici, ma anche molte specie xaratteristiche delle terre bulgare. Vi si trovano 237 specie diverse, tra cui 29 in via di estinzione, e il numero totale di animali supera i 2.150 esemplari. Le visite annuali variano tra le 550.000 e le 800.000 persone, con un numero in costante crescita. Nel 1997 è stato fondato presso lo zoo il Centro di ricerca ecologica, che ha dato un importante contributo alla protezione delle specie minacciate e alla conservazione della biodiversità, partecipando a programmi internazionali di riproduzione cooperativa di animali rari e in pericolo, tra cui rapaci diurni e notturni, il leopardo persiano, la tigre dell'Amur, la lince eurasiatica, l'Adax antilope e altri. Negli ultimi anni, una delle missioni principali dello Zoo di Sofia è promuovere l’educazione ambientale e la consapevolezza ecologica tra i cittadini. È inoltre attivamente impegnato in attività di ricerca applicata. A causa delle difficoltà economiche e finanziarie, nel 1995 è stato avviato un programma di adozione degli animali, ispirato agli zoo britannici. Tale programma, tuttora attivo, ha lo scopo di raccogliere fondi per sostenere l’allevamento degli animali ospitati. Ogni anno viene celebrata la Giornata degli Adottanti, in coincidenza con il Giorno di Lazzaro: una festa con sorprese per i bambini e la consegna di passaporti simbolici ai nuovi adottanti..

## Cultura e istruzione

### Organizzazioni
Sofia è il centro della cultura bulgara e ospita prestigiose istituzioni culturali straniere come l'Istituto italiano di cultura, il Goethe-Institut, l'Istituto Cervantes, l'Institut de France, il British Council e il Centro Culturale e d'Informazione russo. Questi enti organizzano regolarmente eventi per promuovere artisti dei rispettivi Paesi e offrono corsi di lingua aperti al pubblico.

### Teatri e teatri lirici
Il Teatro Nazionale 'Ivan Vazov' è il più antico teatro della capitale. La costruzione dell'edificio risale al 1904, su progetto degli architetti viennesi Ferdinand Fellner e Hermann Helmer. L'elaborata decorazione del soffitto e delle pareti dell'auditorium, che può ospitare 848 spettatori, fu affidata al fcelebre artista viennese Rudolf Fuchs. La prima rappresentazione teatrale ebbe luogo il 3 gennaio 1907. Nel 1923 un incendio distrusse gran parte dell'edificio, rendendo necessaria una graduale ricostruzione negli anni successivi. I bombardamenti del 1944 danneggiarono gravamente l'ala meridionale. L'ultima fase di restauro e ammodernamento risale agli anni '70. 
Il teatro 'Sắlza i smjah' ("Lacrima e risata") è uno dei più antichi della capitale. La compagnia teatrale fu fondata nel 1882 e rappresentò uno degli iniziatori della creazione del Teatro Nazionale. Dalla sua nascita ad oggi, sul suo palcoscenico sono state messe in scena centinaia di opere teatrali di classici bulgari e internazionali. Numerosi registi e attori leggendari del teatro bulgaro hanno mosso qui i primi passi della loro carriera artistica.
Altri teatri di rilievo sono il Teatro 199, il Teatro dell'Esercito Bulgaro, il Teatro Statale Satirico 'Aleko Konstantinov', il Piccolo Teatro Civile 'Zad kanala', il Teatro 'Vằzraẑdane', il Teatro 'Sofia', il Laboratorio teatrale 'Sfumato', il Teatro delle marionette di Sofia.
Nella capitale ha sede anche l’Accademia Nazionale di Arti Teatrali e Cinematografiche “Krăstjo Sarafov”, la più prestigiosa istituzione accademica per la formazione di attori, registi e professionisti del cinema e del teatro in Bulgaria.
Il Teatro Nazionale dell'Opera e del Balletto divenne proprietà statale nel 1922. Il repertorio operistico è dominato da opere classiche di compositori russi, bulgari e italiani. L’edificio fu progettato nel 1921 dall’architetto bulgaro Lazar Paraškevanov, ma la costruzione ebbe inizio solo nel 1947 e fu completata nel 1953.

### Cinema
"Nu Bojana Film Studios" è una compagnia cinematografica con sede a Sofia. È il successore legale dello Studio cinematografico "Bojana" e di "Bojana Film". La sua attività principale è la produzione di film, video e altre opere audiovisive, nonché di tutte le produzioni e i servizi correlati. Negli ultimi 16 anni ha realizzato oltre 400 film e serie TV internazionali, tra cui: "The Way Back", "Attacco al potere - Olympus Has Fallen", "Conan the Barbarian", "Black Dahlia", "Come ti ammazzo il bodyguard",  "Come ti ammazzo il bodyguard 2", "Rambo: Last Blood", "Sulle ali della musica", "Escobar - Il fascino del male", "Mechanic: Resurrection", "Automata", "Undisputed 4 - Il ritorno di Boyka", "In the Name of the King 3 - L'ultima missione", "Undergound", "Survivor", "Command Performance", "I Spit on Your Grave 2", "300 - L'alba di un impero", "Day of the Dead, Hero Wanted, la serie di film "I mercenari", la serie televisiva "Plebs" e molti altri, inclusi i film italiani "The Land of Dreams", "American Night", e le serie televisive "La vita promessa" e "Rodolfo Valentino - La leggenda". Fino al 1989 Bojana Film è stata la più grande casa di produzione cinematografica della Penisola balcanica, realizzando ogni anno circa 20 lungometraggi, 25 programmi televisivi e 50 film d’animazione.
Il 4 dicembre 1908 fu inaugurato a Sofia il primo cinema della Bulgaria - e il secondo in Europa: il Teatro moderno (Модерен театър) in corso Maria Luisa Nel 2024 sono sopravvissuti solo pochi dei vecchi saloni cinematografici: il cinema Vlajkova, il più antico del Paese ancora in funzione e mai adibito ad altro uso dalla sua apertura nel 1926, e il cinema Odeon, fondato nel 1961 e dotato di una propria sala dal 1973. Negli ultimi anni a Sofia sono stati inaugurati diversi cinema multisala, come l'Arena (2000), il Cinema City (2006), il quale ha lo schermo IMAX più grande del Paese, e il Cine Grand (2014).

### Musei e gallerie d'arte
La capitale bulgara ospita numerosi musei e gallerie d'arte, molti dei quali fanno parte dell'elenco dei cento siti turistici nazionali. (in corsivo sono indicati i musei che ne fanno parte).
- il Museo Nazionale di Storia (in bulgaro Национален исторически музей (НИМ)?): situato in via Vitoško lale 16, nel quartiere di Bojana, è il museo più grande del Paese. Le sue collezioni, dedicate alla storia, all'etnografia e all'archeologia della Bulgaria dall'antichità ai giorni nostri, comprendono oltre 650.000 artefatti.[192]
  - il Museo nazionale della chiesa di Bojana (in bulgaro Национален музей „Боянска църква“?): chiesa medievale bulgara, situata nel quartiere di Bojana, ai piedi del monte Vitoša e uno dei simboli culturali della Bulgaria. Dal 1979 fa parte del Patrimonio dell'umanità dell'UNESCO e dal 2003 è una filiale del Museo Nazionale di Storia.
- il Museo Nazionale di Archeologia (in bulgaro Национален археологически музей?): situato in via Sǎborna 2, conserva una delle collezioni archeologiche più ricche della Penisola balcanica. È gestito dall'Accademia bulgara delle Scienze e possiede la più vasta collezione numismatica del Paese con oltre 300.000 monete.
- il Museo Etnografico Nazionale (in bulgaro Национален етнографски музей (НЕМ)?): situato nell'ex Palazzo reale, conserva oggetti legati al lavoro domestico e all'arredamento, all'agricoltura e all'allevamento, tappeti e tessuti grezzi, sculture in legno e ferro battuto, manufatti in rame, ornamenti, costumi e accessori rituali, abiti tradizionali, ricami e piccoli tessuti.
- la Galleria nazionale (in bulgaro Национална галерия?): è il più grande museo d'arte della Bulgaria e custodisce oltre 50.000 opere d'arte - dipinti, sculture e grafica di importanti artisti bulgari, di cui sono esposti oltre 3.000 opere - oltre a icone, frammenti murali, stampe, manoscritti e artefatti liturgici. Include:

- - l'ex Palazzo Reale, sede di mostre temporanee;
  - Kvadrat 500 (in bulgaro Квадрат 500?), ex Galleria Nazionale di Arte Straniera: situato in piazza Alexandr Nevskij e in via 19 fevruari 1, conserva circa 1.700 opere di artisti bulgari e stranieri, tra cui arte bulgara della metà del XIX e del XX secolo, arte europea dal XV al XX secolo, e manufatti provenienti dall'Asia, Africa e America.
  - il Museo di storia christiana (in bulgaro Музей за християнско изкуство?): situato nella cripta della Cattedrale di Aleksandr Nevskij, espone le opere dell'arte cristiana nelle terre bulgare dal IV al XIX secolo e possiede una delle collezioni di icone più ricche al mondo.

- - il Museo dell'arte socialista (in bulgaro Музей на изкуството от периода на социализма?): situato in via Lăčezar Stančev 7, conserva opere prodotte durante il regime comunista in Bulgaria (1944-1989).

- - l'Arsenale di Sofia - Museo di arte contemporanea (in bulgaro Софийски арсенал – Музей за съвременно изкуство (САМСИ)?): situato in corso Černi vrăh 2, è un museo d'arte contemporanea.
  - Le case museo dеi personaggi illustri della storia dell'arte e della cultura bulgara della prima metà del XX secolo ospitano le sculture di Ivan Lazarov e Andrej Nikolov e i dipinti di Nikola Tanev e Vera Nedkova, esposti all'interno delle loro abitazioni dove furono concepite e realizzate alcune delle loro opere: 
    - la Casa museo di Vera Nedkova (in bulgaro Къща музей „Вера Недкова”?), in via 11 avgust 2.
    - la Casa museo di Nikola Tanev (in bulgaro Къща-музей „Никола Танев“?), in corso Evlogi e Hristo Georgievi 89.
    - la Casa museo di Ivan Lazarov (in bulgaro Къща-музей „Иван Лазаров“?), in corso Vasil Levski 56.
    - la Casa museo di Andrej Nikolov (in bulgaro Къща-музей „Андрей Николов“?), in via Ljuben Karavelov 15.

- il Museo di storia regionale di Sofia è un complesso museale che comprende:
  - il Museo di storia regionale - Sofia (in bulgaro Регионален исторически музей –  София?) che è l'edificio centrale del museo; è situato in corso Banski 1, all’interno dell’edificio delle ex Terme minerali centrali. La mostra permanente si articola in otto sale tematiche che coprono un arco temporale di oltre 8.000 anni, dal Neolitico agli anni '40 del XX secolo. Le sezioni principali sono: ",L'eredità dell'antichità", "La fortezza", "Il legame dinastico con l'Europa occidentale", "Il gabinetto del palazzo", "Le strade di Sofia", "Le istituzioni statali e municipali", "La casa e l'abbigliamento dei sofiani", "La vita culturale e di intrattenimento". L’esposizione pone particolare attenzione ai momenti più significativi della storia della città.

- - il Piano archeologico della basilica di Santa Sofia (Археологическо ниво на базиликата „Света София“) situato in via Pariž 2, comprende decine di corredi funerari risalenti al periodo III-V secolo, appartenenti alla necropoli orientale dell'antica città di Serdica, su un'area di 605 m2. Vi sono esposti diversi esempi di architettura sepolcrale tipicia dell'antichità: una tomba in mattoni con copertura in pietra piatta, una tomba in mattoni con volta semicilindrica, una tomba di tipo familiare, una tomba cistica, un sarcofago, oltre alle fondazioni di tre precedenti chiese.
  - I resti archeologici nell'area cirsostante la Rotonda di San Giorgio.

- - l'Antico complesso culturale e comunicativo di Serdica (Античен културно-комуникационен комплекс „Сердика“) si trova sotto piazza Nezavisimost (area del Largo) e conserva i resti di una delle due strade principali dell'antica Serdica, il decumanus maximus, che collegava le porte orientale e occidentale della città. Una seconda parte sotto il corso Knjaginja Maria Luisa,  nei pressi della stazione metropolitana di Serdica, dove, su un'area di 6.000 m2, sono visibili tratti di sei strade, i resti di due basiliche paleocristiane, terme e cinque edifici con funzioni residenziali e produttivo-commerciali. Caratteristica particolare del sito è il mosaico Felix, conservato integralmente in uno degli edifici. Di particolare rilievo sono anche i resti della Basilica episcopale di Protogene, uno dei primi templi cristiani della regione, dove probabilmente si tenne il Concilio di Sardica del 343, nonché la residenza dell'arcivescovo Leonzio, risalente alla fine del VI secolo.
  - La Porta occidentale del Parco archeologico di Serdica, siituata in via Knjaz Boris I 146.
  - La torre circolare dell'angolo nord-orientale del sistema di fortificazione di Serdica (Североизточна ъглова кула), situata in via Iskǎr 4.
  - La torre triangolare di Serdica (Триъгълна кула на Сердика), situata in corso Knjaginja Maria Luisa 16.

- - L'Esposizione della riconciliazione nazionale (Експозиция за национално помирение), situata in corso Bulgaria 1. ll poligono di tiro si trova in un parco dietro l'Hotel Hilton. L'edificio fu costruito nel 1932 e utilizzato per l'addestramento militare al tiro. Lì era ospitato anche il presidio degli arresti. Nel periodo 1941-1944 vi furono eseguite 55 condanne a morte ai sensi della Legge sulla protezione dello Stato. Tra le vittime fu il poeta Nikola Vapcarov. Nel 1958 fu proclamato monumento culturale di importanza nazionale.
  - La tomba del principe Alessandro I Battemberg (in bulgaro Гробница на княз Александър I Батемберг?), in corso Vasil Levski 81, fu costruita per il primo principe bulgaro dopo la Liberazione, che rimase sul trono dal 1879 fino alla sua abdicazione nel 1886.
  - le Terme minerali di Ovča kupel (in bulgaro Минерална баня „Овча купел“?) furono costruite tra il 1925 e il 1928. L'edificio è un capolavoro del modernismo, opera dell'architetto bulgaro Georgi Ovčarov. Dopo il completamento della costruzione nel 1933, vicino allo stabilimento balneare e alla sorgente minerale fu costruito un complesso sanitario.
  - il Complesso archeologico ''Mausoleo tardoantico di Losenec'' è un parco che conserva le ruine di un mausoleo tardoantico, che funzionò dall'ultimo quarto del IV alla metà del V secolo, con tre sarcofagi in pietra al suo interno. L'edificio faceva probabilmente parte di una residenza suburbana appartenente a un cittadino di alto rango della città di Serdica. Sul sito si trovano pannelli espositivi che forniscono informazioni sul mausoleo, sulla storia della sua scoperta, sui reperti e sulle altre strutture ritrovate durante gli scavi. Il complesso ospita anche un centro informazioni e un angolo educativo per bambini, dove i visitatori possono approfondire la conoscenza delle attività del museo e delle mostre in corso. È inoltre presente un parco giochi all’aperto.

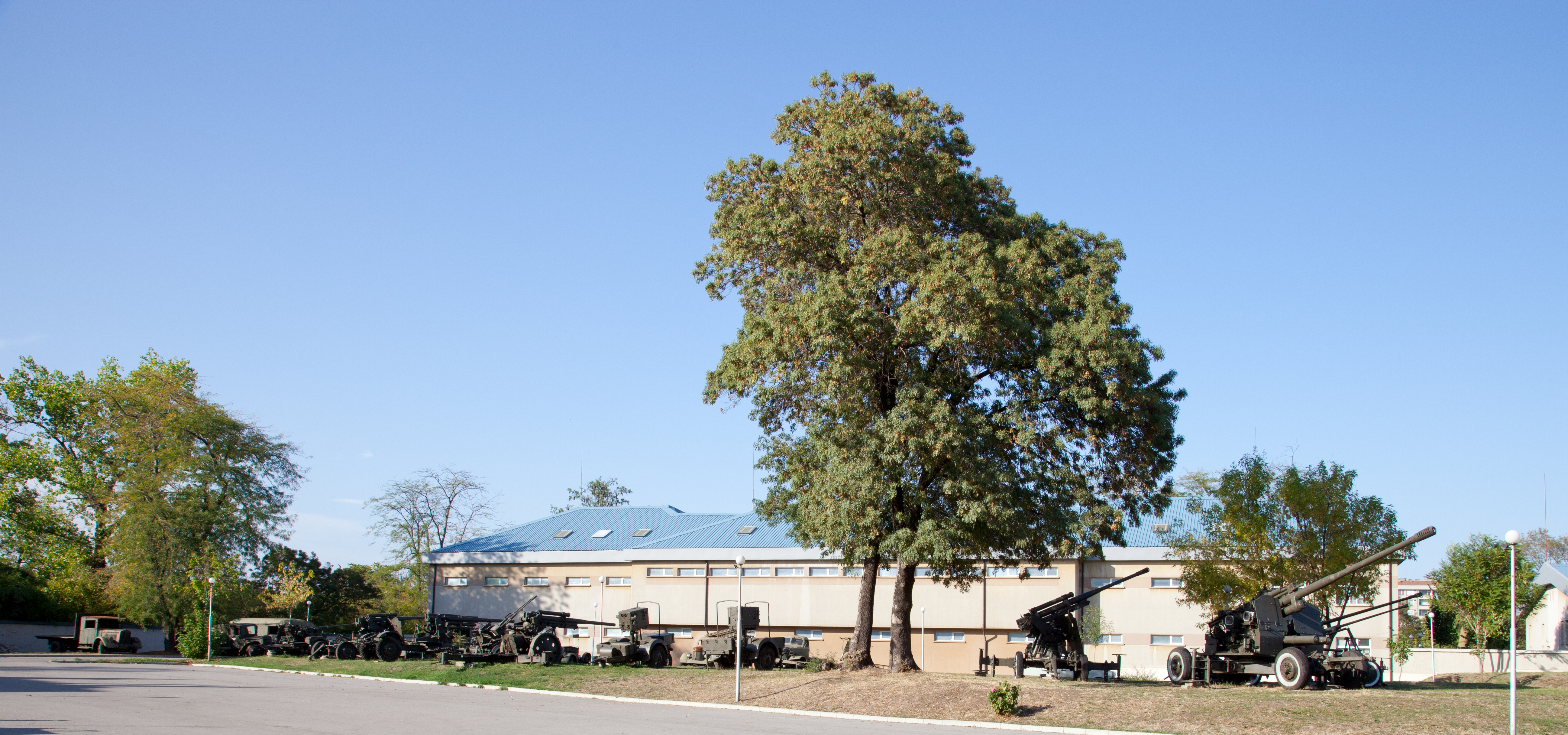
il Museo nazionale di storia militare

- Il Museo Nazionale di Storia Militare (in bulgaro Национален военноисторически музей (НВИМ)?), situato in via Čerkovna 92, è un museo statale, che dalla sua creazione ad oggi è sempre stato una struttura del Ministero della Difesa. Ricerca, preserva, elabora scientificamente e promuove i valori culturali legati alla storia militare nazionale ed europea. il Museo nazionale di storia naturale

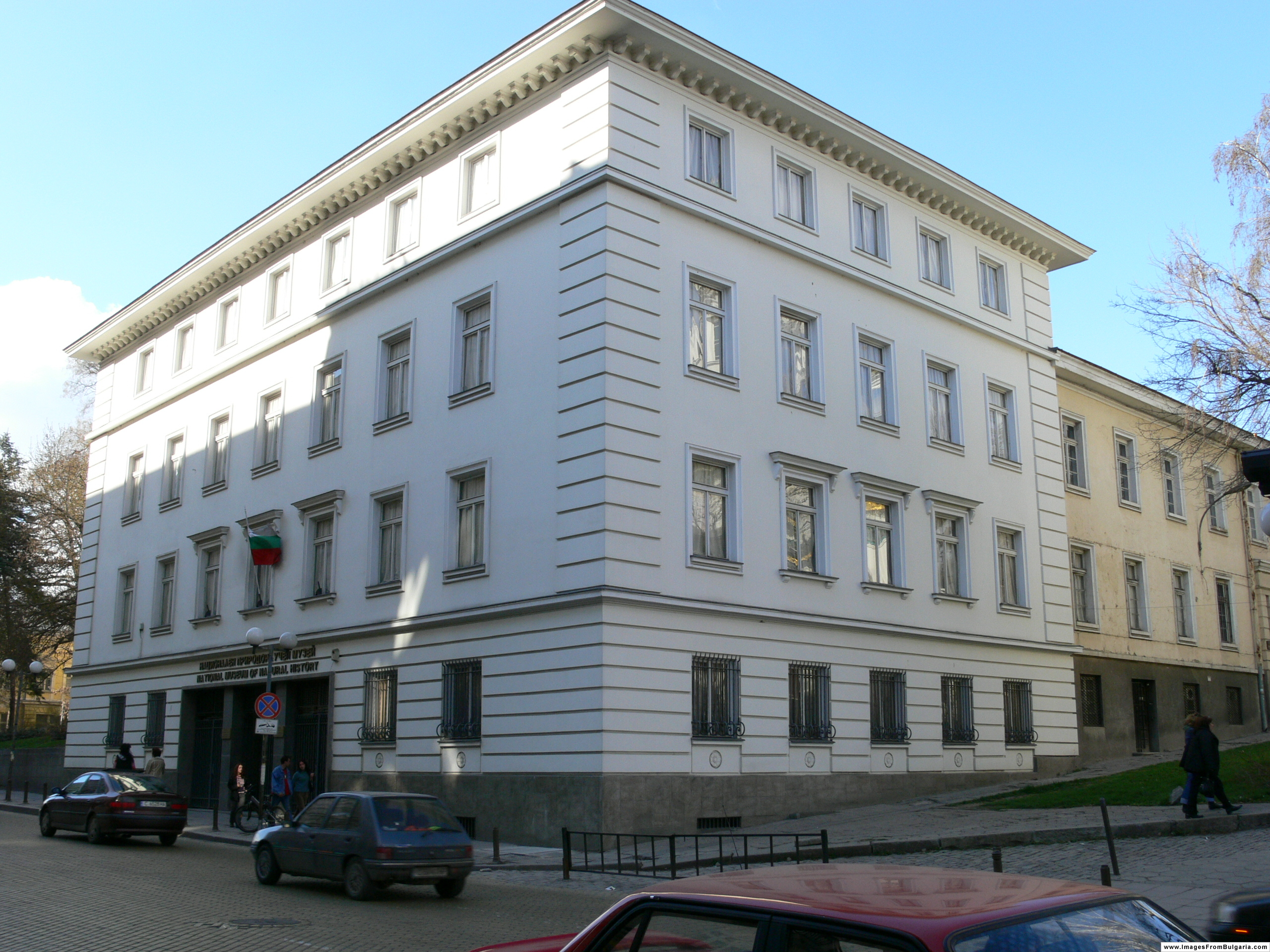
il Museo nazionale di storia naturale

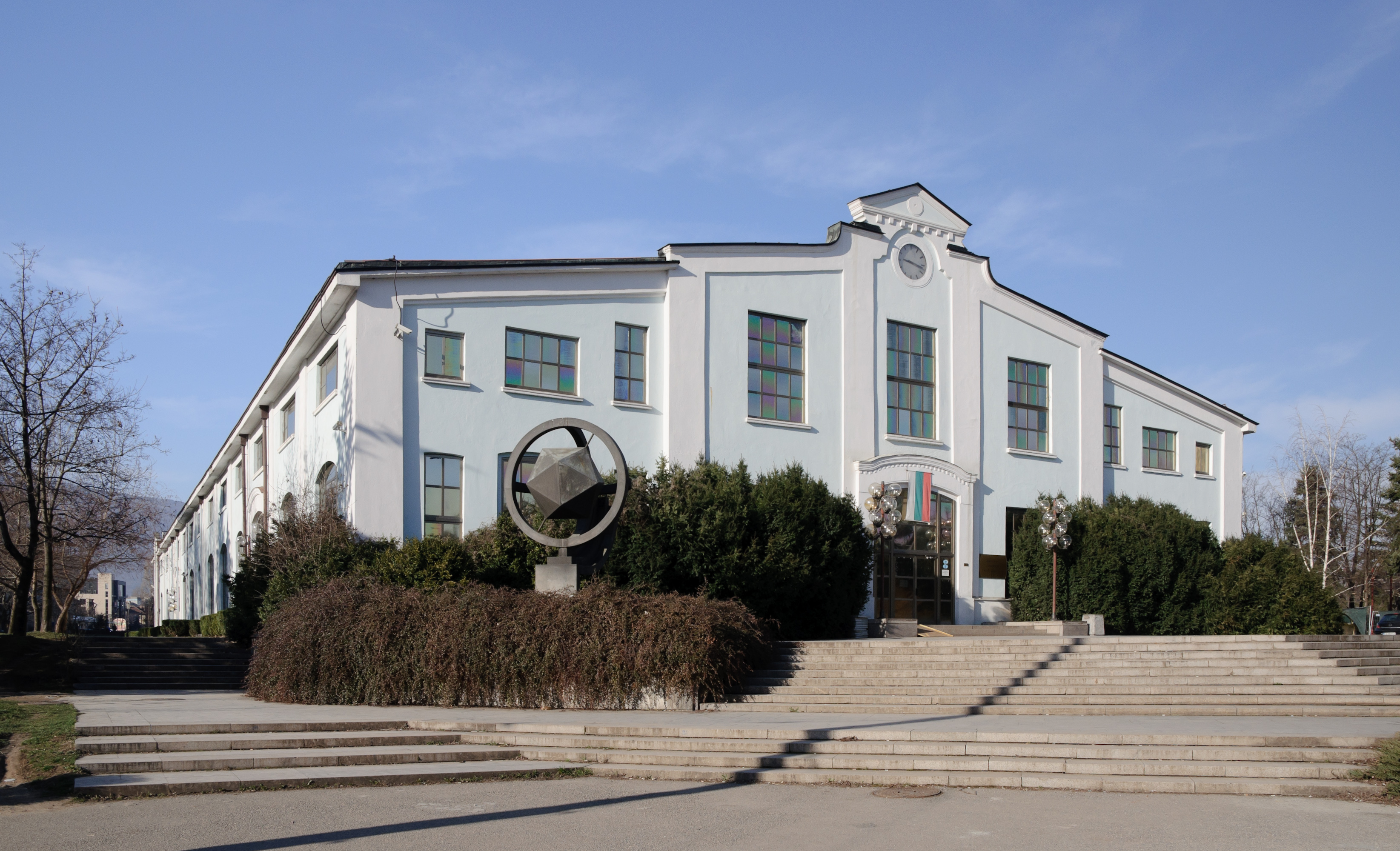
il Museo nazionale La terra e gli uomini

- Il Museo Nazionale La terra e gli Uomini (in bulgaro Национален музей „Земята и хората“?), situato in corso Černi vrǎh 4, è un museo mineralogico. Al gennaio 2016 custodisce oltre 37.000 artefatti.
- Il Museo Nazionale di Storia Naturale (in bulgaro Национален природонаучен музей при БАН?), situato in corso Zar Osvoboditel 1, è il più ricco museo di storia naturale della Penisola balcanica. Ha oltre 1 milione di animali imbalsamati, piante e minerali.
- Il Museo della storia dell'educazione fisica e dello sport presso lo Stadio nazionale Vasil Levski (in bulgaro Музей на историята на физическата култура и спорта в Нац. стадион „В. Левски“?), situato in corso Evlogi Georgiev 38, presenta la storia dello sport bulgaro e l'eccellenza degli atleti bulgari.

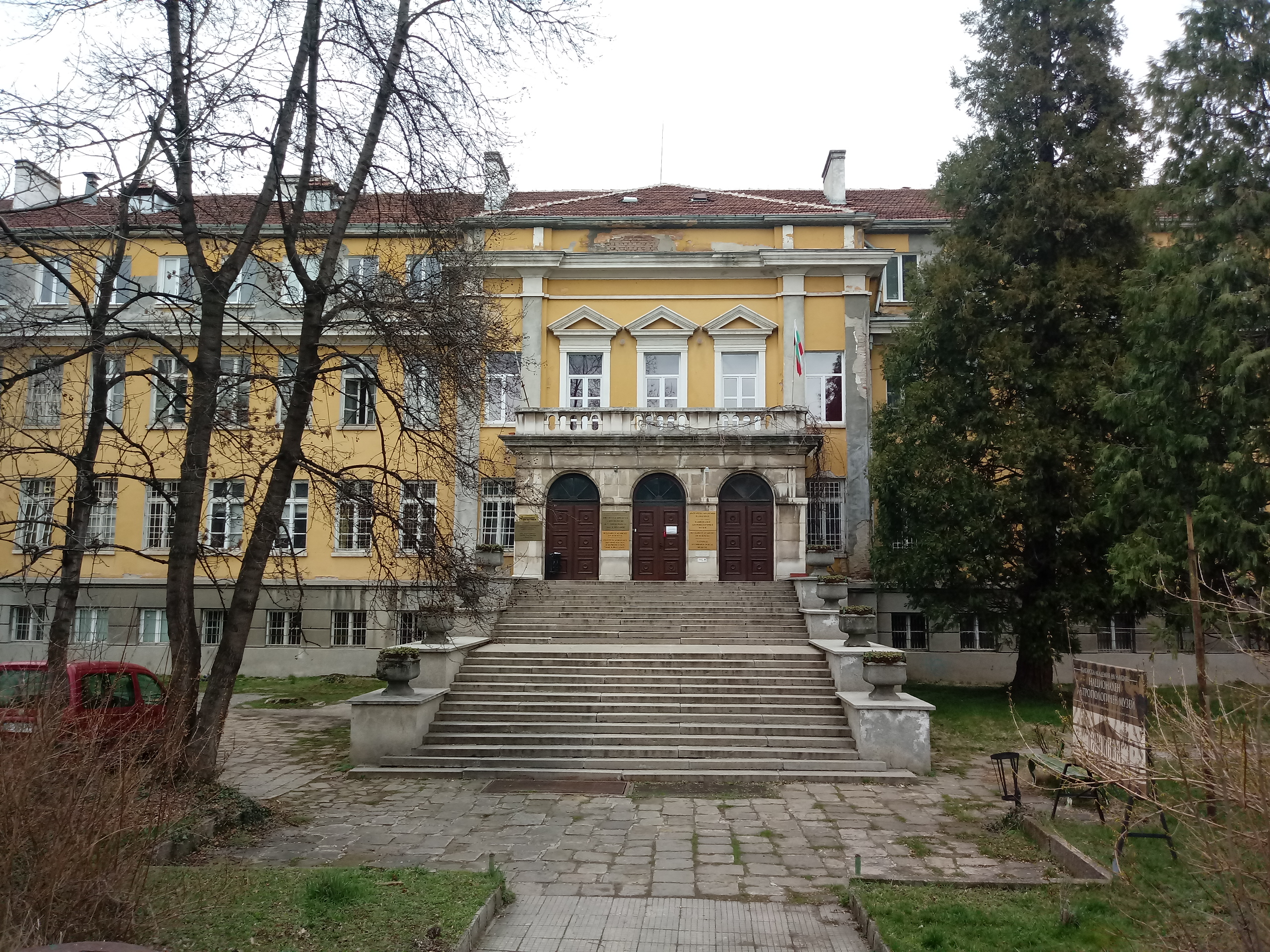
il Museo nazionale di antropologia

- Il Museo nazionale di antropologia (in bulgaro Национален антропологически музей?), situato in corso Tsarigradsko šosse 73, espone numerose ricostruzioni facciali restaurate di individui vissuti nelle terre bulgare in diverse epoche storiche. Il museo ospita anche di un ossario nazionale, n cu sono raccolti e conservati materiali antropologici rinvenuti durante scavi archeologici in tutto il Paese.
- Il Museo Politecnico Nazionale (in bulgaro Национален политехнически музей (НПТМ)?), situato in via Opălčenska 66, conserva oltre 22.000 artefatti, suddivisi in collezioni: misurazione del tempo, trasporti, attrezzature fotografiche e cinematografiche, ottica, registrazione e riproduzione del suono, radio e televisione, apparecchiature informatiche, meccanismi musicali, strumenti geodetici, apparecchi di misurazione, elettrodomestici, macchine da cucire, macchine da scrivere, dispositivi fisici, apparecchiature di comunicazione.

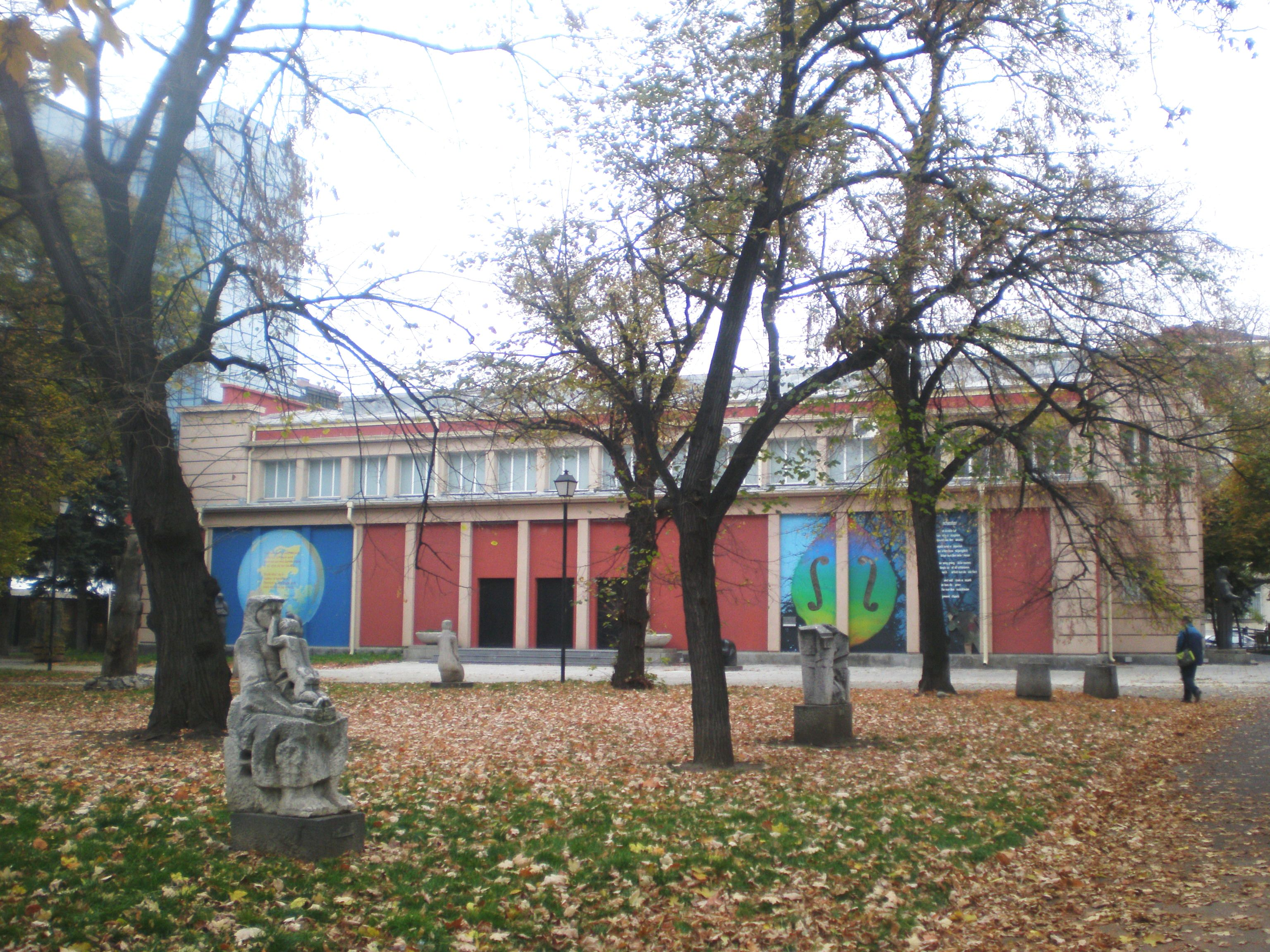
la Galleria civile d'arte di Sofia

- la Galleria civica d'arte di Sofia (in bulgaro Софийска градска художествена галерия?), situata in via Gurko 1, fu fondata il 22 ottobre 1928. La prima mostra d'arte permanente in Bulgaria si tenne qui nel 1941 e, sette anni dopo, parte del suo fondo fu trasferito alla Galleria d'arte Nazionale. La galleria fu istituita come ente indipendente nel 1952. Attualmente il suo patrimonio include circa 3.500 dipinti, 800 sculture e 2.800 opere grafiche e disegni.
- Il Museo delle illusioni (in bulgaro Музей на илюзиите?) si trova in corso Knjaginja Maria Luisa 16.
- Il Museo Nazionale di Agricoltura (in bulgaro Национален земеделски музей?) è situato in via Suhodolska 30.
- Il Museo Nazionale di Storia e di Archeologia della Chiesa (in bulgaro Национален църковен историко-археологически музей (НЦИАМ)?) si trova presso il Patriarcato bulgaro, in piazza Sveta Nedelja 19.
- il Museo del Ministero degli Interni (in bulgaro Музей на МВР?) è situato in corso Lavele 30.
- il Museo della storia della fisica in Bulgaria (in bulgaro Музей по история на физиката в България?) si trova in corso Tsarigradsko šosse 73.
- il Museo di Mineralogia, Petrologia e Minerali (in bulgaro Музей по Минералогия, петрология и полезни изкопаеми?) presso l'Università di Sofia, Ala Sud, piano 5.
- il Museo di Paleontologia e Geologia Storica (in bulgaro Музей по палеонтология и исторична геология?) presso l'Università di Sofia, Ala Nord, piano 5.
- la Casa museo di Pančo Vladigerov, in via Jakubica 10.
- Il Museo Letterario Nazionale (Национален литературен музей) è un istituto culturale e scientifico statale sotto l'egida del Ministero della Cultura, , incaricato di conservare e valorizzare il patrimonio letterario della Bulgaria. All’interno della sua struttura si trovano diverse case museo dedicate ai grandi autori bulgari: 
  - Casa museo di Petko e Penčo Slavejkovi, in corso G. Rakovski 138.
  - Casa museo di Ivan Vazov, in via Ivan Vazov 10.
  - Casa museo di Pejo Javorov, in via G. Rakovski 136.
  - Casa museo di Hristo Smirnenski, in via Ovče Pole 116.
  - Casa museo di Nikola Vapcarov, in via Angel Kănčev 37.
  - Casa museo di Dimităr Dimov, in via Krǎstjo Sarafov, 26.

### Sale da concerto
La capitale dispone di numerose arene e sale polivalenti, sedi di eventi sportivi, congressi e concerti di artisti bulgari e internazionali:
- la Sala Bulgaria (Зала „България“) è un monumento nazionale costruito tra il 1935 e il 1937. È una sala multifunzionale che comprende un hotel e due sale da concerto: la Sala Grande e la Sala da Camera. Dal 2007 ospita regolarmente l'Orchestra Filarmonica di Sofia e l'Orchestra della "Radio FM Classica". Durante la seconda guerra mondiale, durante il bombardamento anglo-americano del 24 maggio 1944, la sala fu distrutta insieme all'organo e a due pianoforti a coda.
- il Palazzo Nazionale della Cultura (NDK), inaugurato nel 1981, è il più grande centro congressi dei Balcani. Si estende su un'area di 18.300 m2 ed è il complesso multifunzionale più grande dell’Europa sud-orientale. La Sala 1 ha ospitato numerosi concerti di musicisti internazionali e bulgari come Le Mystère des Voix Bulgares, Lisa Gerrard, Mark Knopfler, Joe Cocker, Paco de Lucia, Al Bano e Romina Power, Sting, Montserrat Caballé, Uriah Heep, Jose Careras, Ghena Dimitrova, Andrea Bocelli, Nicolaj Ghiaurov, e molti altri.
- Arena Armeec (Арена „Армеец“), inaugurata nel 2011, è una moderna arena multifunzione che può ospitare oltre 25 discipline sportive, tra cui pallacanestro, ginnastica ritmica, ginnastica artistica, sport da combattimento, tennis, pallavolo, pallamano e danza sportiva. Ha ospitato numerise manifestazioni internazionali sportive, come anche concerti e spettacoli, fra cui il Junior Eurovision Song Contest 2015.
- l'Asics Arena (Асикс Арена), ex Sala Festivalna, costruita nel 1968. Oltre ad eventi e attività sportive è anche un centro culturale che ospita mostre d'arte, fiere, presentazioni, concerti e spettacoli.
- la Sala Hristo Botev (Зала „Христо Ботев“) è uno dei centri più attivi della vita sportiva e culturale della città. Qui si svolgono ogni anno numerose competizioni sportive, tornei e campionati di rilevanza regionale, nazionale ed internazionale. Inoltre, la sala ha ospitato numerosi concerti internazionali tra cui Iron Maiden (1995), U.D.O. – „Thunderball World Tour 2004, W.A.S.P. (2004), Faites Warning (2005), Apocalyptica (2006), Ministry – „C U LaTouR“ (2008), Lorde (2009), W.A.S.P. – „Beast of Babylon Tour 2009“, Scooter – Under the radar over the top tour 2010, Kreator, Morbid Angel, Nile & Fueled By Fire (2012).
- la Sala Universiada (Зала „Универсиада“), costruita per ospitare i Giorchi mondiali universitari nel 1961, è stata la prima grande sala polivalente coperta in Bulgaria. Qui si svolgono incontri sportivi, concerti, cerimonie, congressi, mostre e altri eventi. Vi si sono tenuti i concerti di Nazareth (1993), Jon Anderson (2007), Mr. Big (2009), Ice Cube (2009), Bloodbound, Sabaton e Hammerfall (2009), Children Of Bodom, Ensiferum, Machinae Supremacy (2011), Sabaton, Eluveitie и Wisdom (2013).
- il Palazzo invernale dello sport (Зимен дворец на спорта) è uno dei palazzetti dello sport più grandi di Sofia. Costruito all'inizio degli anni '80, ospita regolarmente numerosi eventi sportivi, tra cui i Campionati europei di pattinaggio sul ghiaccio, i campionati di hockey su ghiaccio dei gruppi europei regionali, ecc. Negli ultimi anni la struttura è stata utilizzata per importanti eventi musicali, tra cui i concerti di Deep Purple, Whitesnake, Ronnie James Dio, Helloween, Faithless e altri.

### Istruzione e scienza
La maggior parte delle istituzioni d'istruzione bulgare è concentrata nella capitale.
Al 2024 a Sofia ci sono 96 scuole materne (di cui 93 private) e 261 scuole elementari, medie e superiori (di cui 68 private) sotto il controllo del Ministero dell'istruzione e delle scienze, come anche 7 scuole (tutte statali) sotto il controllo del Ministero della cultura. Fra le scuole secondarie di secondo grado quelle più famose sono:
- licei scientifici: il Liceo di matematica di Sofia (СМГ „Паисий Хилендарски“), fondato nel 1971, il Liceo scientifico-matematico nazionale (НПМГ „Академик Любомир Чакалов“), fondato nel 1968, la Scuola tecnologica "Sistemi elettronici" presso l'Università tecnologica di Sofia (ТУЕС към ТУ-София), fondata nel 1988;
- licei linguistici: il Primo liceo tedesco (91 НЕГ „Проф. Константин Гълъбов“), fondato nel 1960, il Secondo liceo tedesco (73 СУ  „Владислав Граматик“), fondato nel 1968, il Primo liceo inglese (114 АЕГ „Лиляна Димитрова“), fondato nel 1958, il Secondo liceo inglese (II АЕГ „Томас Джеферсън“), fondato nel 1991, il Liceo francese (9 ФЕГ „Алфонс дьо Ламартин“), fondato nel 1961, il Liceo spagnolo (164 ГПИЕ „Мигел де Сервантес“), fondato nel 1960, il Liceo italiano (НУКК), fondato nel 1976, il Colleggio americano a Sofia (American College of Sofia), fondato nel 1860 e riaperto nel 1992, il Liceo nazionale di lingue e culture antiche (НГДЕК „Св. Константин-Кирил Философ“), fondato nel 1977, la 32ª scuola media "San Clemente d'Ocrida" con studio intensivo di lingue straniere (32 СУИЧЕ „Св. Климент Охридски“), fondata nel 1896, la 22ª Scuola secondaria di lingue "G. S. Rakovski " (22 СУ „Георги Стойков Раковски“), fondata ne 1903;
- scuole professionali: la Scuola superiore nazionale commerciale e bancaria (НТБГ), fondata nel 1913, la Scuola superiore nazionale finanziaria e commerciale (НФСГ), fondata nel 1930, la Scuola superiore professionale di design "Elisaveta Vazova" (ПГ по дизайн "Елисавета Вазова"), fondata nel 1964;
- licei artistici: la Scuola nazionale di musica "Lyubomir Pipkov" (Националното музикално училище „Любомир Пипков“), fondata nel 1905, il Liceo nazionale delle belle arti (Национално училище за изящни изкуства „Илия Петров“), fondato nel 1951;
- misti: la 51а Scuola media "Elisaveta Bagriana" (51 СУ „Елисавета Багряна“), fondata nel 1961 (come scuola primaria) e nel 1991, la 7ª Scuola media "I Sette santi" (7. СУ "Св. Седмочисленици"), fondata nel 1879.

Al 2024 Sofia ospita 21 delle 52 università accreditate in Bulgaria, di cui 17 statali e 4 private:
- Università di Sofia "San Clemente di Ocrida" (СУ „Св. Климент Охридски“), statale, la più antica università bulgara; fondata nel 1888;
- Università di Medicina - Sofia (Медицински университет – София), statale, la più antica università di medicina in Bulgaria; fondata nel 1917;
- Università Tecnica - Sofia (Технически университет – София), statale, la più grande università tecnica della Bulgaria; fondata nel 1945;
- Nuova Università Bulgara (Нов български университет), la prima università privata in Bulgaria; fondata nel 1991;
- Università di Economia Nazionale e Mondiale (УНСС), statale, fondata nel 1920, la più grande e antica università di Economia in Bulgaria e nell'Penisola balcanica;
- Università di Architettura, Costruzioni e Geodesia (УАСГ), statale, fondata nel 1942, la più grande università tecnica nel campo dell'edilizia in Bulgaria;
- Accademia Nazionale delle Arti Teatrali e Cinematografiche "Krǎstjo Sarafov" (НАТФИЗ „Кръстьо Сарафов“), statale; fondata nel 1948;
- Accademia Nazionale delle Belle Arti (Национална художествена академия, НХА), statale; fondata nel 1896. La più antica università bulgara per la formazione di artisti professionisti nel campo delle belle arti e delle arti applicate;
- Colleggio teatrale "Ljuben Greus" (Театрален колеж „Любен Гройс“), privato, fondato nel 1991;
- Accademia Nazionale di Musica "Prof. Pančo Vladigerov" (НМА „Проф. Панчо Владигеров“), statale, fondata nel 1921;
- Università forestale (Лесотехнически университет), statale; fondata nel 1953. l'unica università in Bulgaria che forma specialisti in silvicoltura, tecnologia del legno e produzione di mobili, progettazione ingegneristica di mobili e architettura del paesaggio;
- Università delle Miniere e della Geologia "St. Ivan Rilski" (МГУ „Св. Иван Рилски“), statale, fondata nel 1953. Prepara ingegneri nelle specialità geologiche, minerarie, informatiche ed elettromeccaniche;
- Università di Tecnologia Chimica e Metallurgica (ХТМУ), statale, fondata nel 1953;
- Università di biblioteconomia e tecnologie dell'informazione (Уни БИТ), statale, fondata nel 1950;
- Colleggio di management, commercio e marketing (Колеж по мениджмънт, търговия и маркетинг), detto anche Colleggio danese (Датски колеж), privato; fondato nel 1993;
- Scuola di studi superiore dei trasporti "Todor Kableškov" (ВТУ „Тодор Каблешков“), statale; fondata nel 1922;
- Scuola di studi superiore di assicurazioni e finanza (Висше училище по застраховане и финанси), privata; fondata nel 2002;
- Scuola di studi superiore di telecomunicazioni e poste (Висше училище по телекомуникации и пощи), statale; fondata nel 1923;
- Scuola di studi superiore di costruzione "Ljuben Karavelov" di Sofia (ВСУ „Любен Каравелов“), statale; fondata nel 1938 per le esigenze delle ex Forze di costruzione;
- Accademia militare "G. S. Rakovski" (Военна академия „Георги Стойков Раковски“), statale, la prima scuola militare superiore in Bulgaria; fondata nel 1912;
- Accademia del Ministero degli Interni (Академия на МВР), statale; fondata nel 1925 per la formazione dei dipendenti pubblici per le esigenze del Ministero;
- Accademia nazionale dello sport "Vasil Levski" (НСА „Васил Левски“), statale, fondata nel 1942.

A Sofia inoltre si trovano:

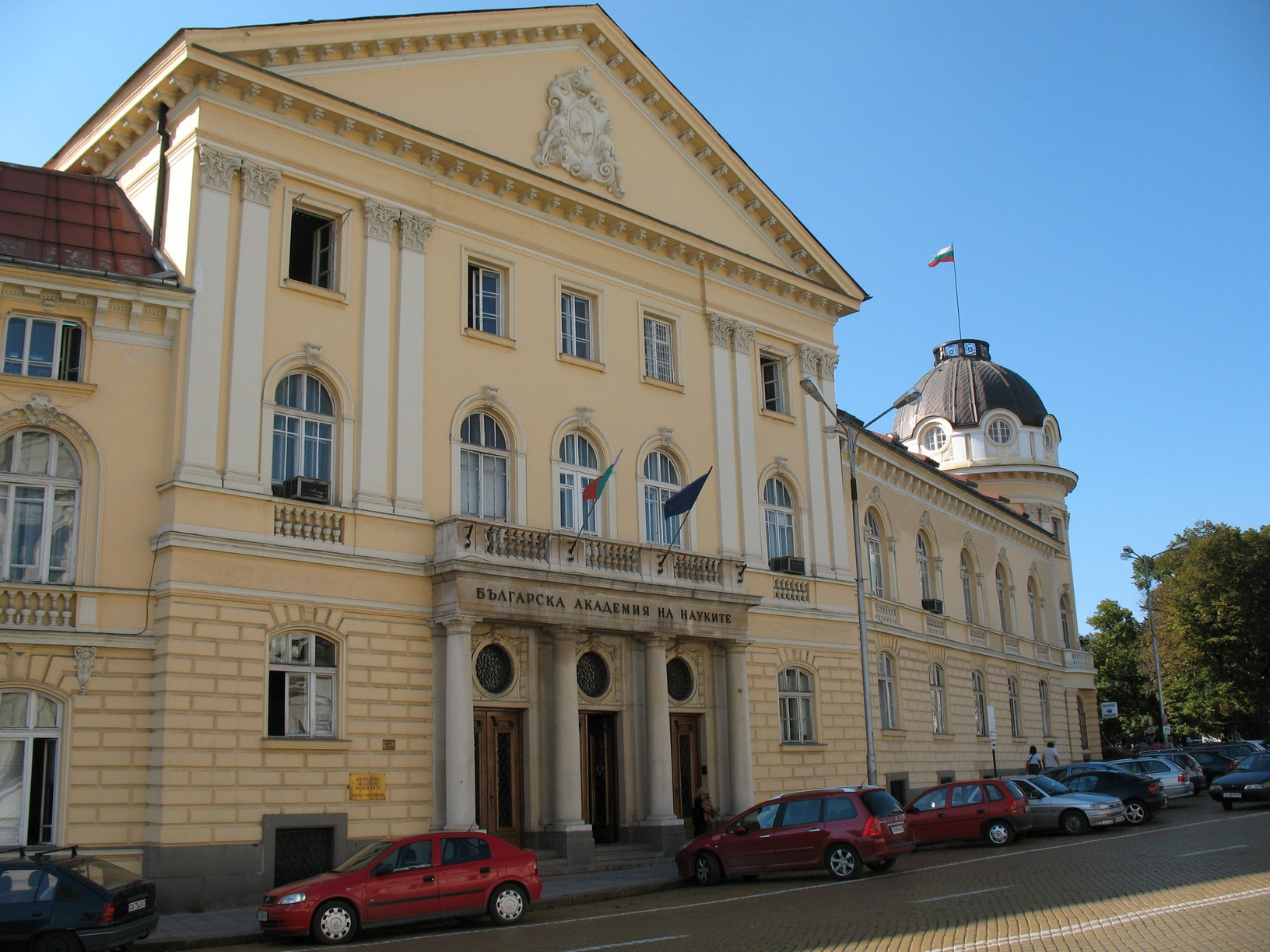
Il Palazzo dell'Accademia bulgara delle Scienze, costruito dall'architetto svizzero Jacob Heinrich Meyer nel 1892, e successivamente ampliato nel 1907 e nel 1926 (in quest'ultima occasione dagli architetti bulgari Jordan Jordanov e Sava Ovčarov).

- l'Accademia bulgara delle scienze (БАН), fondata nel 1869, è la più grande organizzazione scientifica della Bulgaria
- la Biblioteca nazionale dei Santi Cirillo e Metodio, fondata nel 1879, è il più antico istituto culturale della Bulgaria dopo la liberazione e la più grande biblioteca pubblica del Paese.

A Sofia si trovano i cinque supercomputer bulgari: tre di essi sono utilizzati dall'Accademia bulgara delle Scienze, uno dal Sofia Tech Park e uno dalla Facoltà di Fisica dell'Università di Sofia.

## Società

### Evoluzione demografica
| Anno | Popolazione |
| ---- | ----------- |
| 1870 | 19.000      |
| 1880 | 20.501      |
| 1887 | 30.456      |
| 1892 | 46.628      |
| 1900 | 67.953      |
| 1905 | 82.621      |
| 1910 | 102.812     |
| 1920 | 154.025     |
| 1926 | 213.002     |
| 1934 | 287.095     |
| 1939 | 401.000     |
| 1946 | 435.000     |
| 1956 | 639.900     |
| 1965 | 802.400     |
| 1975 | 965.700     |
| 1985 | 1.121.800   |
| 1992 | 1.114.900   |
| 2001 | 1.091.772   |
| 2011 | 1.202.761   |
| 2016 | 1.304.772   |
| 2019 | 1.350.904   |
| 2022 | 1.221.785   |

La popolazione di Sofia nel tempo
(il numero è indicato in migliaia)
Al giorno d'oggi Sofia è la città più popolata della Bulgaria. Nel 1870 gli abitanti erano circa 19.000, ma ne rimasero solo 11.684 dopo la guerra russo-turca. Secondo il primo censimento ufficiale della popolazione del 1880, Sofia contavai 20.501 abitanti. A quell'epoca la popolazione era etnicamente divisa come segue: 56% bulgari, 30% ebrei, 7% turchi e 6% zingari. Il 60% dei residenti della città erano uomini, di cui 60% celibi. Nel 1880 Konstantin Jireček notò che Sofia aveva 20 quartieri con circa 5000 case.
Alcuni anni dopo la Liberazione la città iniziò a crescere gradualmente grazie alle persone provenienti da tutta la Bulgaria, ma principalmente dalle zone di Radomir, Trắn, Breznik, Samokov, Orkhani e Tsaribrod. Dal 1900 al 1946 la popolazione della città conobbe il suo maggiore aumento, passando da circa 68.000 a 435.000 abitanti.
Secondo i dati del censimento del 2001, nel Distretto di Sofia vivevano 1.177.577 persone, di cui 559.229 uomini (47,5%) e 618.348 donne (52,5%), ovvero 1.106 donne ogni 1.000 uomini. Nella città di Sofia vivevano 1.094.410 persone, con 518.149 uomini e 576.261 donne. Il quartiere più grande era Ljulin con 120.117 abitanti, seguito da Mladost con 110.877 abitanti, Podujane con 75.312 abitanti e Krasno Selo con 72.773 residenti. La maggior parte erano di Sofia, di età compresa tra 18 e 64 anni (790.180 persone), seguiti dai residenti fino a 18 anni (201.202) e da quelli over 65 (183.049). L'età media era di 38,3 anni. La densità di popolazione alla fine del 2000 era di 909,1 ab./km². Secondo alcune pubblicazioni giornalistiche, il numero reale della popolazione residente nella capitale avrebbe superato i 2 milioni. Secondo le dichiarazioni ufficiali, ogni anno tra le 25.000 e le 45.000 persone provenienti dalla provincia si sarebbero stabilite permanentemente a Sofia. Ciò avrebbe causato molti problemi alla città: sovrappopolazione, aumento del numero di automobili, congestione stradale, inquinamento, crisi abitativa, mancanza di parcheggi e altri disagi.
Il tasso di natalità per 1.000 abitanti è di 7,9 e, fino al 2001, è stata in continuo calo. Il tasso di mortalità è di 12,2 ogni 1.000 persone ed è in aumento. Sulla base di questi dati, il calo annuo della popolazione sarebbe del 4,3 per mille. Tuttavia, a causa dell'afflusso di persone dalle campagne, la popolazione di Sofia risulterebbe comunque in crescita. Il tasso di mortalità infantile è di 11 bambini ogni 1.000 nati vivi. Nel 1980 era di 18,9 per mille. Dal 2001 il tasso di natalità a Sofia è in continuo aumento, raggiungendo il 13 per mille. In soli 10 anni il numero dei bambini nati è raddoppiato. Ciò ha creato un problema con gli asili nido, il cui numero si è dimezzato a causa del calo a lungo termine del tasso di natalità a partire dal 1989.
Secondo il censimento del 2011, la popolazione di Sofia era composta dai seguenti gruppi etnici: 1.136.000 bulgari (96%); 18.300 zingari (1,5%) e 6.500 turchi (0,6%). Circa 17.000 persone avevano indicato un altro gruppo etnico o non si erano identificate con nessuno. Non si riscontrarono differenze nelle percentuali dei tre principali gruppi etnici della capitale rispetto al censimento del 2001; numericamente, l’unica grande variazione riguardava la popolazione bulgara, aumentata di 12.000 unità. Il censimento del 2001 elencava anche alcuni gruppi etnici più piccoli, tra cui 3.100 russi, 1.700 armeni e 1.200 greci.
Al 15 marzo 2016, 1.441.918 persone risultavano domiciliate nel comune di Sofia, di cui 1.304.772 nella città di Sofia.
Nel 2020, invece, la popolazione della capitale diminuì dell'1,53%, ovvero di 20.378 persone, raggiungendo una popolazione di 1.308.412 persone. Ciò non accadeva dal 2001, anno in cui la popolazione di Sofia era diminuita per l’ultima volta.
Secondo i dati della Direzione generale "Registrazione civile e servizio amministrativo", al 15 giugno 2024 a Sofia risultavano domiciliate 1.281.040 persone e residenti 1.404.116 persone.

### Luoghi di culto
Sofia è un centro di tolleranza religiosa. Nella stessa piazza si trovano i luoghi di culto di alcune delle religioni monoteiste più diffuse al mondo: la Chiesa di Santa Domenica (ortodossa), la Concattedrale di San Giuseppe (cattolica), la Moschea Banja Baši (musulmana) e la Sinagoga di Sofia (ebraica).
Nella diocesi di Sofia sono attive 200 chiese e cappelle ortodosse, oltre a 40 monasteri costruiti dal IV secolo fino ai giorni nostri. Il luogo di culto più grande di Sofia e dell'intero Paese è la Cattedrale di Alexandr Nevskij, uno dei simboli della città e bene culturale di rilevanza nazionale. La Rotonda di San Giorgio e la Basilica di Santa Sofia, costruite rispettivamente nel IV e nel VI secolo, sono tra i luoghi di culto più antichi della città. Nella chiesa di Bojana si trovano affreschi del XIII secolo, che dal 1979 fanno parte della Lista del Patrimonio dell'umanità dell'UNESCO.

Alcuni luoghi di culto a Sofia
La Cattedrale di Alexandr Nevskij
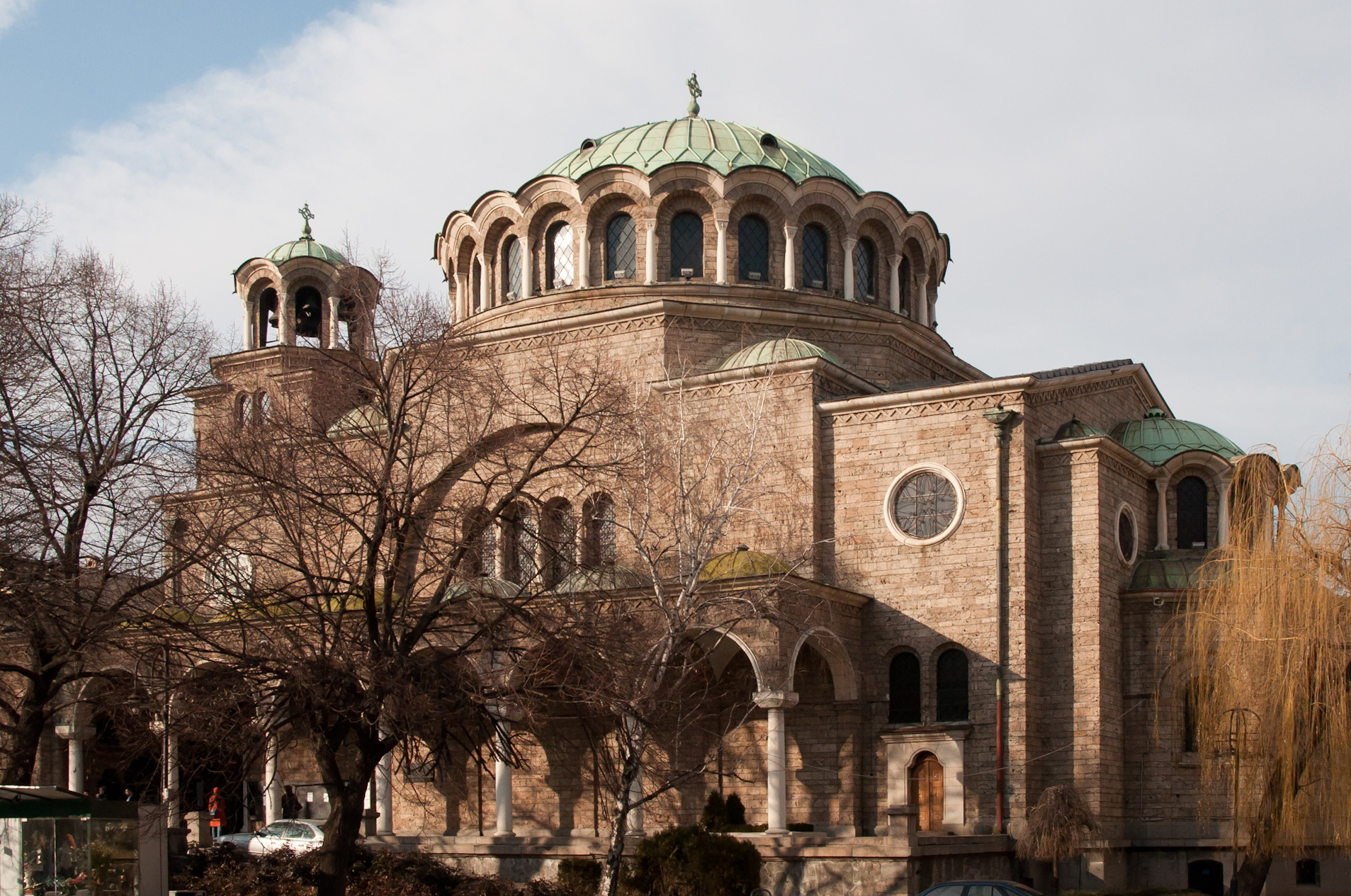
la Cattedrale di Santa Domenica
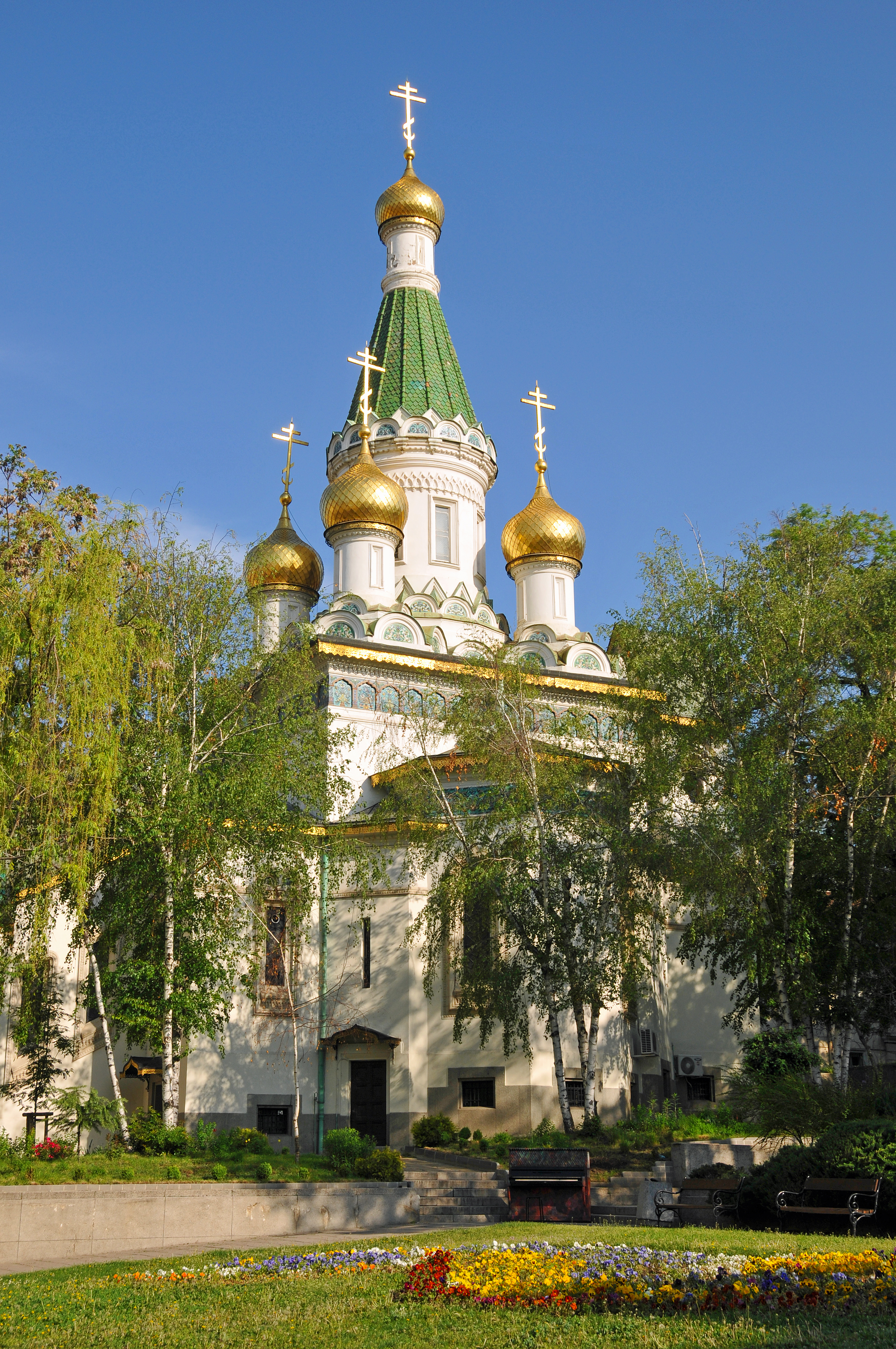
la Chiesa russa
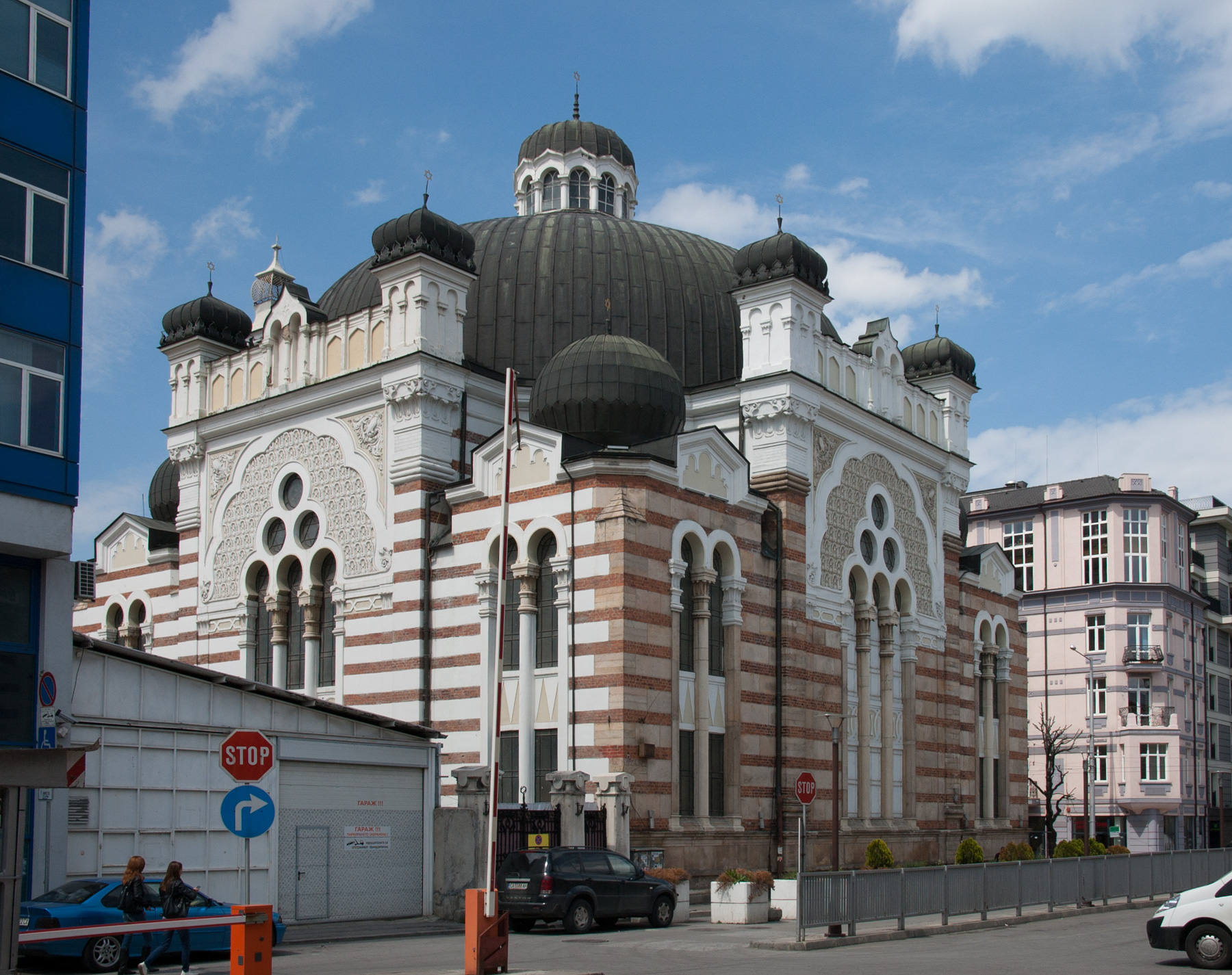
la Sinagoga di Sofia
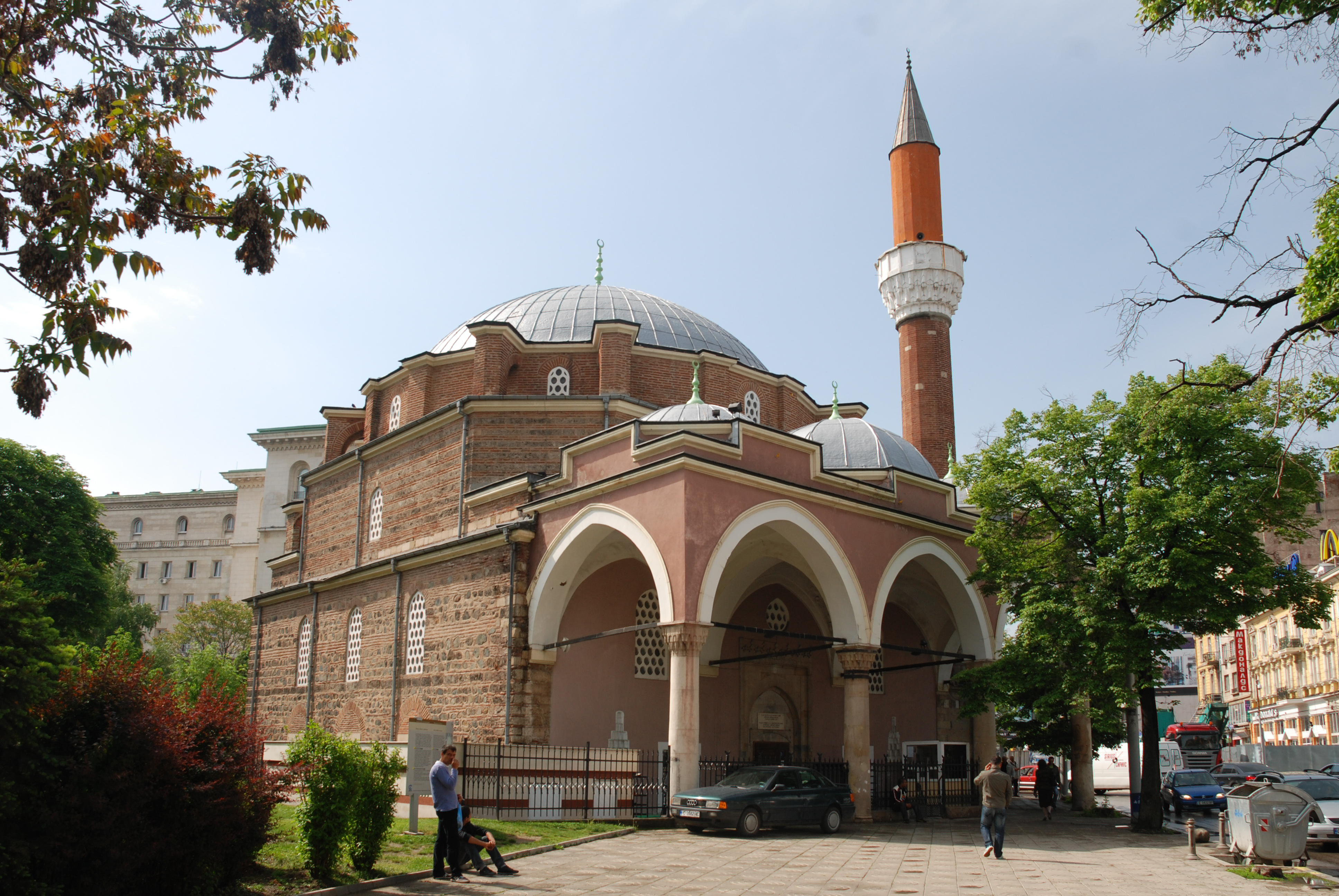
la Moschea Banja Baši
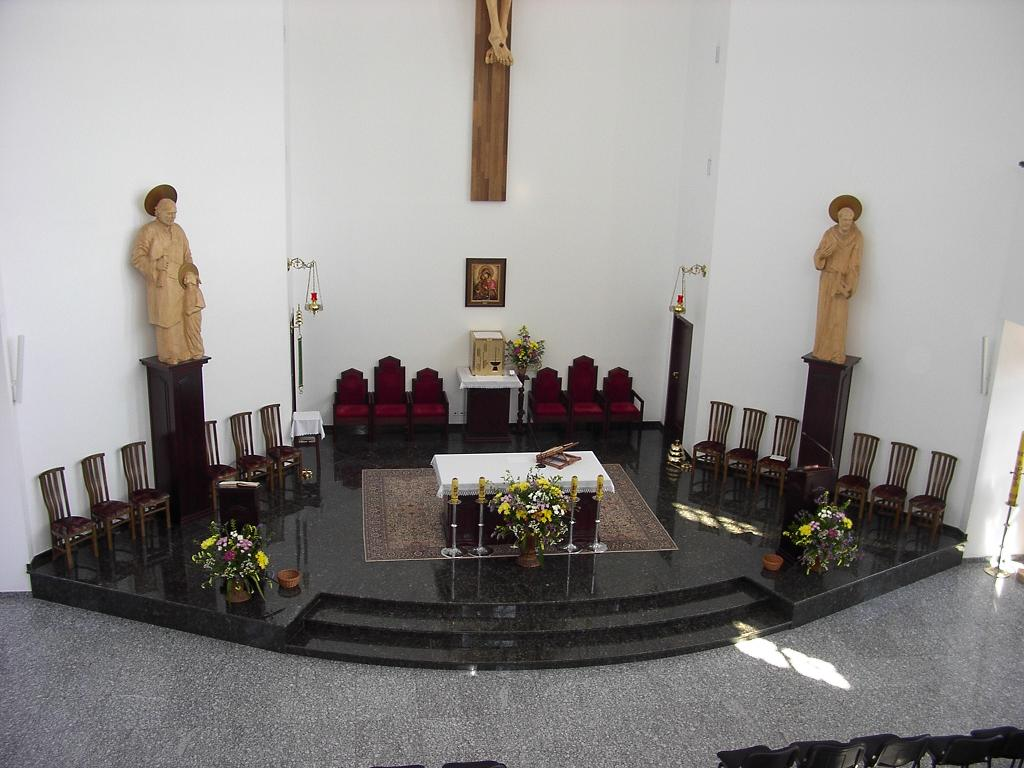
L'interiore della Concattedrale di San Giuseppe

### Istituzioni pubbliche

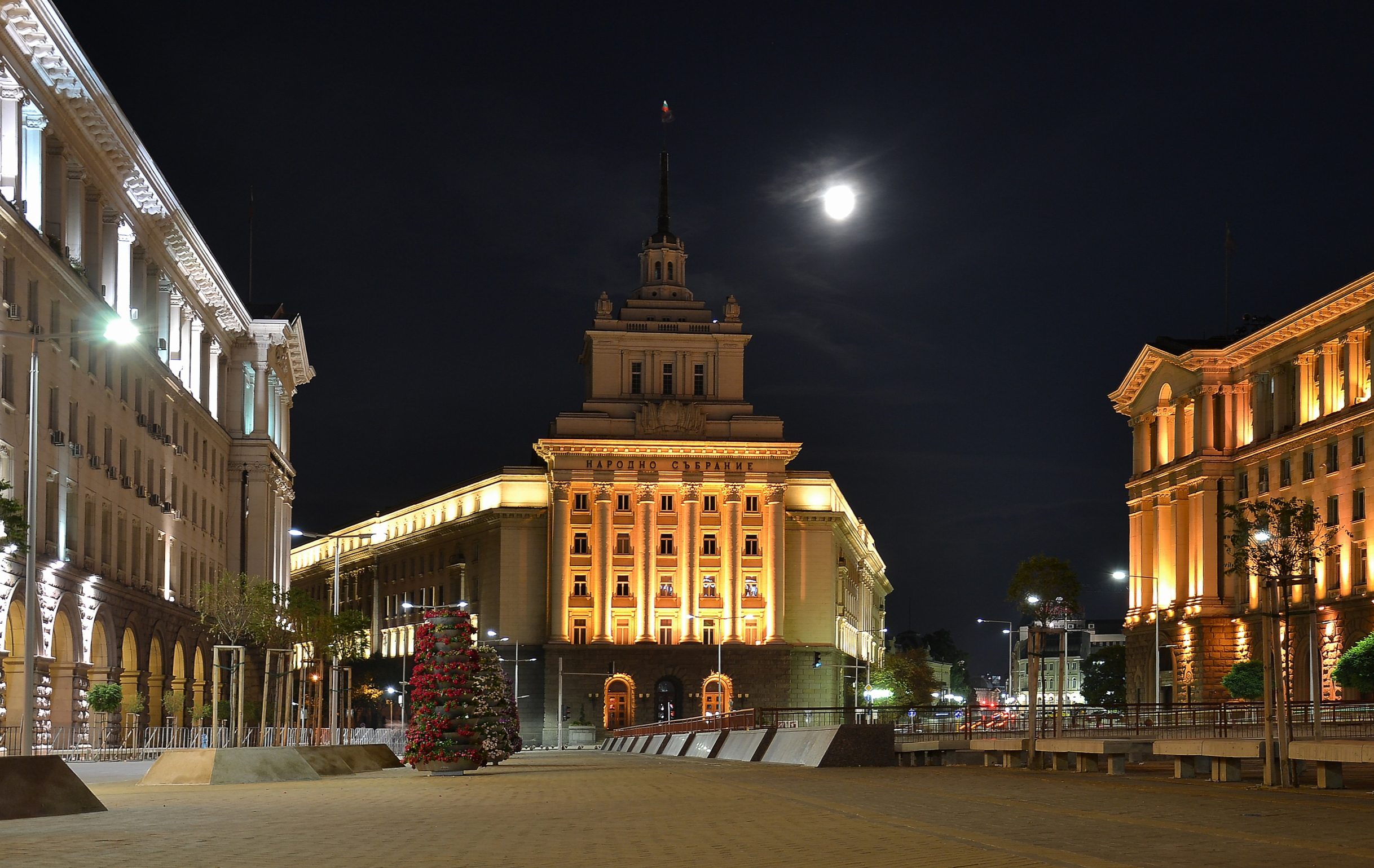
Il "Triangolo del Potere", conosciuto come il Largo. L'ex Palazzo del Partito communista (in fondo) è uno dei tre edifici che formano il Largo. Dal 2024 è la sede dell'Assemblea nazionale.

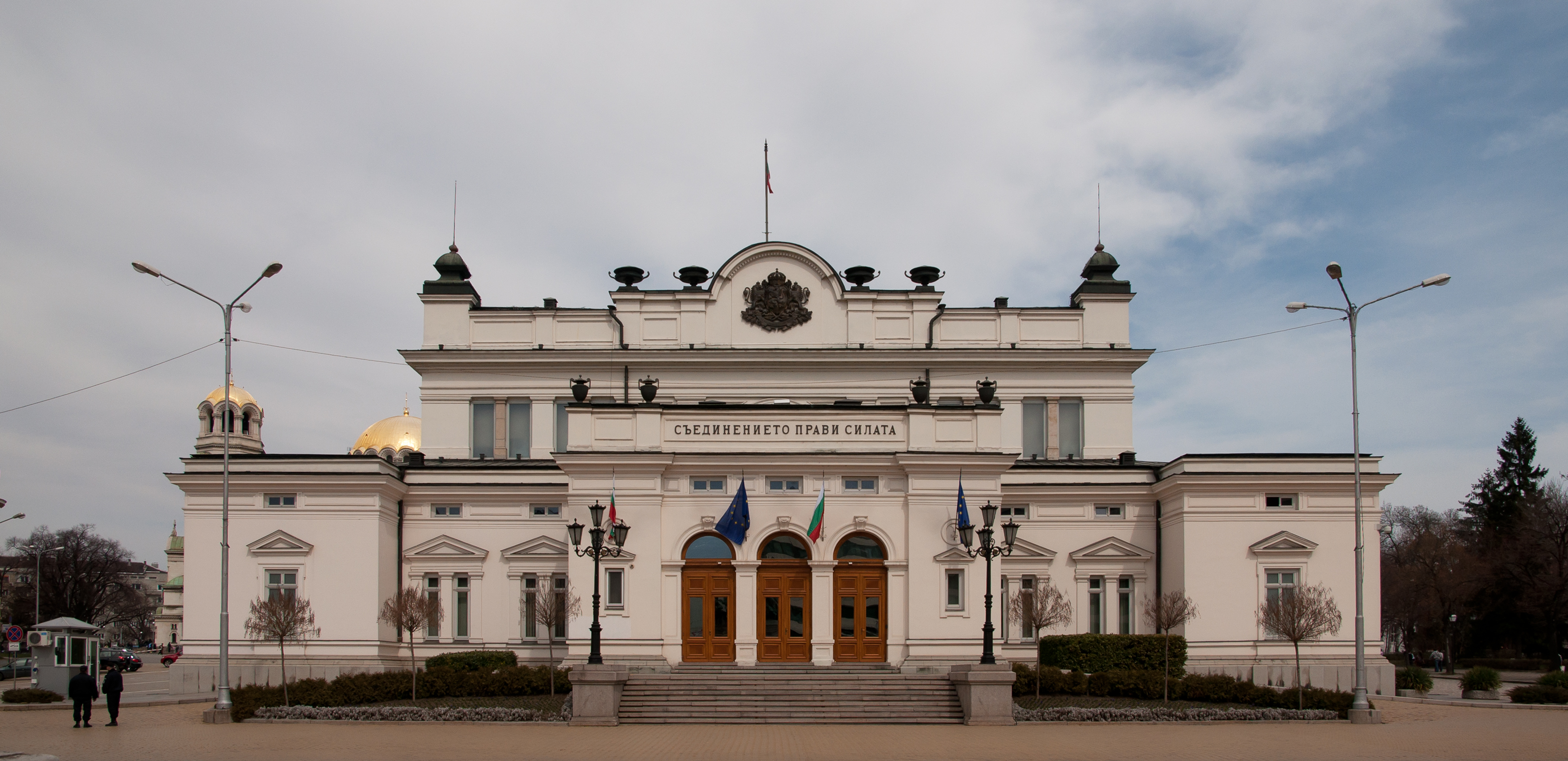
il Palazzo dell'Assemblea nazionale, costruito nel 1884-1886 dall'architetto austriaco di origina bulgara Konstantin Jovanović in stile neorinascimentale e utilizzato dal 1885 al 2020 e dal 2021 al 2023.

A Sofia sono concentrati tutti gli organi del potere dello Stato: quello legislativo (l'Assemblea nazionale), quello esecutivo (Consiglio dei ministri) e quello giudiziario (la Corte suprema di Cassazione e la Corte costituzionale). Vi hanno sede inoltre la Banca nazionale bulgara e la delegazione della Commissione europea. La Presidenza della Repubblica, così come il Consiglio dei Ministri, sono situati in piazza Indipendenza, popolarmente conosciuta come Largo o il Triangolo del Potere. Uno dei tre edifici che si affacciano sulla piazza, durante la guerra fredda ospitava il quartier generale del Partito comunista bulgaro, e dal 2024 è la nuova sede dell'Assemblea nazionale. Il vecchio palazzo dell'Assemblea nazionale sarà adibito a museo o utilizzato solo in occasioni cerimoniali..

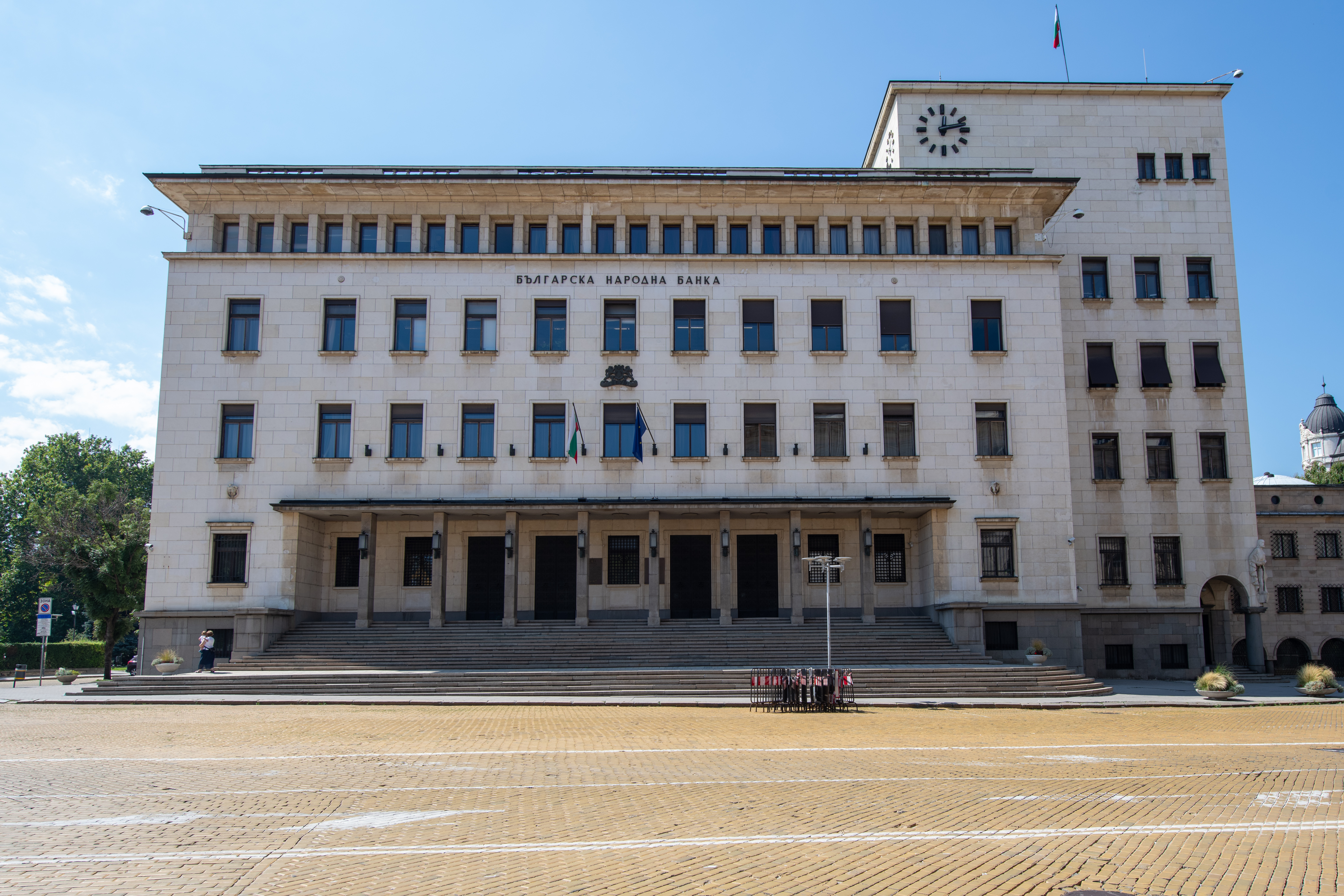
il Palazzo della Banca Nazionale bulgara, costruito nel 1934-1939 dagli architetti bulgari Ivan Vasiljov e Dimităr Čolov.

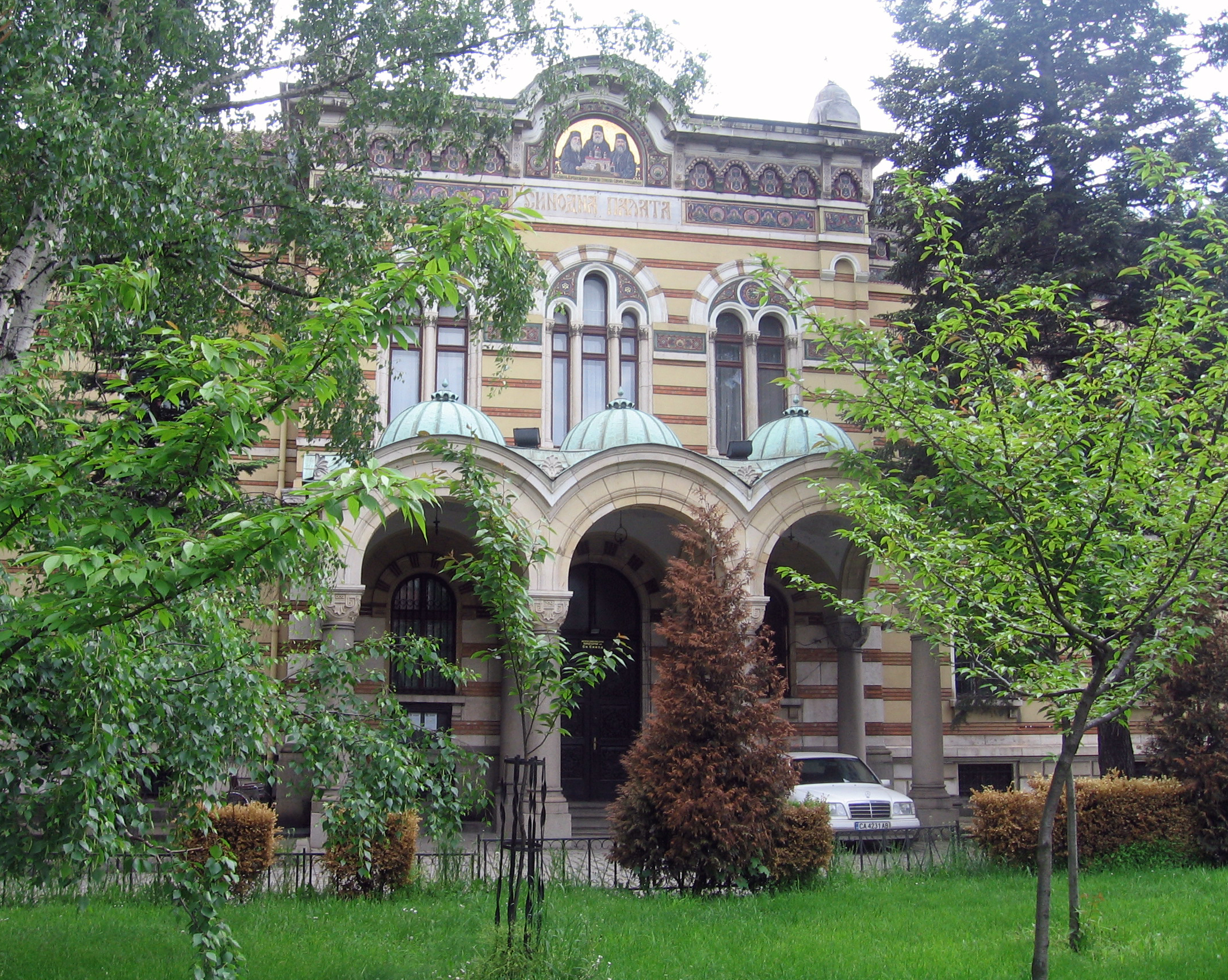
il Palazzo del Santo Sinodo, costruito nenl 1908 dagli architetti bulgari Jordan Milanov e Petko Momčilov.

A Sofia hanno sede numerose istituzioni nazionali, tra cui l'Istituto statistico nazionale, l'Amministrazione centrale della viabilità e altri eti statali. Vi si trovano anche varie istituzioni economiche, come la Camera di commercio bulgara, e organismi incaricati dell’attuazione delle riforme nel Paese, tra cui l’Agenzia per la Privatizzazione, l’Agenzia per la Privatizzazione di Massa e l’Agenzia per gli Investimenti Stranieri.
 A Sofia si concentrano le sedi della maggior parte delle banche locali e internazionali presenti nel Paese, oltre a numerose organizzazioni non governative, fondazioni ecc. Qui si trovano anche il Santo Sinodo della Chiesa ortodossa bulgara, il Gran Muftiato dei musulmani in Bulgaria, il Rabbinato Capo della denominazione israelita, nonché le sedi di altre denominazioni ufficialmente registrate. La capitale ospita inoltre le sedi centrali di quasi tutti i partiti politici del Paese, delle principali organizzazioni sindacali, ecc. In relazione al processo dell'adesione della Bulgaria all'Unione europea, diverse organizzazioni governative e non governative hanno iniziato a lavorare a Sofia in questa direzione. Dopo la firma dell'accordo di adesione, hanno intensificato le proprie attività nella capitale il Consiglio di associazione UE e la delegazione della Commissione europea in Bulgaria.

## Geografia antropica

### Suddivisione amministrativa
La città di Sofia è il capoluogo delle seguenti suddivisioni amministrative:
- Distretto di Sofia (in bulgaro Софийска област?, Sofijska oblast, anche област Софийска, oblast Sofijska, oppure област София, oblast Sofia), uno dei 28 distretti della Bulgaria; è situato nella parte sud-occidentale del Paese e comprende 22 comuni: Anton, Božurište, Botevgrad, Godeč, Gorna Malina, Dolna Banja, Dragoman, Elin Pelin, Etropole, Zlatica, Ihtiman, Koprivštica, Kostenec, Kostinbrod, Mirkovo, Pirdop, Pravec, Samokov, Svoge, Slivnica, Čavdar e Čelopeč. Il capoluogo Sofia però, non ne fa parte, essendo un'autorità unitaria. Ha una superficie di 7059 km2. Confina a ovest con la Repubblica di Serbia e i distretti di Pernik e di Kjustendil, a sud con il Distretto di Blagoevgrad, a est con il Distretto di Pazardžik, il Distretto di Plovdiv e il Distretto di Loveč, a nord con il Distretto di Vraca e il Distretto di Montana, e al suo interno si trova il Distretto della capitale Sofia.
- Distretto della capitale Sofia (in bulgaro Област София (столица)?, Oblast Sofia (stolica), chiamato anche област София, oblast Sofia, област София-град, oblast Sofia-grad, София-столица, Sofia-stolitsa, oppure Столична област, Stolična oblast), comprende un unico comune, quello di Sofia. Ha una superficie di 1 348,9 km2. Ad ovest, nord, est e sud-est confina con il Distretto di Sofia, ed a sud-ovest con il Distretto di Pernik.
- Comune di Sofia (in bulgaro Столична община?, Stolična obština), l'unico comune nel Distretto della capitale Sofia. Ha una superficie di 1348,902 km2 ed è il secondo comune più grande del Paese dopo quello di Sliven. È composto da 38 insediamenti umani (4 città e 34 villaggi). 16 delle 24 aree amministrative (quartieri) del Comune di Sofia sono composte solo da parti di Sofia. Altre 6 aree amministrative comprendono sia parti di Sofia che parti di altri comuni. Tre aree amministrative del Comune di Sofia non comprendono parti della città di Sofia. Tutte le aree hanno il proprio sindaco (in bulgaro кмет?, kmet), che viene eletto dal consiglio locale e risolve i problemi che nascono dalle necessità quotidiane della popolazione sul modo di vivere del posto, l'assistenza amministrativa ai cittadini e i lavori pubblici.

Da non confondere:
- Da un punto di vista prettamente territoriale non vi è alcuna differenza tra il Comune di Sofia e il Distretto della capitale Sofia; "Sofia-città" (in bulgaro София-град?, Sofia-grad) è sinonimo del territorio coperto da queste due unità amministrative.
- Inoltre, in bulgaro София-област?, Sofia-oblast, "Sofia-distretto", vale a dire il Distretto di Sofia, non è in bulgaro област София?, oblast Sofia, "distretto di Sofia", ossia il Distretto della capitale Sofia.
- Il Distretto della capitale Sofia è spesso – erroneamente e per inerzia della terminologia amministrativa in vigore nel Paese fino al 1987 – anche chiamato in bulgaro София-окръг?, Sofia-okrăg, "Sofia-circoscrizione". Allo stesso tempo, la città di Sofia è solo una delle quattro città (e 34 villaggi) situate nel territorio del Distretto della capitale Sofia. Da un punto di vista prettamente territoriale, la città di Sofia copre meno del 20% del territorio totale del Distretto della capitale Sofia.

| solo parti di Sofia | sia parti di Sofia che parti di altri comuni | solo parti di altri comuni | Mappa           |
| --- | --- | --- | --------------- |
| 1. Sredec (Средец) 2. Krasno Selo (Красно село) 3. Văzraždane (Възраждане) 4. Oborište (Оборище) 5. Serdica (Сердика) 6. Podujane (Подуяне) 7. Slatina (Слатина) 8. Izgrev (Изгрев) 9. Losenec (Лозенец) 10. Triadica (Триадица) 11. Krasna Poljana (Красна поляна) 12. Ilinden (Илинден) 13. Nadežda (Надежда) 15. Mladost (Младост) 16. Studentski (Студентски) 19. Ljulin (Люлин) | 14. Iskăr (Искър) (Busmanci) 17. Vitoša (Витоша) (Vladaja, Mărčaevo) 18. Ovča kupel (Овча купел) (Malo Bučino) 20. Vrăbnica (Връбница) (Volujak, Mramor) 22. Kremikovci (Кремиковци) (Buhovo, Željava, Jana, Gorni Borgov, Dolni Borgov) | 21. Novi Iskăr (Нови Искър) (Novi Iskăr, Mirovjane, Kătina, Dobroslavci, Žiten, Balša, Podgumer, Vojnegovci, Lokorsko, Kubratovo, Svetovračene, Negovan, Čepinci) 23. Pančarevo (Pančarevo, German, Bistrica, Kokaljane, Lozen, Krivina, Kazičene, Železnica, Plana, Dolni Pasarel) 24. Bankja (Bankja, Ivanjane, Klisura) | Райони на София |

### Amministrazione
Il Comune di Sofia è amministrato da un sindaco e da un consiglio comunale, entrambi eletti ogni quattro anni. L'ex sindaco di Sofia, Stefan Sofijanski, ricoprì questa carica dal 19 novembre 1995 e ottenne un terzo mandato alle elezioni locali del 2003. Alle elezioni parlamentari del 2005 fu eletto deputato. Alle succesive elezioni, tenutesi nel mese di ottobre, e nel ballottaggio del 5 novembre 2005, fu eletto sindaco Bojko Borisov. Dal 23 novembre 2009 il sindaco di Sofia fu Jordanka Fandăkova, prima donna a ricoprire tale incarico nella capitale. Il 6 novembre 2023, dopo quattordici anni di governo del GERB, è stato eletto sindaco Vasil Terziev, figlio di un ex funzionario della Polizia segreta bulgara dell'epoca comunista, imprenditore milionario ed esponente della coalizione locale di stampo liberale tra Continuiamo il Cambiamento, la Bulgaria Democratica e il movimento locale 'Spasi Sofia' (Salva Sofia).
Nei decenni successivi alla fine del regime comunista totalitario, i partiti della destra hanno esercitato una forte influenza sulla città: inizialmente l’Unione delle Forze Democratiche e i suoi partiti scissionisti, successivamente il GERB, che ha dominato anche il governo municipale. Tutti i sindaci di Sofia dopo il 1990 sono stati espressione della destra: Alexandăr Karakačanov (1990 – 1991), Alexandăr Jančulev (1991 – 1995), Stefan Sofijanski (1995 – 2005), Bojko Borisov (2005 – 2009), Jordanka Fandăkova (2009 – 2023) e Vasil Terziev (dal 2023).
Il governatore regionale del Distretto della capitale Sofia, il cui territorio coincide con quello del Comune di Sofia, è nominato direttamente dal Consiglio dei Ministri, mentre i vice governatori regionali sono nominati dal Primo Ministro. Il governatore regionale ha il diritto di rinviare legalmente le decisioni del Consiglio municipale metropolitano.
Il Consiglio municipale metropolitano (in bulgaro Столичен общински съвет?, Stoličen obštinski săvet) esercita i propri poteri sull'intero Comune di Sofia, la cui parte principale è la città stessa. I consiglieri comunali sono eletti dai residenti del Comune durante le elezioni locali. Il Consiglio municipale metropolitano stabilisce i bilanci del Comune di Sofia e quello delle singoli aree di Sofia.
Il sindaco del Comune di Sofia ha competenza sull’intero territorio comunale, ed è sindaco non solo della città di Sofia, ma anche di un totale di trentotto insediamenti compresi nei confini comunali. Il sindaco è eletto direttamente dai residenti del Comune di Sofia in occasione delle elezioni locali.
Il comune di Sofia è suddiviso in 24 aree, 22 delle quali comprendono parti della città. Il sindaco di area esercita i propri poteri sul territorio della rispettiva area, inclusi i villaggi e le città presenti al suo territorio. Il sindaco di una determinata area è eletto direttamente dalla popolazione della rispettiva area ed ha l'autorità di gestire e ripartire il bilancio destinato alla sua circoscrizione.
Tre insediamenti all'interno della città di Sofia non hanno un proprio sindaco, vale a dire: la città di Novi Iskǎr, la città di Bankja e il villaggio di Pančarevo. Ciò è dovuto al fatto che questi centri fungono da sedi amministrative delle aree che portano lo stesso nome; di conseguenza, è il sindaco dell’area corrispondente a essere direttamente responsabile della gestione dell’insediamento. La città di Buhovo è invece l'unica città nel comune di Sofia il cui sindaco è subordinato al sindaco di un'area amministrativa, ovvero al sindaco dell'area di Kremikovci; il centro amministrativo dell'area di Kremikovci è il quartiere di Kremikovci a Sofia).
Diversi quartieri di Sofia dispongono di un’amministrazione aggiuntiva, simile a quella delle zone rurali, ma priva di tutti i poteri conferiti a queste ultime. La maggior parte di questi quartieri si trova significativamente lontano dal centro della città, come ad esempio Ilijanci. Tuttavia, non tutti i quartieri periferici o remoti dispongono di tale struttura amministrativa. Alcuni di questi quartieri periferici – spesso chiamati erroneamente “villaggi” a causa del loro precedente statuto amministrativo – come ad esempio Čelopečene, non hanno un sindaco, ma sono amministrati da un cosiddetto "capo perito", una figura tecnica con funzioni limitate.

## Economia
Sofia è il principale centro economico della Bulgaria. Secondo i dati del 2022, il comune della capitale contribuiva da solo al 41% del prodotto interno lordo (PIL) nazionale. L'economia cittadina è fortemente orientata verso il settore dei servizi, che genera circa l'84% del valore aggiunto, mentre l’industria rappresenta circa il 15%.
La capitale ospita le sedi centrali di tutte le banche autorizzate in Bulgaria (dati 2024), nonché di numerose grandi aziende. Già nel 2017, sei delle dieci imprese con il fatturato più elevato nel Paese avevano sede a Sofia.  Tra queste figuravano: il grossista di carburante Lukoil-Bulgaria, la Compagnia elettrica nazionale, la catena di supermercati Kaufland Bulgaria, il distributore di gas Bulgargas, il grossista di tabacco Express Logistics and Distribution, il commerciante di energia elettrica CHEZ Electro Bulgaria, la catena di distributori di carburante OMV Bulgaria, la società di telecomunicazioni Compagnia di telecomunicazioni bulgara, lo stabilimento metallurgico Sofia Med e la catena di ipermercati Metro Cash and Carry Bulgaria.
Benché il settore industriale ricopra un ruolo secondario a livello cittadino, Sofia è il più grande centro industriale del Paese, con particolare enfasi sull’industria pesante. Si contano circa 800 grandi imprese nel suo territorio. La capitale concentra: il 75% della metallurgia pesante, il 50% dell'industria tipografica, il 15% dell'industria elettrotecnica ed elettronica, il 14% della produzione conciaria e calzaturiera del Paese. Vi sono anche significative attività nei settori chimico, tessile e alimentare. Il settore privato è invece molto attivo nel commercio e nei servizi, con una forte presenza di imprese nei settori edilizio e dei trasporti, essenziali per la logistica urbana. Sofia ospita sia la Borsa della Bulgaria sia la Borsa di Sofia e, come conseguenza della pianificazione centralizzata ereditata dal periodo socialista, circa la metà del PIL nazionale viene prodotto qui. Anche il reddito medio da lavoro nella capitale è il più alto in Bulgaria.
Numerose istituzioni e organizzazioni imprenditoriali italiane e miste operano a Sofia, tra cui: l'Associazione imprenditoriale bulgaro-italiana, la Confindustria Bulgaria, la Camera di commercio italiana in Bulgaria, la Unicredit (tramite la Unicredit Bulbank), i Generali ecc.
Nel 2020, nel Palazzo Nazionale della Cultura, si è svolta la conferenza imprenditoriale italo-bulgara "Buone pratiche in un ambiente dinamico", organizzata dall’Agenzia esecutiva per la promozione delle PMI e Confindustria Bulgaria. Vi hanno partecipato oltre 200 rappresentanti di imprese italiane e bulgare, che hanno discusso soluzioni innovative in tempi di pandemia.
Gli investimenti diretti esteri provenienti dall’Italia hanno superato i 2,9 miliardi di euro nel 2020, rendendo l’Italia il quarto investitore straniero in Bulgaria. Le imprese italiane figurano tra i primi quattro investitori esteri nel Paese. Inoltre, l’Italia rappresenta il terzo partner commerciale della Bulgaria per volume di esportazioni e il quinto per volume di importazioni. Secondo il Ministero dell’Economia bulgaro, sul territorio nazionale operano circa 13.000 aziende italiane.

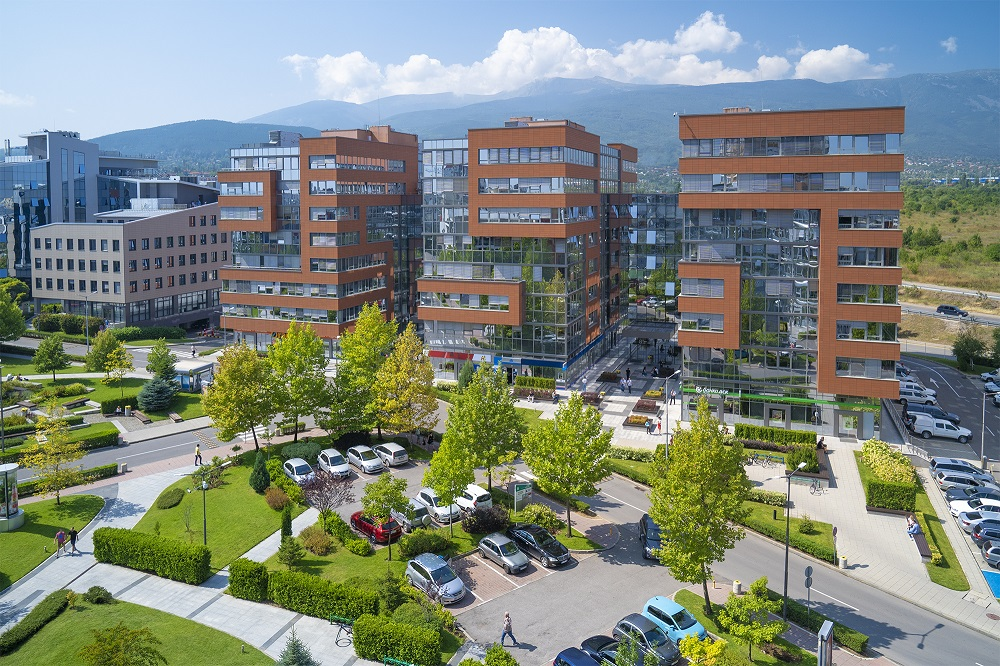
Business Park Sofia

I settori più dinamici includono la tecnologia dell’informazione (IT) e l’industria manifatturiera. Sofia è un hub IT regionale, classificata al secondo posto tra i 10 centri tecnologici in più rapida crescita in Europa in termini di incremento annuo di membri attivi al 2020. Il settore IT è molto diversificato e comprende multinazionali, aziende locali e startup. Le multinazionali con importanti centri di ricerca, sviluppo, innovazione e ingegneria a Sofia includono il secondo centro IT globale più grande di Coca-Cola, Ubisoft, Hewlett-Packard, VMware, Robert Bosch GmbH, Financial Times, Experian, ecc. Diversi uffici e cluster tecnologici sono stati istituiti in tutta la città, tra cui Business Park Sofia, Sofia Tech Park, Capital Fort e altri.
Il settore manifatturiero di Sofia ha registrato una forte ripresa a partire dal 2012, triplicando le esportazioni e aumentando l’occupazione del 52%, con oltre 70.000 posti di lavoro. Grazie alle competenze di ricerca e sviluppo presenti in città, Sofia si sta orientando verso un settore manifatturiero ad alto valore aggiunto, comprendente apparecchiature elettriche, meccanica di precisione e prodotti farmaceutici. Nel territorio comunale sono presenti 16 parchi industriali e logistici, alcuni dei quali si estendono nelle città limitrofe della provincia di Sofia, come Božurište, Kostinbrod ed Elin Pelin. Tra le principali aziende manifatturiere si annoverano Woodward, Inc., che produce sistemi turbomacchine industriali, Festo, che produce microsensori, Visteon, che si occupa di sviluppo e di ingegneria di quadri strumenti, display LCD e domain controller, Melexis, che produce soluzioni di semiconduttori microelettronici nel settore automobilistico, Sopharma, che produce prodotti farmaceutici, i più grandi impianti di manutenzionefuori dalla Germania della Lufthansa Technik ecc.
Nell XXI secolo sono stati aperti svariati centri commerciali: Mall of Sofia (2006), Sky City Mall (2006), South Mall (2009), Serdika Center (2010), Sofia Outlet Center (2010), Galaxy Trade Center (2011), Bulgaria Mall (2012), Paradise Center (2013), il più grande centro commerciale del Paese, Mega Mall (2014), Sofia Ring Mall (2014), Park Center (2016).

## Infrastrutture e trasporti

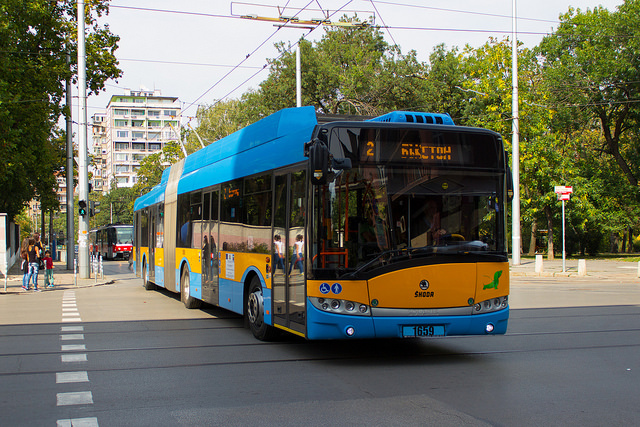
Filobus

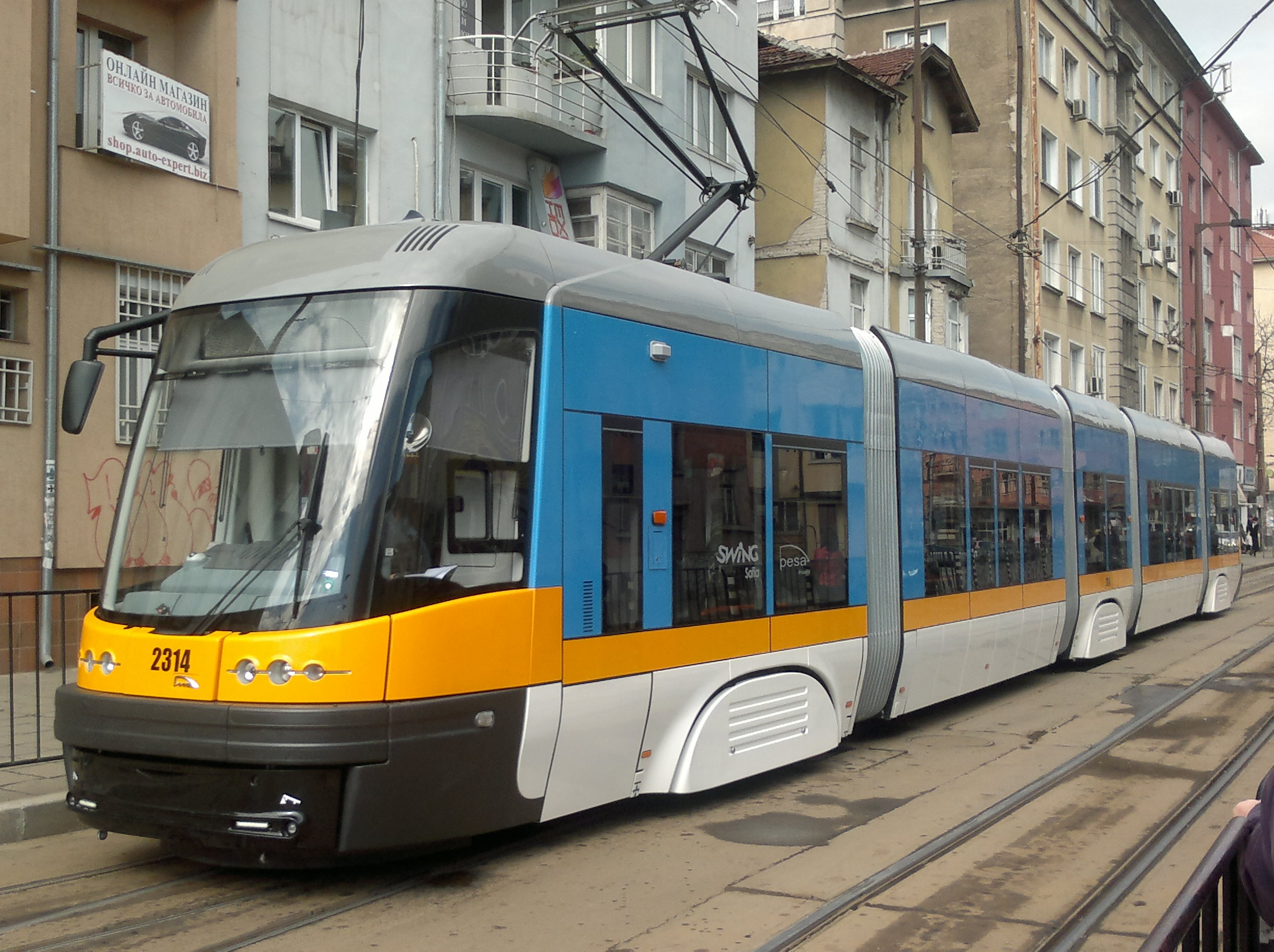
Tram

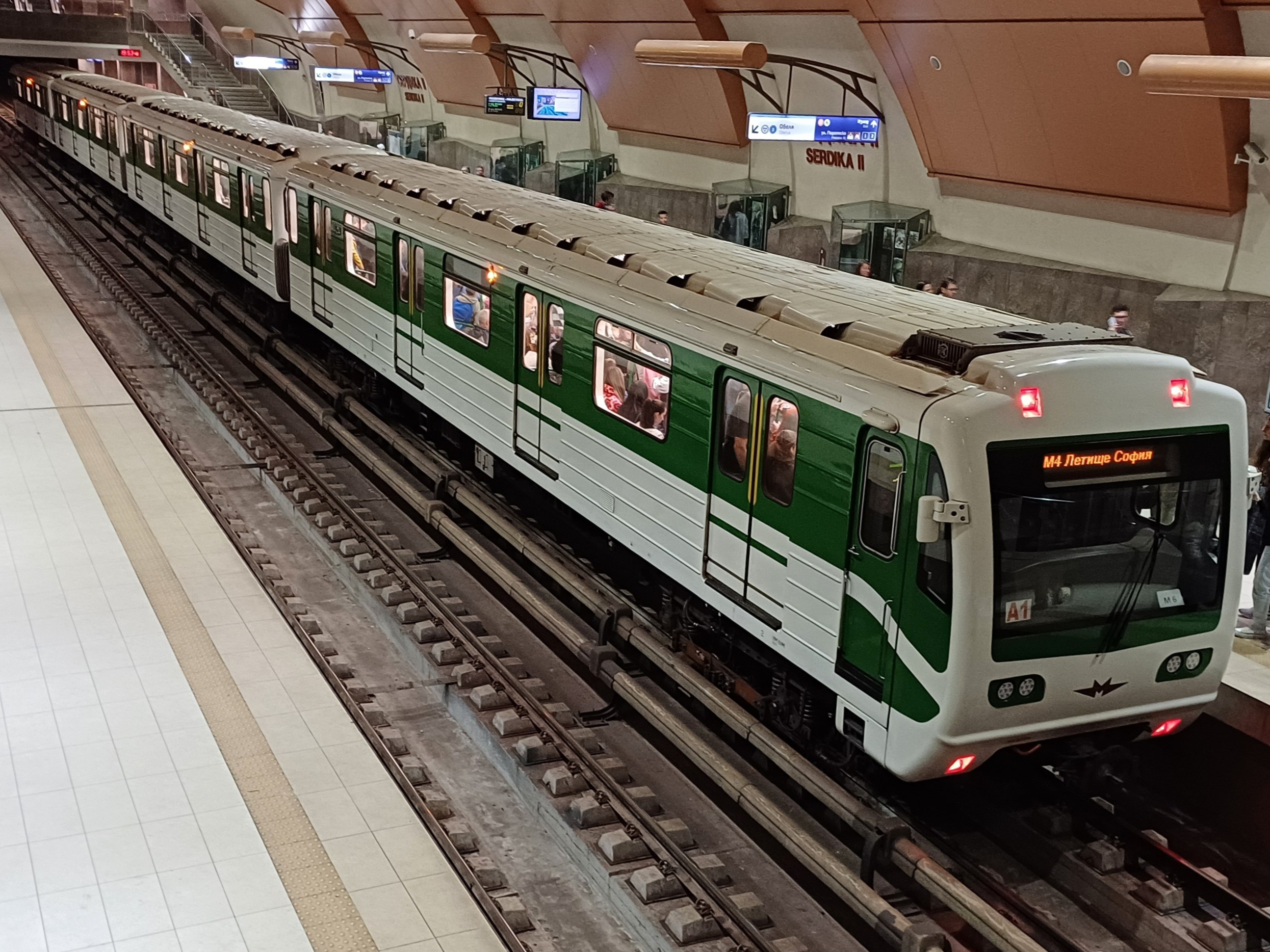
Metropolitana

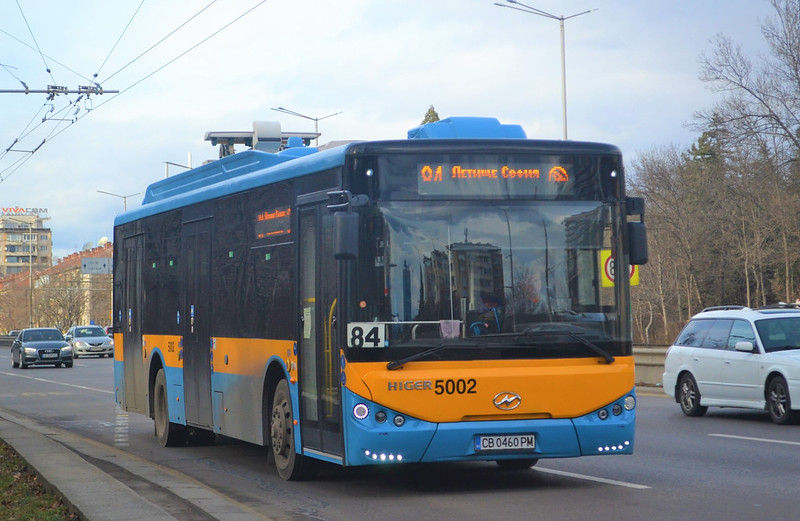
Autobus elettrico

Il sistema di trasporti della capitale è molto sviluppato grazie alla sua posizione strategica. Sono presenti tutti i tipi di trasporto, ad eccezione di quello navale.Il possesso di automobili è aumentato notevolmente dagli anni ’90, con il numero di veicoli immatricolati che è raddoppiato, raggiungendo le 833.000 unità nel 2021, con un’età media di 19 anni. Le auto più vecchie e inquinanti, prive o con standard ecologici Euro 1 e Euro 2, rappresentano oltre il 30% del parco circolante. Contemporaneamente, Sofia detiene il primato tra le città dell’Unione Europea per il numero di automobili pro capite, con una media di oltre 660 vetture ogni 1.000 abitanti.
- Trasporto autostradale: Tre dei dieci corridoi paneuropei (V, VIII e X) attraversano Sofia. Dalla città partono quattro autostrade principali: la Trakija, l'Hemus, la Struma e l'Europa. Il traffico in transito viene deviato lungo la tangenziale, chiamata Okolovrǎsten păt, che fa parte della rete stradale repubblicana.Le principali arterie di accesso e uscita dalla città si trovano nelle seguenti direzioni: sud-est (autostrada Trakia), est-nordest (l'autostrada Hemus e le valli transbalcaniche), sud-ovest (direzione Pernik-Blagoevgrad-Kulata) e nord-ovest (direzione Slivnica-Kalotina). La zona centrale di Sofia soffre di congestione durante le ore di punta, dovuta a strade strette, carenza di parcheggi e inefficace controllo del traffico. A differenza di molte altre città europee, il centro di Sofia è fortemente congestionato dal traffico automobilistico, poiché le uniche due strade pedonali sono i viali Vitoša e Pirotska. Inoltre, piazze centrali come Alexandr Nevskij e Batenberg non sono zone pedonali, ma sono state trasformate in parcheggi a pagamento. L’orientamento “pro-auto” di Sofia ha causato gravi problemi di inquinamento atmosferico; secondo i dati dell’Organizzazione Mondiale della Sanità, la città mantiene livelli cronicamente pericolosi di polveri sottili per la salute della popolazione. Nonostante alcuni interventi, pochi abitanti di Sofia utilizzano la bicicletta come mezzo di trasporto, anche a causa delle condizioni insufficienti e spesso inadatte delle piste ciclabili presenti.
- Sofia è il principale nodo ferroviario della Bulgaria, collegata al resto del Paese attraverso cinque direttrici principali. Il sistema ferroviario cittadino conta otto stazioni: Centrale, Smirnenski, Sofia-Nord, Ilianci, Poduene, Iskăr, Zaharna fabbrica, Gorna Banja e Nadežda, Obelja e Bakǎrena fabbrica, ognuna con i rispettivi depositi per locomotive e vagoni. La Stazione Centrale di Sofia rappresenta il nodo ferroviario di massima importanza sia a livello locale sia internazionale. Inoltre, a Sofia ha sede la compagnia ferroviaria nazionale, le Ferrovie dello Stato bulgare.
- L'Autostazione centrale di Sofia, situata nelle immediate vicinanze della Stazione centrale ferroviaria, consente di servire contemporaneamente i passeggeri con 47 pullman per tratte nazionali e 60 pullman per destinazioni estere.
- Il trasporto aereo è rappresentato dall’Aeroporto di Sofia, il più grande del Paese, che al 2024 dispone di due terminal e di un moderno centro di controllo del traffico aereo. Situato a circa 6 km a est del centro cittadino, è collegato con il centro tramite metropolitana e autobus. L’aeroporto ha iniziato la sua attività negli anni ’40 del XX secolo ed è stato più volte ampliato e modernizzato, con l’allungamento delle piste e l’installazione di attrezzature aeronautiche all’avanguardia, adeguate alle esigenze della moderna aviazione civile a reazione. Negli anni successivi all’apertura, il traffico passeggeri è cresciuto rapidamente, richiedendo un aumento significativo delle capacità operative. Si è così proceduto alla costruzione di un terminal separato per i voli nazionali verso destinazioni come Varna, Burgas, Ruse, Gorna Orjahovica, Tărgovište, Vidin e Silistra, seguito da un nuovo edificio per i passeggeri in arrivo sulle linee internazionali. Negli anni ’90, tuttavia, l’aeroporto originario non era più in grado di sostenere l’aumento del traffico. Nel 2001 sono iniziate le opere di modernizzazione e la costruzione di un secondo terminal. Il flusso di passeggeri ha continuato a crescere, raggiungendo nel 2019 la cifra di 7.107.096 persone all’anno.[249]
- Nel sistema di trasporto pubblico di Sofia, il principale vettore è il Centro comunale per la Mobilità Urbana. Al 2022, la rete comprende 84 linee di autobus, 15 linee di tram, 10 linee di filobus e 9 linee di autobus elettrici, a cui si aggiunge la metropolitana cittadina. 
  - Gli autobus circolano a Sofia dal 20 aprile 1935. La lunghezza complessiva di tutte le linee ammonta a 2.380 km, distribuiti su 92 percorsi. Il servizio è garantito da oltre 580 autobus, che trasportano circa 260 milioni di passeggeri ogni anno. Il trasporto su autobus rappresenta la quota maggiore di tutti gli spostamenti effettuati con i mezzi pubblici di massa. Tuttavia, gran parte del parco autobus è ormai fortemente ammortizzato, con ripercussioni negative sull’ambiente cittadino e sulla qualità del viaggio.
  - Il tram ha iniziato a circolare a Sofia il 1° gennaio 1901, inizialmente con sei percorsi per una lunghezza complessiva di 23 km. Oggi la rete tranviaria si estende per 308 km, con 17 linee e 290 fermate. Fino al 1987, tutte le linee tranviarie di Sofia utilizzavano lo scartamento ridotto di 1.009 mm; solo quattro linee adottano lo scartamento normale europeo di 1.435 mm, introdotto con l’apertura della prima linea a scartamento normale.
  - Il trasporto in filobus a Sofia è stato introdotto successivamente agli autobus e ai tram, a partire dal 14 febbraio 1941.[250] A metà del 2021, la lunghezza totale dei percorsi di filobus era di 193 km, suddivisi su 10 linee, con una flotta di 137 veicoli. Dal 1988 al 2009, la spina dorsale del trasporto filobus era costituita dai filobus articolati ungheresi Ikarus 280 T. A partire dal 2009, la flotta ha iniziato un processo di ammodernamento con l’introduzione dei filobus a pianale ribassato Škoda Solaris 26Tr e 27Tr, e nel 2014 il 90% della flotta era costituito da filobus Škoda.

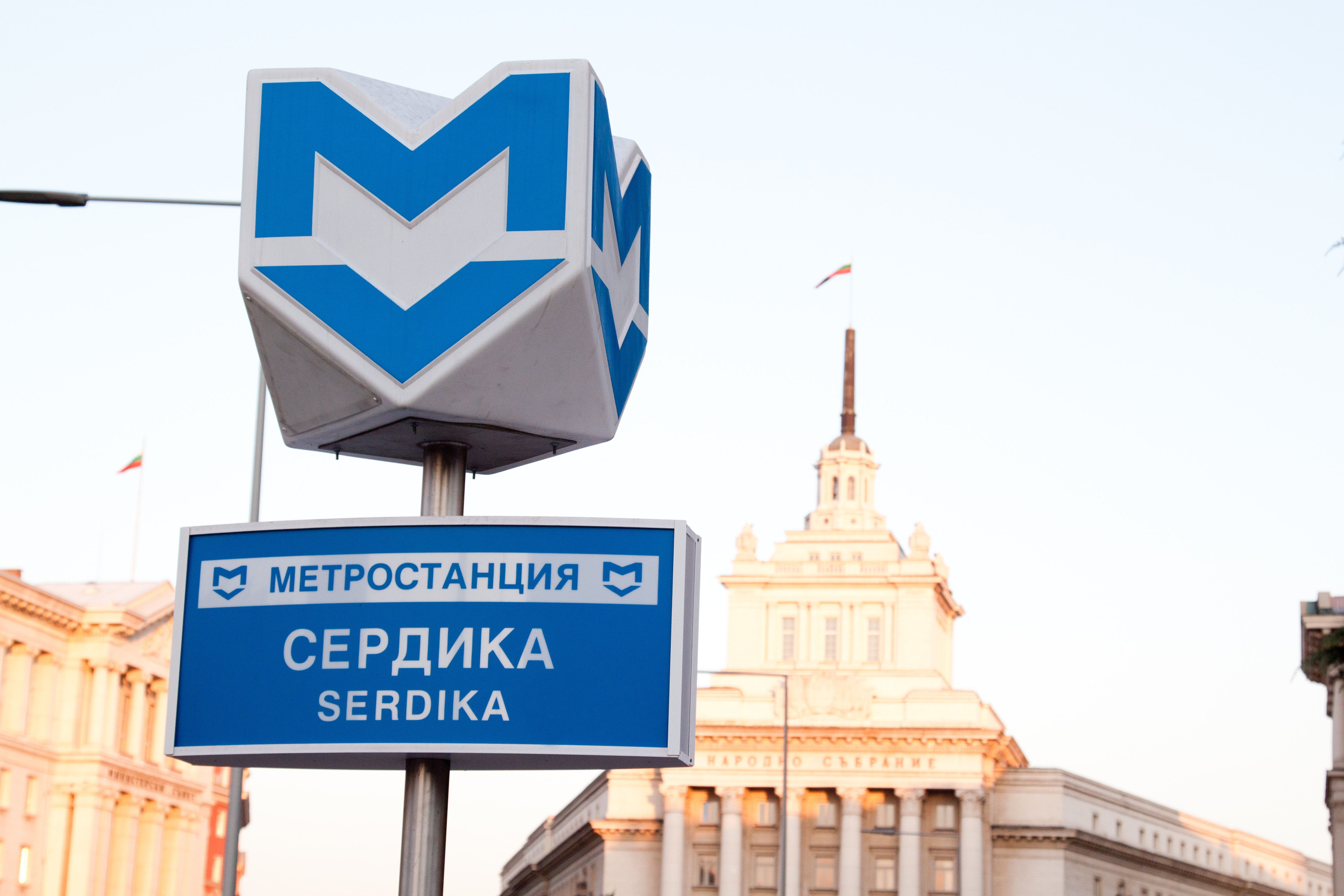
L'insegna delle stazioni metropolitane di Sofia.

La pianta della metropolitana di Sofia

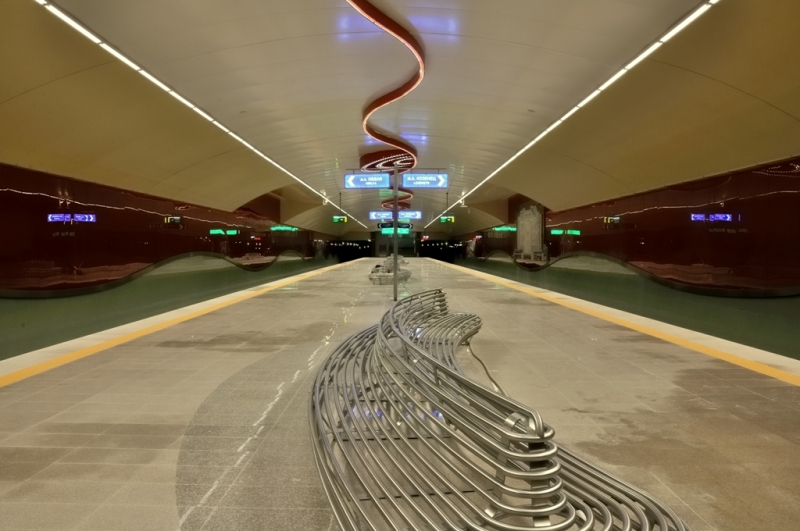
Stazione metropolitana NDK

- - Inaugurata nel gennaio del 1998, la metropolitana di Sofia è l’unica presente nel Paese e conta quattro linee, per un totale di 47 stazioni e una lunghezza complessiva di 52 km.[251] Le linee sono M1 (rossa): Slivnica - Business park (Ljulin - Mladost) con 16 stazioni di cui 13 in comunе con la M4, M2 (blu): Obelja - Vitoša con 12 stazioni, M3 (verde): Hadži Dimitǎr - Gorna banja (Hadži Dimitǎr - Ovča kupel) con 12 stazioni ed M4 (gialla): Obelja - Aeroporto di Sofia con 20 stazioni di cui 12 in comune con la M1.[252]
  - Il sistema di trasporto cittadino è completato dalle 17-18 linee di taxi-microbus di percorso (i cosiddetti maršrutki), che si fermano su chiamata lungo le strade,[253][254] e dai taxi tradizionali di colore giallo, che possono essere ordinati telefonicamente o fermati direttamente per strada. Le compagnie di taxi più grandi sono OK Supertrance, Yellow Taxi, Radio CV Taxi, On Citytrans, Ot Citytrans e Super Plus.[255] Un problema della capitale sono i taxi abusivi, spesso dotati di tariffe non trasparenti, targhe contraffatte e dispositivi che aumentano di nascosto il chilometraggio, causando truffe ai danni dei passeggeri.[256][257] Al 2024 a Sofia manca il servizio di Uber.

## Sport

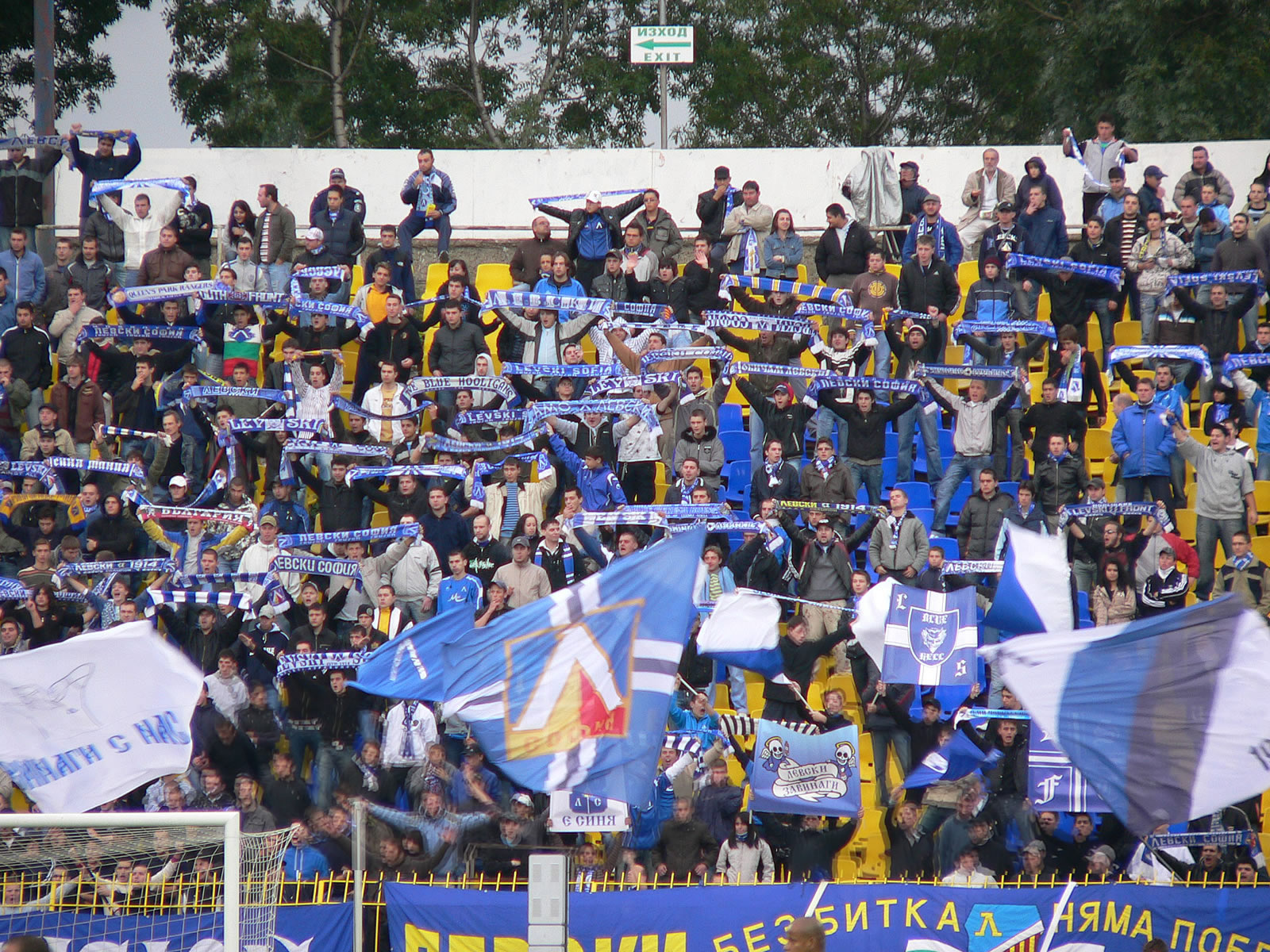
Tifosi del Levski

Nella città di Sofia hanno sede numerose società sportive, con il calcio che rappresenta lo sport più popolare. Le due squadre di calcio più importanti sono il CSKA Sofia e il Levski Sofia, protagonisti del cosiddetto "derby eterno di Bulgaria". Si tratta dei club più titolati del Paese: il Cska ha vinto 31 campionati nazionali e 20 coppe di Bulgaria, mentre il Levski ha vinto 26 campionati nazionali e 26 coppe di Bulgaria. Il Levski gioca le sue partite allo stadio Georgi Asparuhov, mentre il Cska gioca allo stadio dell'Esercito bulgaro. Altre squadre presenti in città sono lo Slavia, fondato nel 1913, il Lokomotiv Sofia, fondato nel 1929, il Septemvri Sofia, fondata nel 1944, il Futbolen Klub CSKA 1948 Sofia, nato nel 2016 per una disputa interna al CSKA Sofia, e nell'hinterland cittadino il Futbolen Klub Vitoša Bistrica, fondato nel 1958 e in passato chiamato Vitoša Sofia, vincitore di 1 Coppa bulgara dilettanti. Fino al 2012 esisteva un ottavo club, l'Akademik Sofia, vincitore di 1 Coppa dei Balcani, che è stato però sciolto per motivi finanziari.

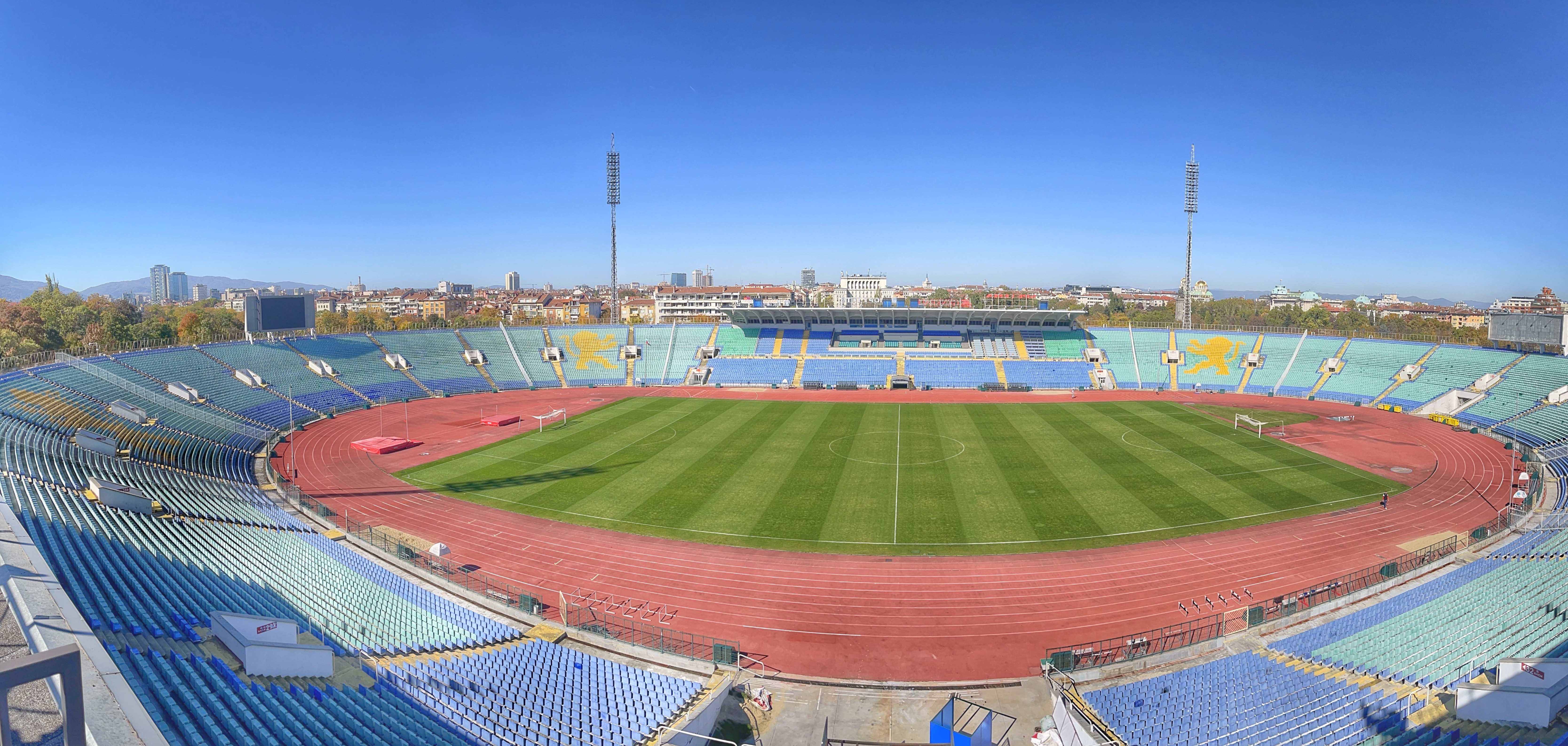
Stadio nazionale Vasil Levski

Sei squadre competono nella Prima Lega professionale di calcio nella stagione 2024/25: il CSKA, il Levski, lo Slavia, il Lokomotiv, il Septemvri e il CSKA 1948. La nazionale di calcio gioca più spesso allo stadio Vasil Levski, il più grande stadio del Paese con una capienza di 44.000 persone.
La pallacanestro e la pallavolo vantano una lunga tradizione. L'Akademik Sofia è stato due volte finalista alla Coppa dei Campioni, l'antenato dell'Euroleague Basketball, vinta due volte dalla squadra femminile del Levski Sofia e una volta da quella dello Slavia Sofia. Costruita nel 2011, l'Arena Armeec ospita spesso le partite della nazionale maschile di pallavolo ed è stata una delle due sedi che hanno ospitato il Campionato europeo maschile di pallavolo 2015. La Federazione pallavolistica della Bulgaria è la seconda più antica del mondo e fu grazie a un torneo espositivo organizzato dalla BVF a Sofia che, nel 1957, il Comitato Olimpico Internazionale decise di includere la pallavolo come sport olimpico.. Una squadra di pallacanestro locale di rilievo è il Lukoil Akademik, due volte finalista della Coppa dei campioni.

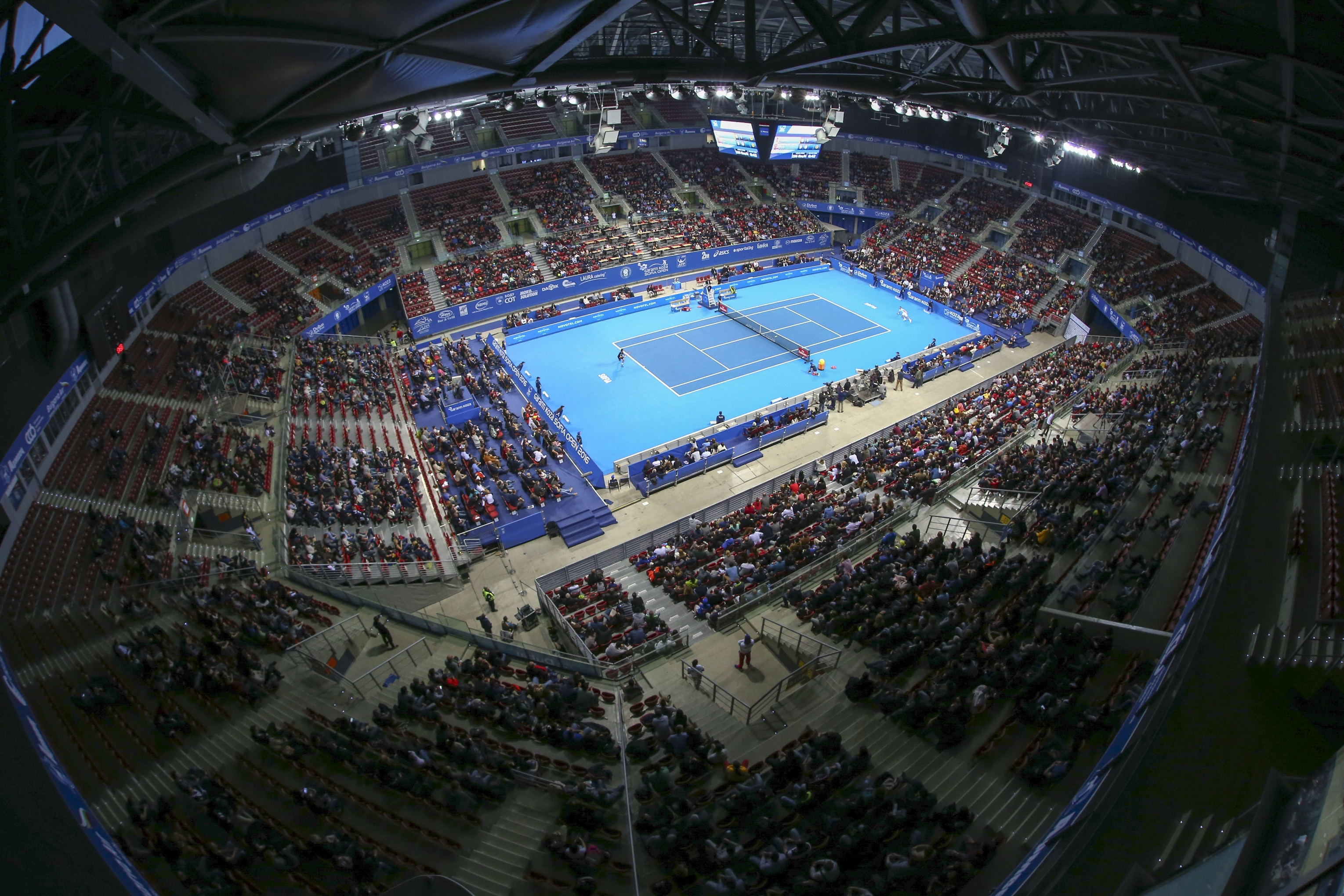
Arena Sofia durante l'ATP Sofia Open

A Sofia sono nate le tenniste sorelle Maleevi: Katerina, che per molto tempo è stata nella top 10 della WTA, Manuela, tra le migliori dieci tenniste del mondo per nove anni, e Magdalena, che nel 1990 vinse 3 fra le più importanti manifestazioni juniores: l'US Open 1990, l'Australian Open 1990 singolare ragazze e l'Open di Francia 1990, come anche Viktorija Tomova, vincitrice di 18 titoli nel singolare e 12 titoli in doppio nel circuito ITF. L'Arena Armeec ospita il torneo di tennis maschile dell'ATP Tour 250 "Sofia Open", vinto una volta dal più grande tennista bulgaro di tutti i tempi, Grigor Dimitrov.
Sofia è stata candidata a ospitare i Giochi olimpici invernali nel 1992, 1994 e 2014. Nel 1985 ha perso per soli due voti contro Albertville la candidatura per i XVI Giochi del 1992; nel 1987 è stata eliminata al secondo turno di votazioni per i XVII Giochi olimpici invernali del 1994; nel 2006 è stata eliminata al primo turno dei XXII Giochi olimpici invernali del 2014. Tuttavia, ha ospitato due edizioni dei Giochi mondiali universitati estivi:nel 1961 e nel 1977, e due edizioni invernali, nel 1983 e nel 1989.

### Impianti sportivi
La città ospita numerosi grandi impianti sportivi, fra cui:
- Stadio nazionale Vasil Levski: con una capienza di 43.000 posti, ospita le partite di calcio internazionali. Intitolato al rivoluzionario Vasil Levski, è stato inaugurato nel 1953 ed è lo stadio più grande del Paese.
- Stadio dell'Esercito bulgaro: inaugurato nel 1967, ospita le partite casalinghe del CSKA Sofia.
- Stadio Lokomotiv: inaugurato nel 1985, ospita le partite casalinghe del Lokomotiv Sofia.
- Stadio Georgi Asparuhov: inaugurato nel 1960, ospita le partite casalinghe del Levski Sofia. Ha una capienza di 29.200 posti a sedere. Prende il nome del famoso calciatore bulgaro Georgi Asparuhov, morto nel 1971 in un incidente stradale.
- Arena Armeec (Арена „Армеец“): arena polivalente inaugurata nel 2011, capace di ospitare oltre 25 sport tra cui pallacanestro, ginnastica ritmica, ginnastica artistica, sport da combattimento, tennis, pallavolo, pallamano e danza sportiva. Dal 2016 è sede del torneo di tennis Sofia Open e ospita annualmente la Coppa del Mondo di Sofia di ginnastica ritmica. Ha anche ospitato varie manifestazioni sportive internazionali: i Campionati mondiali di ginnastica aerobica 2012, la Fase finale della World League maschile di pallavolo 2012, i Campionati mondiali di trampolino elastico 2013, i XXX Campionati europei di ginnastica artistica femminile 2014, i XXXI Campionati europei di ginnastica artistica maschile 2014, il Campionato europeo maschile di pallavolo 2015, i Campionati mondiali di trampolino elastico 2017, i Campionati mondiali di ginnastica ritmica 2018, il Campionato mondiale maschile di pallavolo 2018, i Campionati mondiali di ginnastica ritmica 2022.
- Sala Hristo Botev: uno degli impianti emblematici di Sofia, con una funzione multifunzionale che permette allenamenti e gare in più di 26 sport (pallacanestro, pallavolo, futsal, badminton, pallamano, danza, ginnastica, arti marziali, lotta, sollevamento pesi, ecc.). Ogni anno ospita competizioni sportive, tornei e campionati a livello regionale, nazionale e internazionale.
- Sala Universiada: struttura polivalente costruita per ospitare i Giochi mondiali universitari nel 1961, utilizzata per incontri sportivi, concerti, cerimonie, congressi e mostre. Nel dicembre 2008 ha ospitato il primo spettacolo di wrestling nella storia della Bulgaria.
- Due complessi di pattinaggio su ghiaccio: il Palazzo degli sport invernali (in bulgaro Зимен дворец на спорта?, Zimen dvorec na sporta), con una capienza di 4.600 posti e lo Stadio invernale Slavia, con una capienza di 2.000 posti, entrambi contenenti due piste ciascuno.[261]
- Il velodromo: situato nel parco Borisova gradina, con una capienza di 5.000 posti.
- Vari altri complessi sportivi in città appartenenti a istituzioni diverse dalle società calcistiche, come quelli dell'Accademia nazionale dello sport Vasil Levski, dell'Accademia bulgara delle scienze o di diverse università.
- Più di quindici complessi di piscine, per la maggior parte dei quali all'aperto.[262] , quasi tutti dotati di posti a sedere per centinaia di spettatori, costruiti come sedi di gara.
- Due campi da golf situati appena ad est di Sofia: a Elin Pelin (club Santa Sofia) e a Ihtiman (club Air Sofia), e un club di equitazione (club San Giorgio).

## Gemellaggi
- Algeri, Algeria[263]
- Amman, Giordania[264]
- Ankara, Turchia[265]
- Bucarest, Romania[266]
- Doha, Qatar[267]
- Kiev, Ucraina[268]
- Pittsburgh, Stati Uniti[269]
- Salalah, Oman[senza fonte]
- Shanghai, Cina[270]
- Sidon, Libano[senza fonte]
- Tel Aviv, Israel[271]
- Tbilisi, Georgia[senza fonte]